# 元朗襲擊事件的紀念活動
元朗襲擊事件的紀念活動，是指紀念元朗襲擊事件的一系列活動。

## 一個月

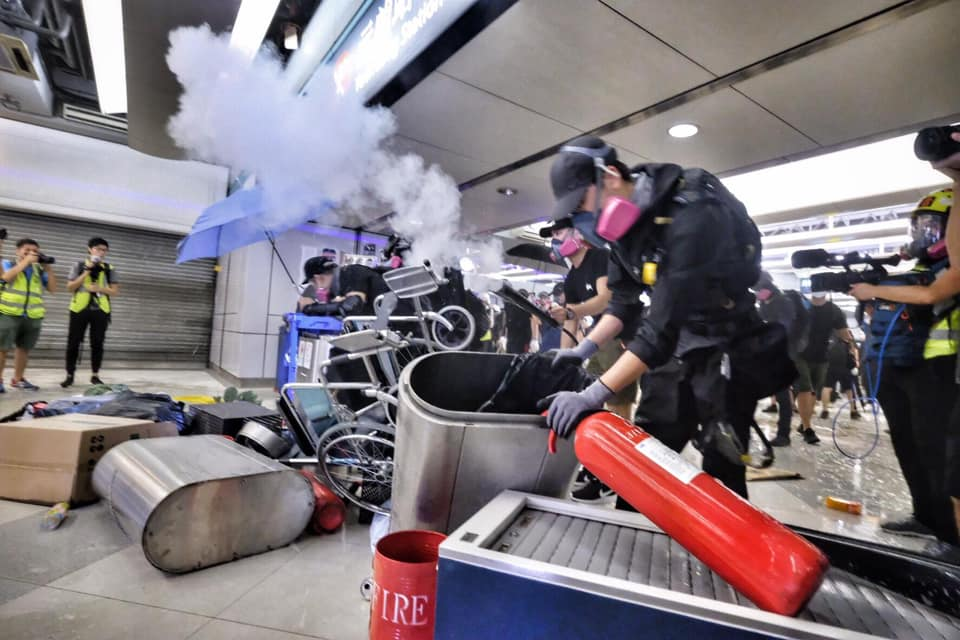
示威者在車站大堂拆毀站內垃圾桶、回收箱、報紙存放箱等製成路障，防止警員衝入

2019年8月21日是元朗襲擊發生後的一個月，市民號召到元朗站靜坐，人潮之多令集會延伸至鄰近的YOHO Mall商場。期間有示威者到鐵路站外設置路障，警方稱屬非法集結因而清場。警方施放胡椒噴霧和開一槍橡膠子彈；示威者則噴滅火噴劑及倒洗潔精和油，阻止警方推進。雙方在鐵路站內外對峙，最終示威者乘列車撤離元朗站。清場行動期間兩名男子涉非法集結被捕，行動中無警員受傷。凌晨時分，有警察和記者進入南邊圍，《蘋果日報》記者稱被疑似村民恐嚇，但警方未有理會。
港鐵派出特別班次空車，接載滯留元朗站乘客離開的舉動被中國官媒《人民日報》批評是「護送黑衣暴徒離開」，形容是縱容暴力、拿公共安全不當回事，更質疑「港鐵掂量過輕重嗎？」。港鐵其後修訂安排，一旦站內發生暴力事件，或將無預警下暫停列車服務、即時關閉車站。

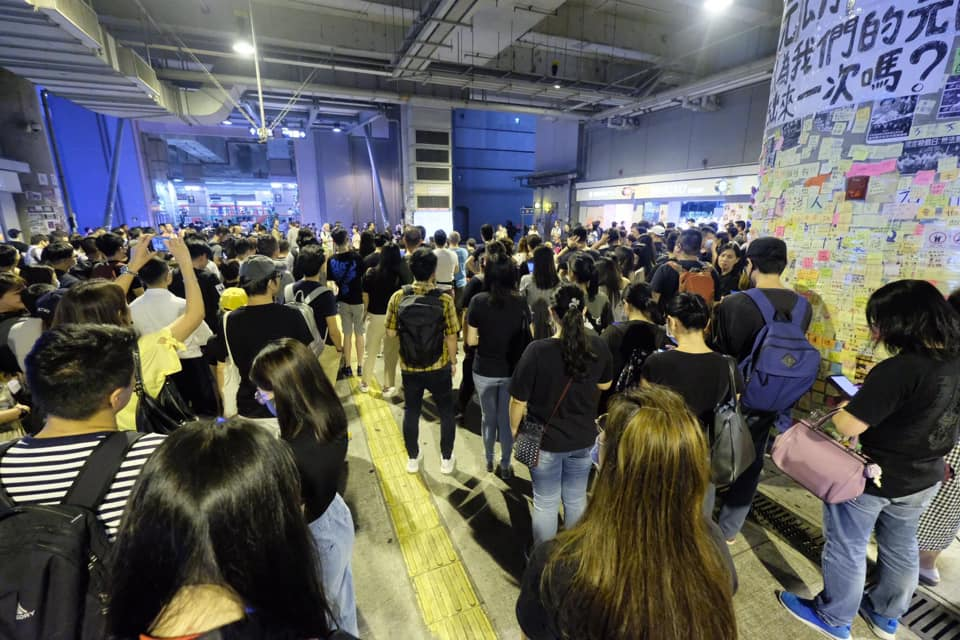
地下有不少市民靜坐，抗議「警黑合作」
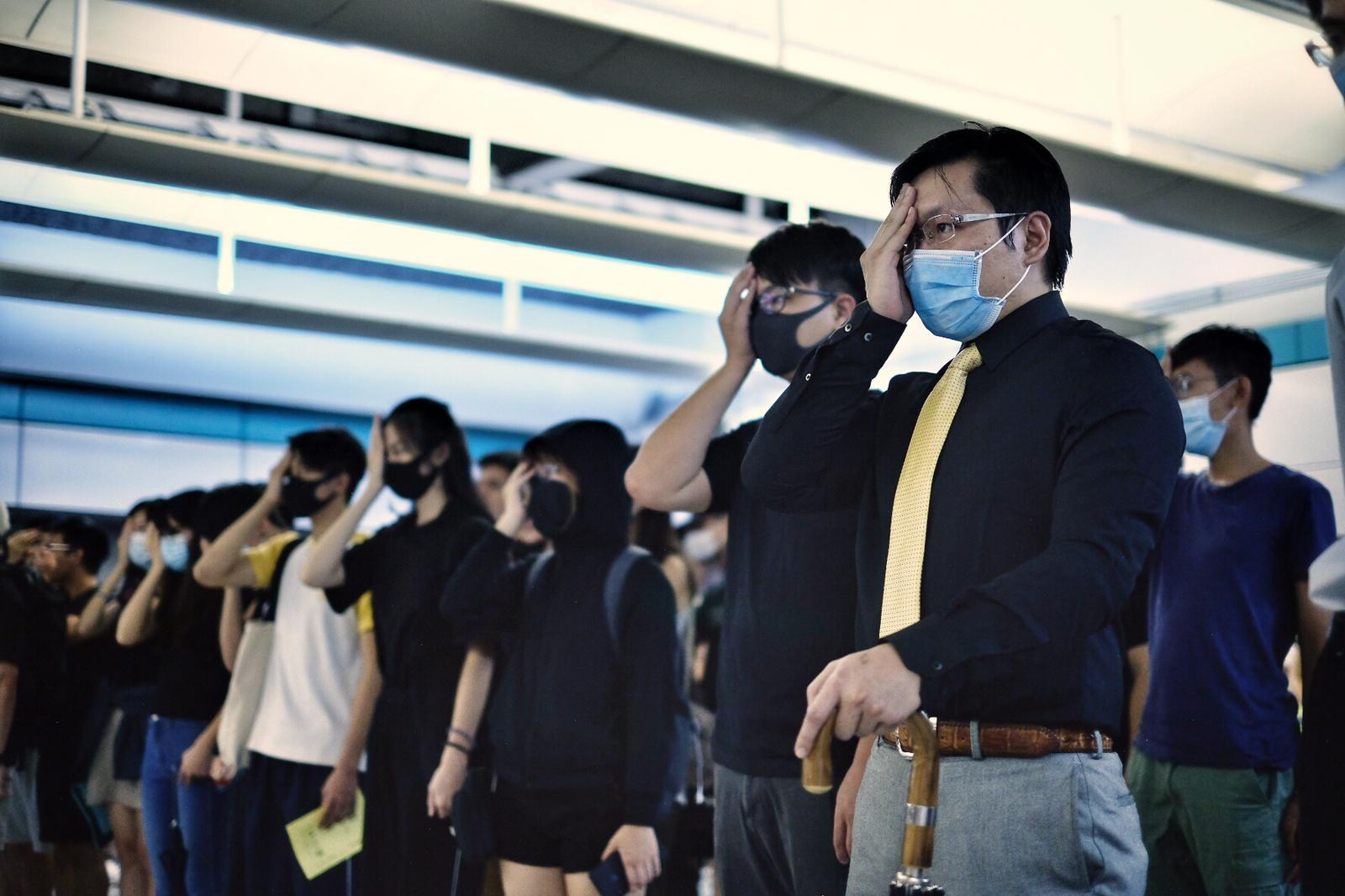
靜坐參加者在晚上9起發起「靜企」行動
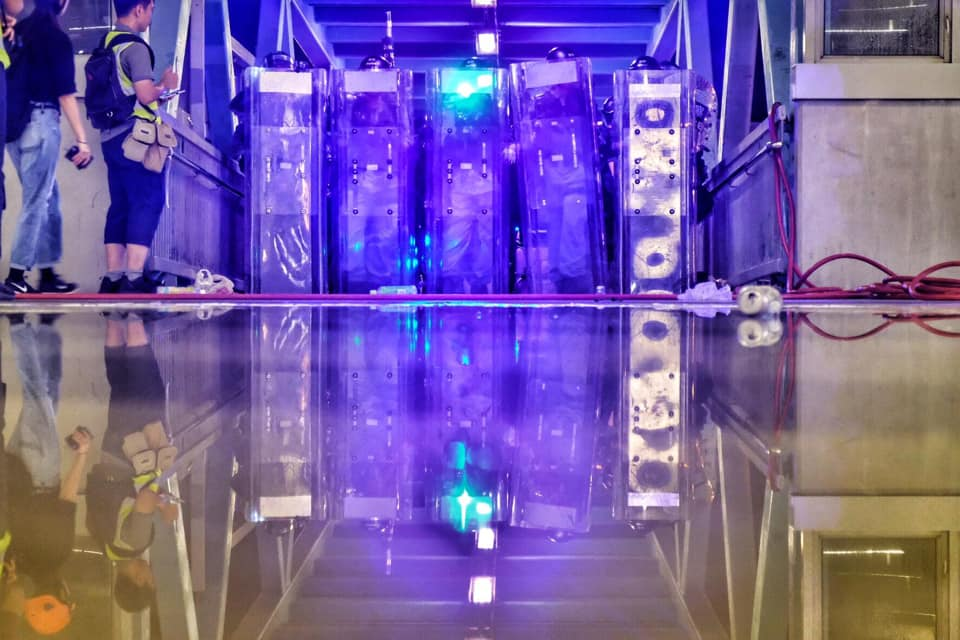
防暴警員從出入口推進
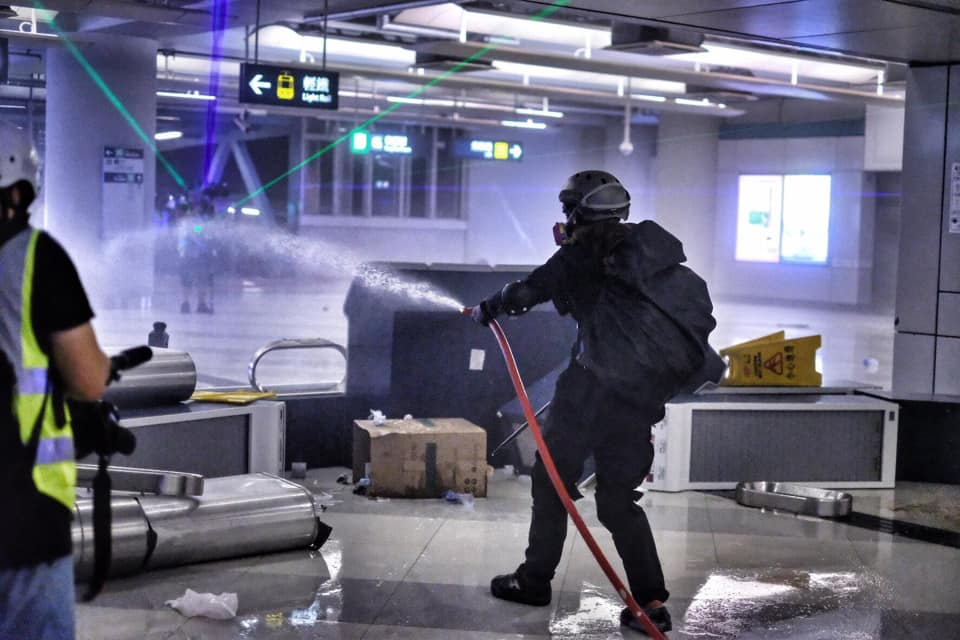
示威者向地面噴水
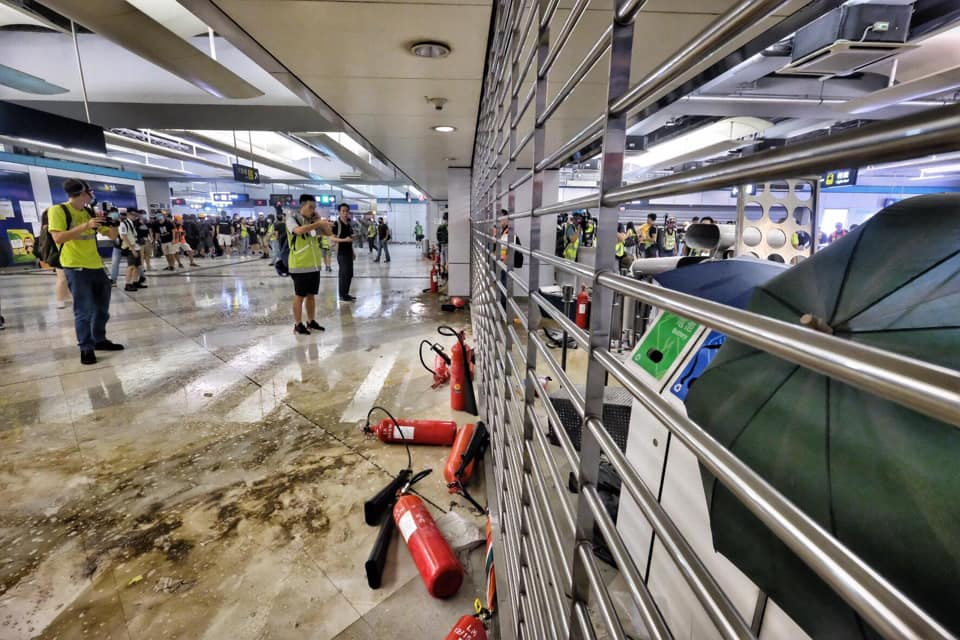
事發後，大堂留下不少水跡，並關上車站大閘

## 兩個月

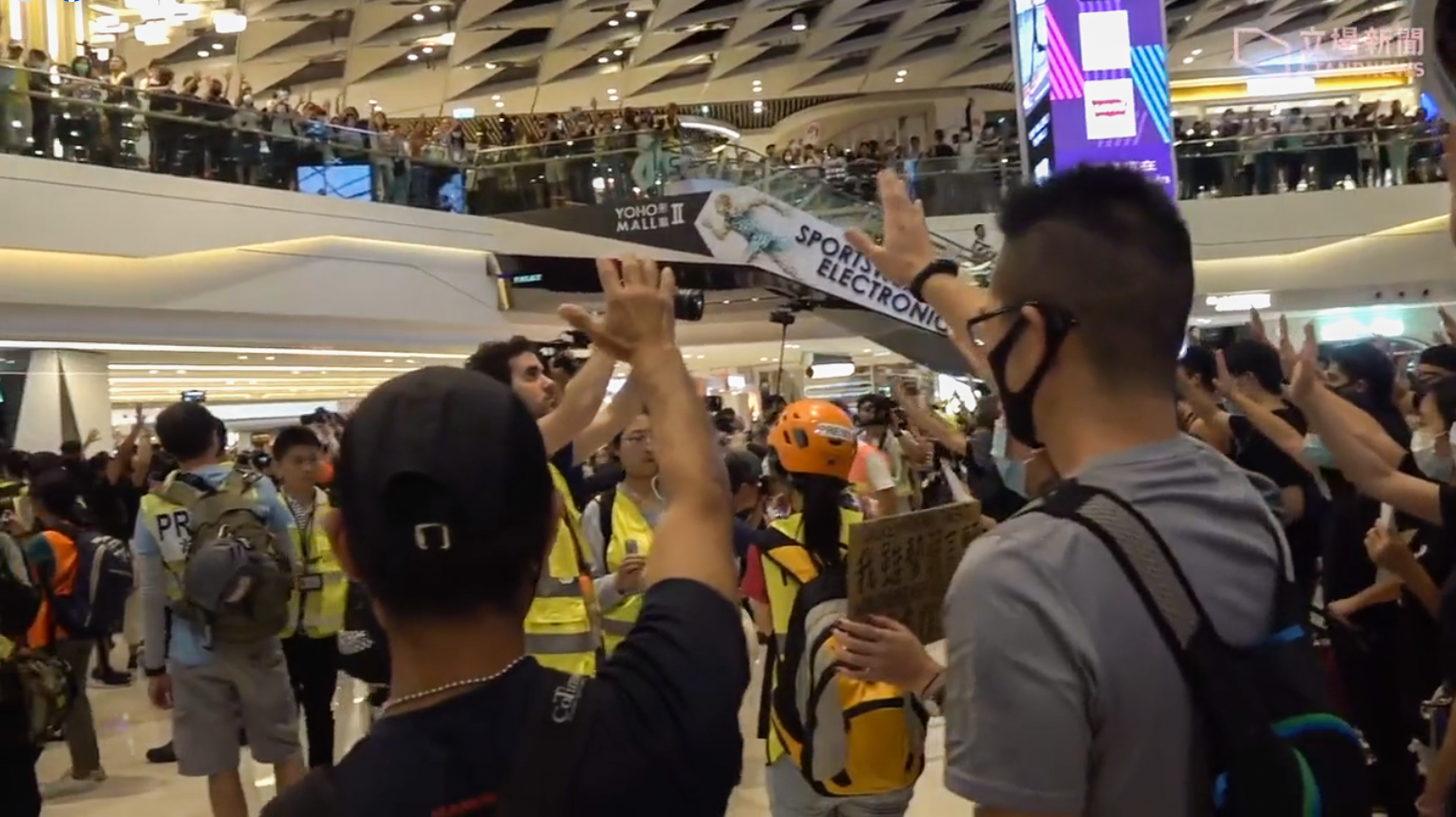
形點商場有人静坐，抗议襲擊事件

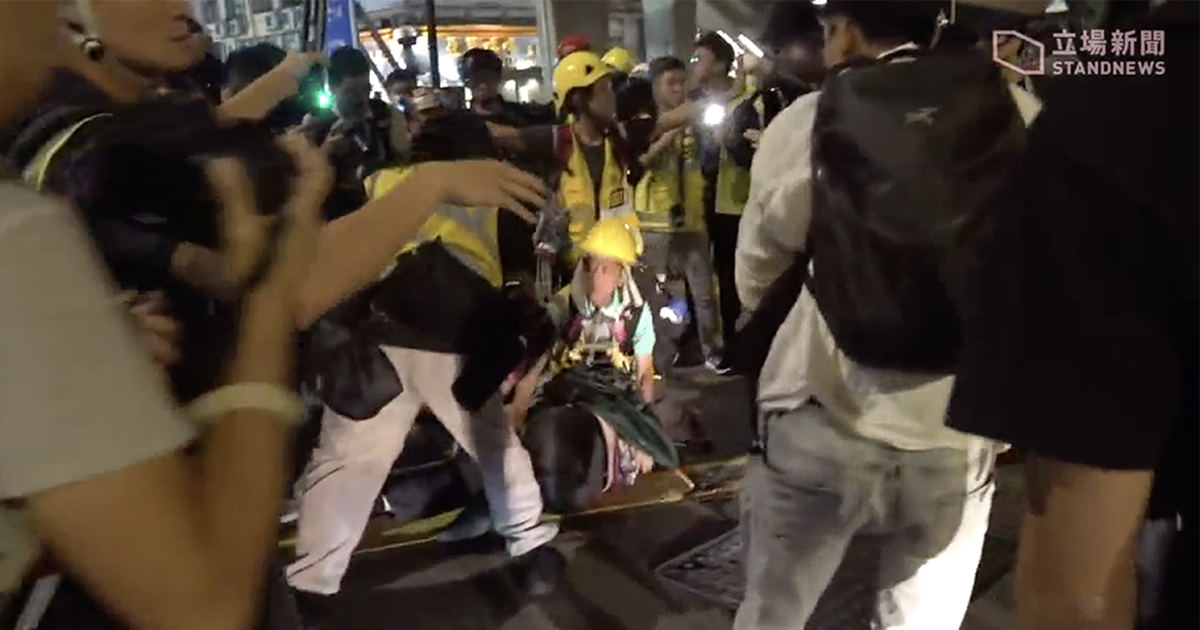
有中年男子被示威者包圍和毆打

2019年9月21日，元朗站附近的形點II商場有人静坐，抗议襲擊事件。港鐵於当日下午3時提前關閉车站，一些市民更為此取消外出。到晚上有人在商場設置路障，阻塞往車站的閘口，其後用噴漆噴污多組屬於商場及大家樂旗下的Oliver's Super Sandwiches餐廳的閉路電視鏡頭。
其後有示威者在元朗站周邊道路丟擲汽油彈，防暴警察隨即高舉黑旗並發射多枚催淚彈清场。當天清場的時候有網上片段顯示警察包圍毆打一名身穿橙黃色背心的人，好鄰舍北區教會確認他是「守護孩子行動」成員，為了上前了解一名被捕的青少年而被警方推跌並拘捕，當時沒有拒捕。但警方否認有打人，只承認有警員踢一個黃色物體 (Yellow Object)。
到凌晨，元朗康景街有中年白衣男子遭指責早前曾撕掉「連儂牆」文宣，而被其他示威者一起截停，之後被強迫下跪。男子曾經打算登上的士離開，但被多人拉下車，之後有人以金屬棍物件襲擊頭部，並要求交出小米手機，之後被人摔到地上。最後該名男子送院治理，頭部須縫7針。而襲擊白衣男的其中3人被捕，其中32歲被告承認暴動和非法禁錮。法官形容被告迫令事主下跪和喝令交出手機供檢查的行為，在文明社會中令人髮指，是完全暴力及非常野蠻，考慮他患病等因素後，判囚40個月，另須賠償事主2,500元。而一名50歲女子被指當日拳打及用易拉架攻擊兩名男子；及於警方上門拘捕時，涉把一對運動鞋由家中窗口扔出。她被控兩項有意圖傷人罪、妨礙司法公正罪及暴動罪。案件在2023年7月3日於區域法院開審。辯方不爭議案發現場有暴動及襲擊，但爭議被告是否片段中的施襲者及暴動參與者。另外，負責在被告所住大廈外觀察的警員作供時指，以肉眼觀察到被告扔出兩件綠色物體。辯方則質疑，依警員的所處位置，無法確認扔出的物件是屬於被告。受襲的事主在辯方盤問下，承認口頭爭執期間曾推開路人，揮動打碎的啤酒樽，稱想「嚇吓佢（示威者）」，並反問「係咪嚇吓都唔得」。控方亦提及，就是次事件，事主曾於 2020 年 12 月被控普通襲擊，因有認罪協商獲撤控，被判守行為。
另外，當時16歲的被告承認一項非法集結罪，指他於在形點II商場參與非法集結和用噴漆噴污多組閉路電視鏡頭，被判入勞教中心和就損毀大家樂集團的閉路電視鏡頭賠償7,000元。同案另一名被告否認非法集結等罪，案件排期6月16日開審。

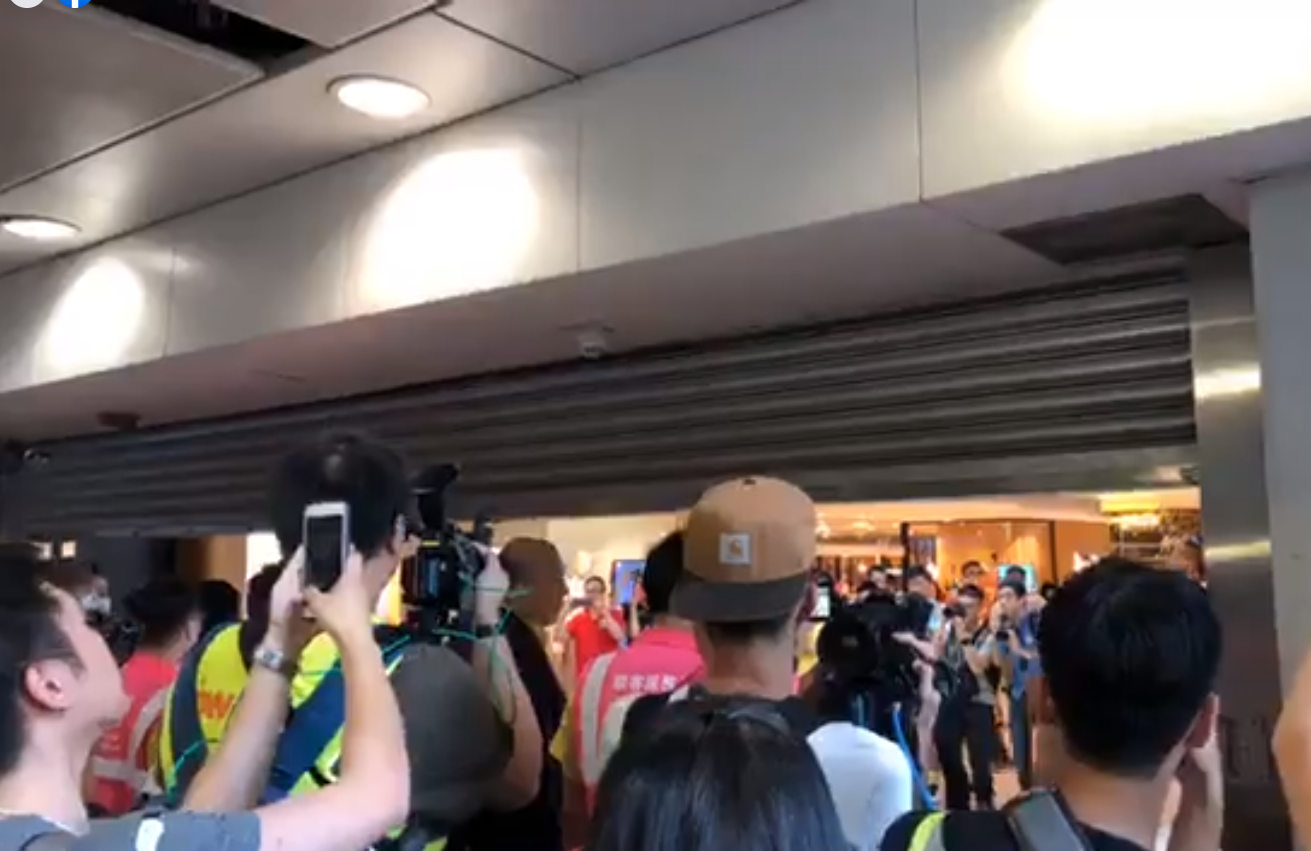
港鐵於当日下午3時提前關閉元朗站
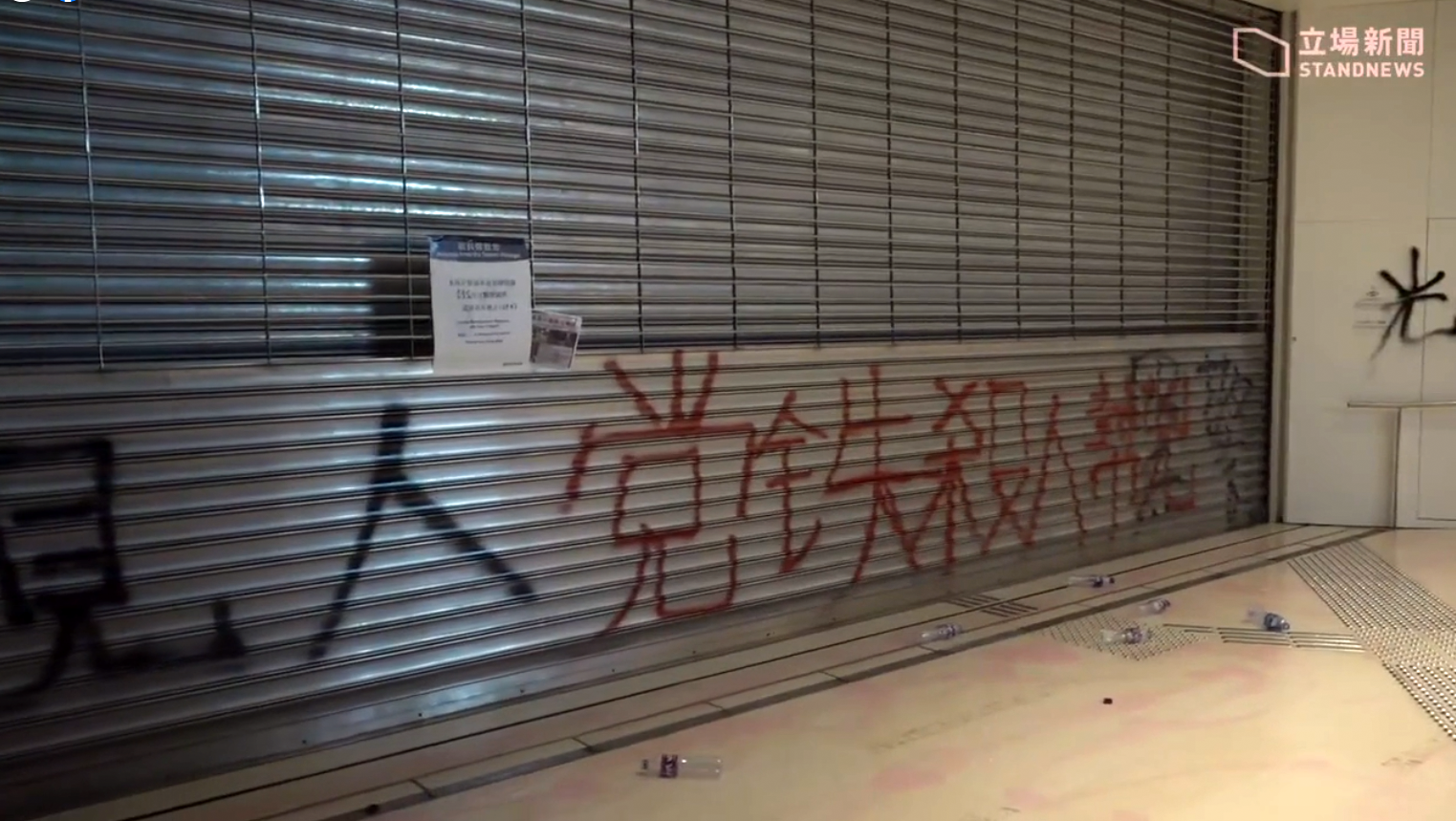
晚上有人用噴漆噴污元朗站閘口
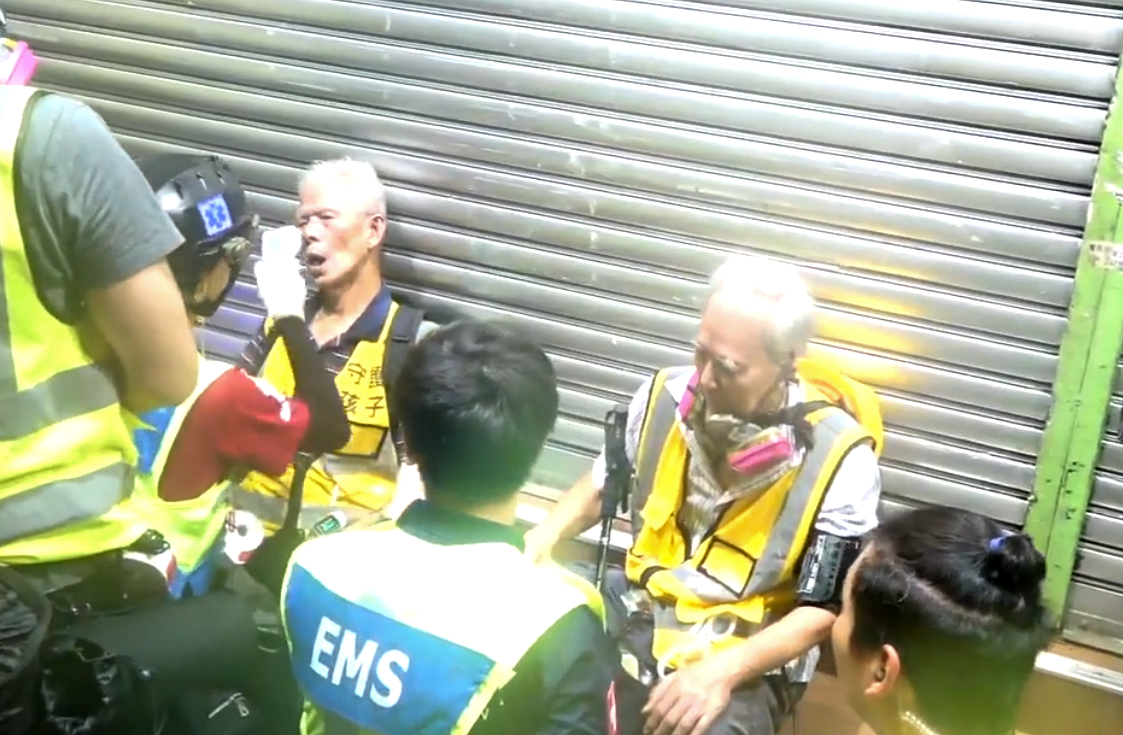
「守護孩子行動」成員被警方推跌而不適
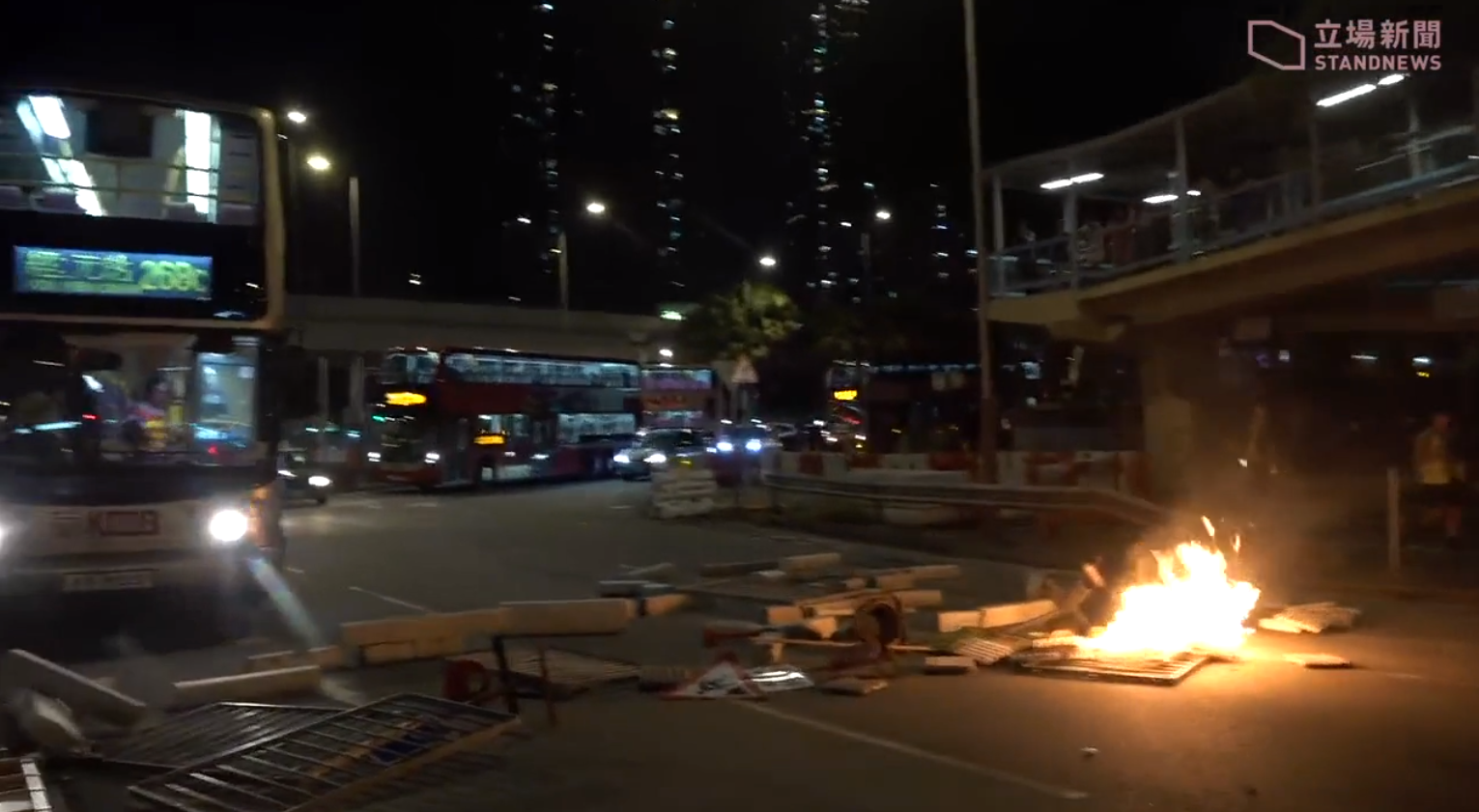
示威者在元朗站周邊道路放置路障和擲汽油彈
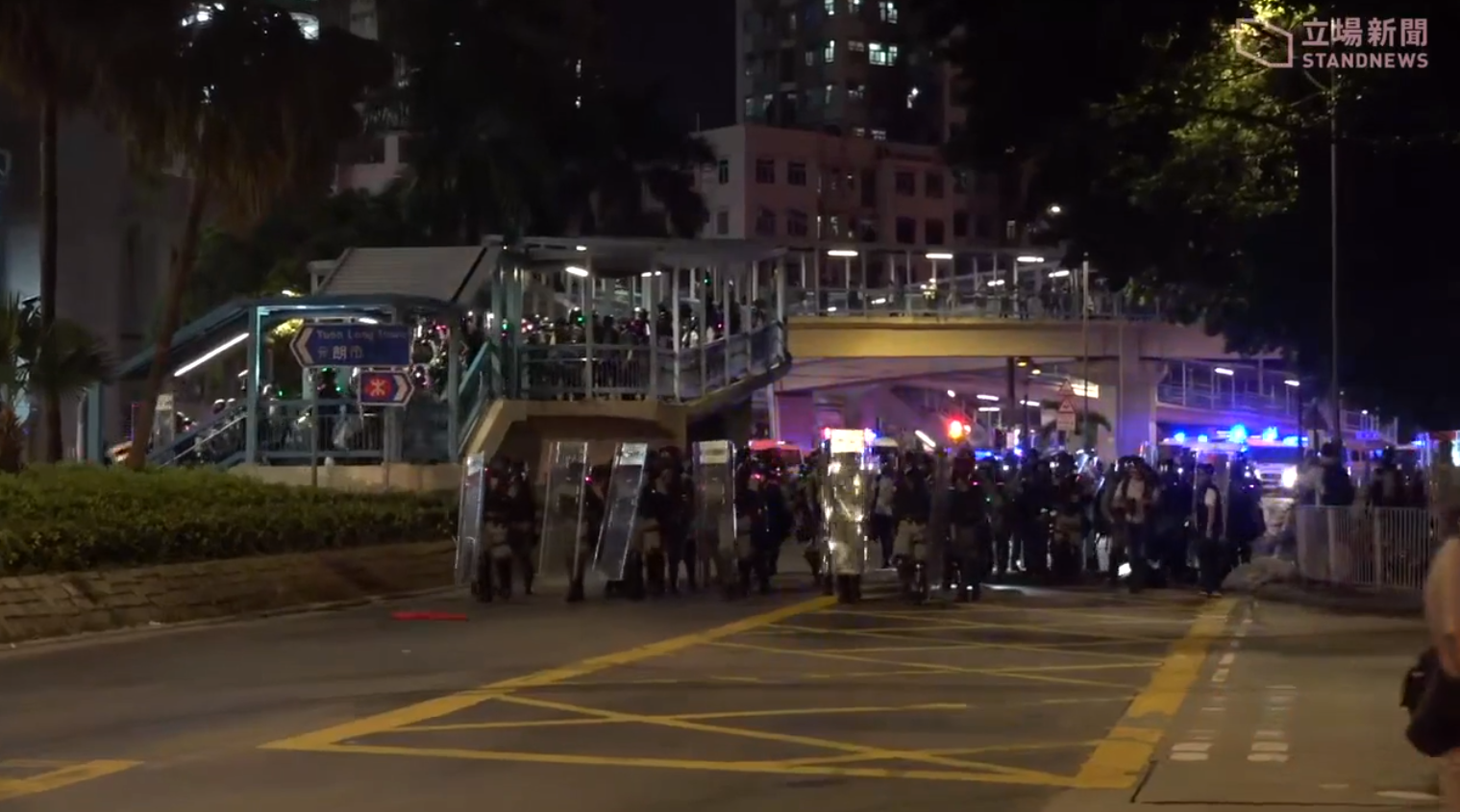
防暴警察在鳳翔路進行清場
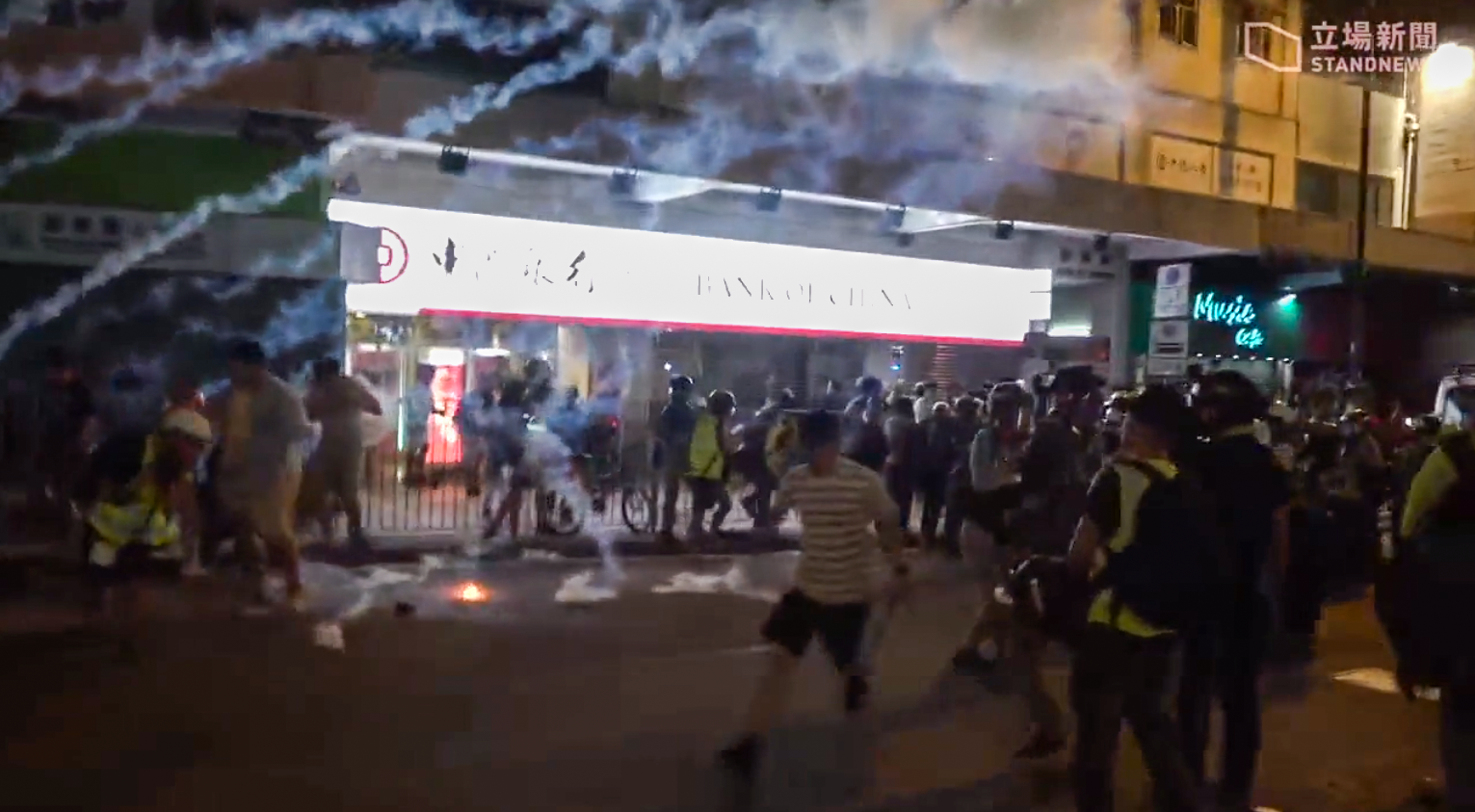
防暴警向記者方向發射多枚催淚彈
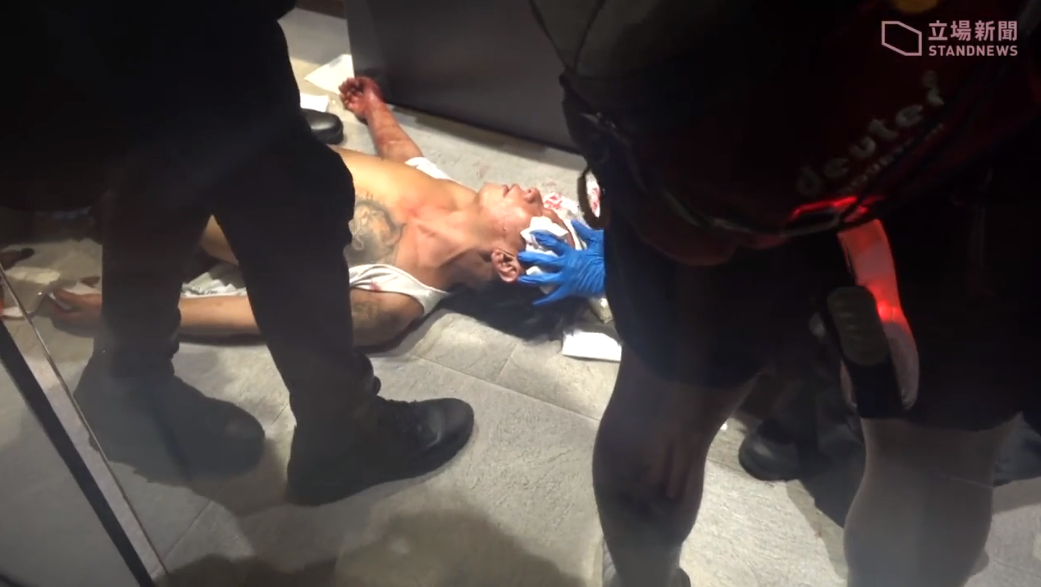
中年白衣男子遭毆打後由義務救護員協助

## 三個月

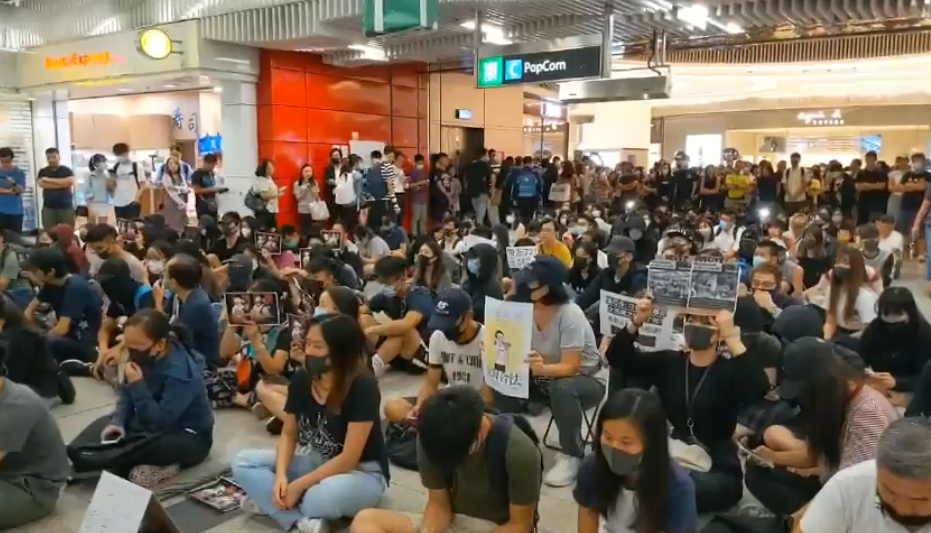
10月21日，近百名市民在將軍澳站內舉行集會

2019年10月21日，又有民众發起在元朗站举行静坐示威活动。不過港鐵提早於下午2時關閉元朗站。而元朗站附近商場YOHO MALL 形點内的商店虽然在下午5時全部關門，但晚上仍有約50人在商場內靜坐。而西鐵屯門站、銅鑼灣站、將軍澳站、太古站、旺角站、太子站、中環站、九龍塘站等，都有大批市民為7月21日發生的元朗襲撃事件靜坐。
晚上7時44分，近50名市民在元朗大馬路近大棠路交界聚集，用雪糕筒設路障。不過數分鐘後被大批防暴警以包抄方式驅散，期間要求現場市民除下口罩和檢查記者身份證。《立場新聞》一名男記者因身份證遺留在車上，一度被警察公共關係科查問，其後獲放行。8時15分，警方在大棠路舉藍旗，警告在場市民離開，其後更推撞記者上行人路。元朗千色匯外有1人被捕。到晚上9時25分起到深夜12時，防暴警在大馬路發射最少40發催淚彈驅散人群，部分更在無警告下連放20多催淚彈。當有市民質問警方7.21時去了哪兒，警員卻以輕挑態度回應和截查有關市民。
直至凌晨，警方拘捕至少11人。

## 四個月

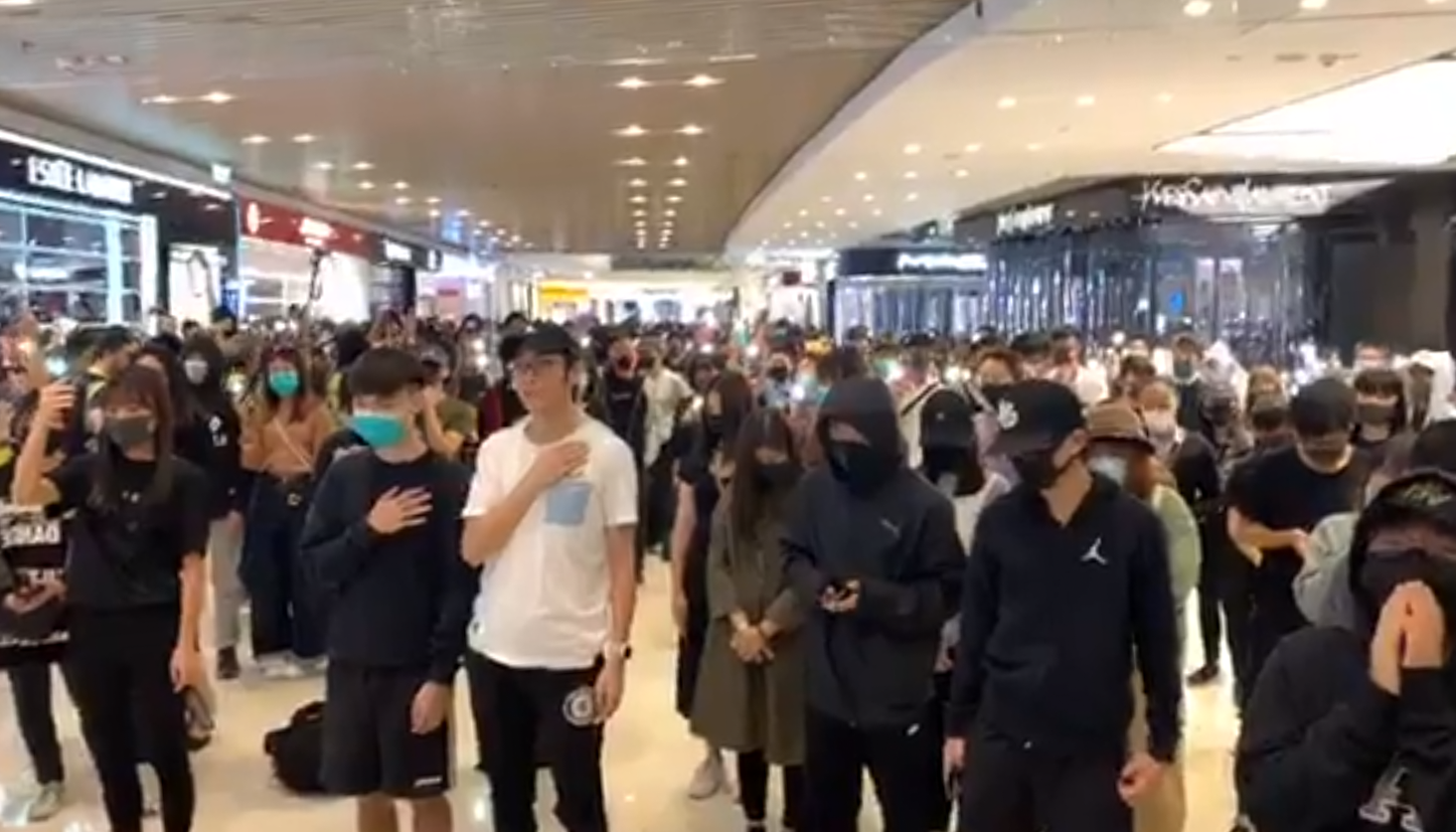
晚上7時，約200人到YOHO MALL商場靜坐，高唱《願榮光歸香港》

2019年11月21日，有網民號召市民到西鐵元朗站靜坐，港鐵在下午2時關閉車站。到晚上7時，約200人到YOHO MALL商場靜坐，當中不少是身穿校服的中學生。他們高呼「五大訴求，缺一不可」、「光復香港，時代革命」、「7．21唔見人，8．31打死人」等口號。在場人士默哀5分鐘後，人群到晚上9時起陸續離開。之後有人走到元朗大馬路近大棠路一帶聚集，而防暴警亦隨即到場戒備，截查5名市民。不少人在附近指罵警員，防暴警數次舉起藍旗，並要求市民離開。晚上10時許，防暴警突然在元朗大馬路衝前驅趕市民，包括以胡椒噴霧指向女子面部，至少6人被捕被帶上警車。

## 五個月

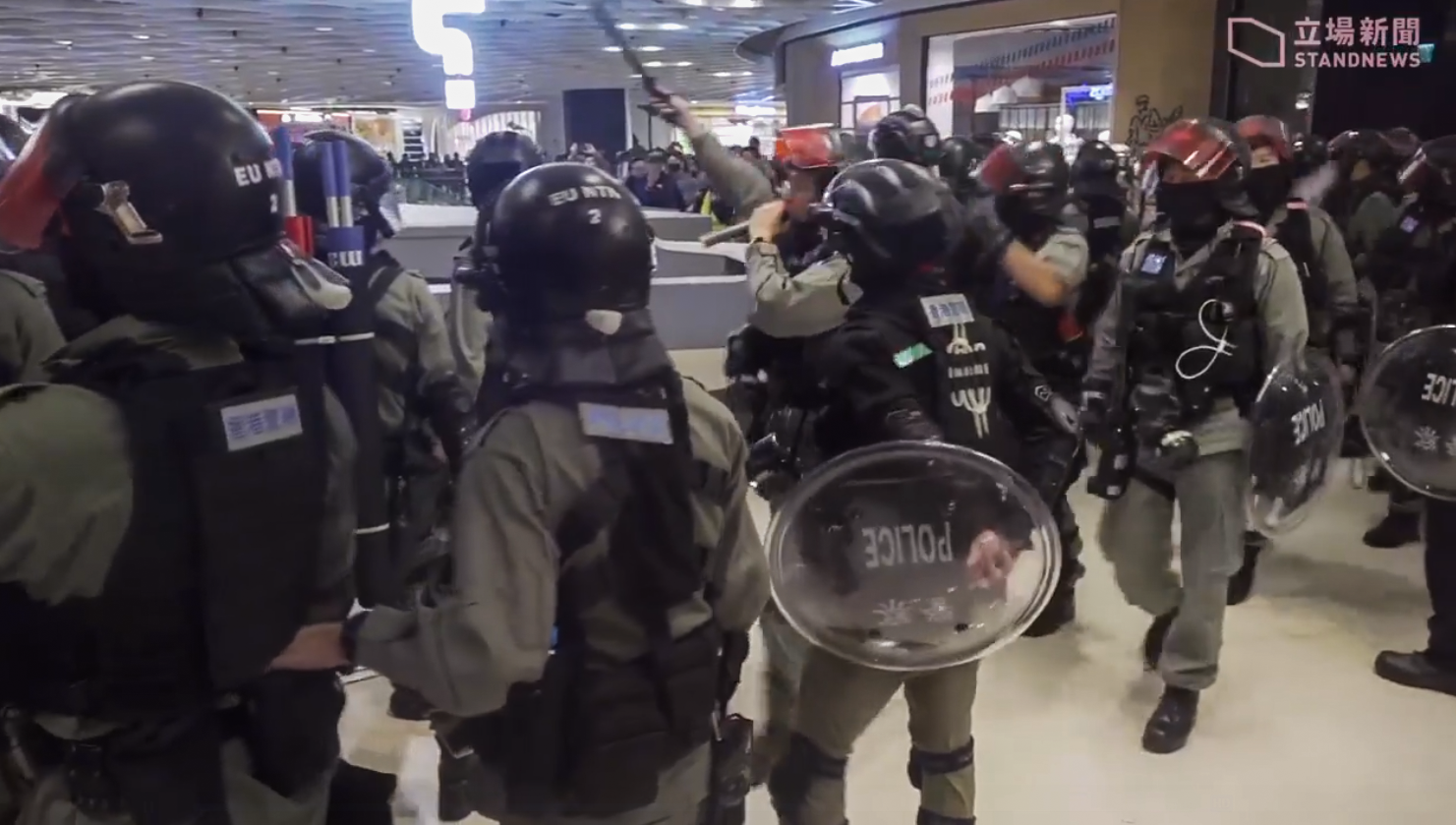
2019年12月21日元朗襲擊事件五個月，過百名防暴警察衝入商場驅散市民

2019年12月21日，有網民發起下午在元朗YOHO MALL 形點商場進行靜坐集會紀念，大部份人身穿黑衣和戴口罩，揮動反修例標語旗幟「香港警察見死不救」、「毋忘721」、「無差別恐襲」等，舉起手高叫口號。手持AR-15自動步槍的防暴警察先後在下午4時半和晚上8時39分衝入商場，以胡椒噴劑驅散示威人士，有示威人士以「721唔見人，831打死人」指罵警員。而警員也跑入YOHO Midtown住宅大堂和停車場截查和搜捕多名人士，經調查後以涉嫌遊蕩拘捕年齡介乎16至31歲的6男1女。

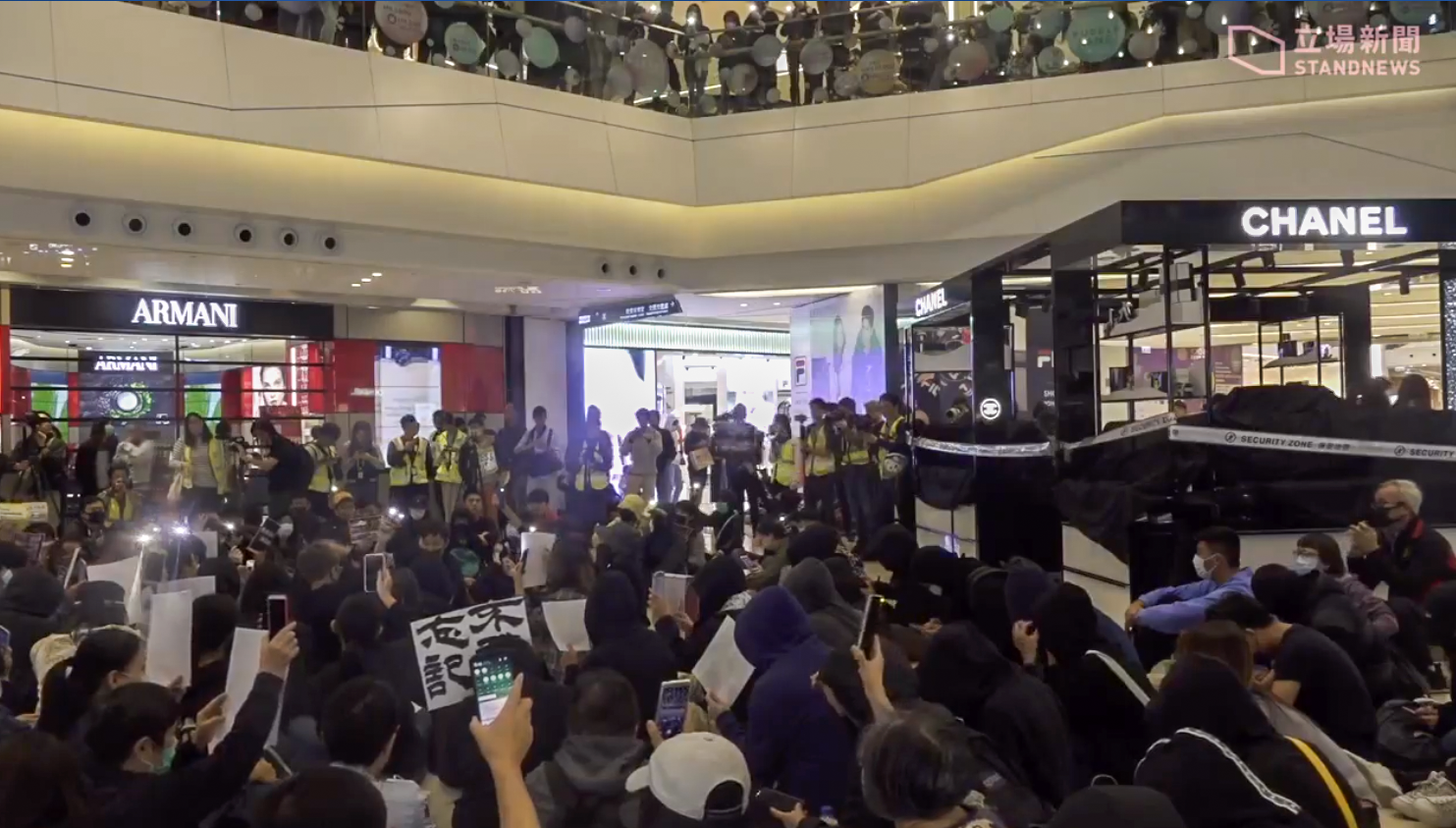
近100人在商場中庭進行靜坐集會
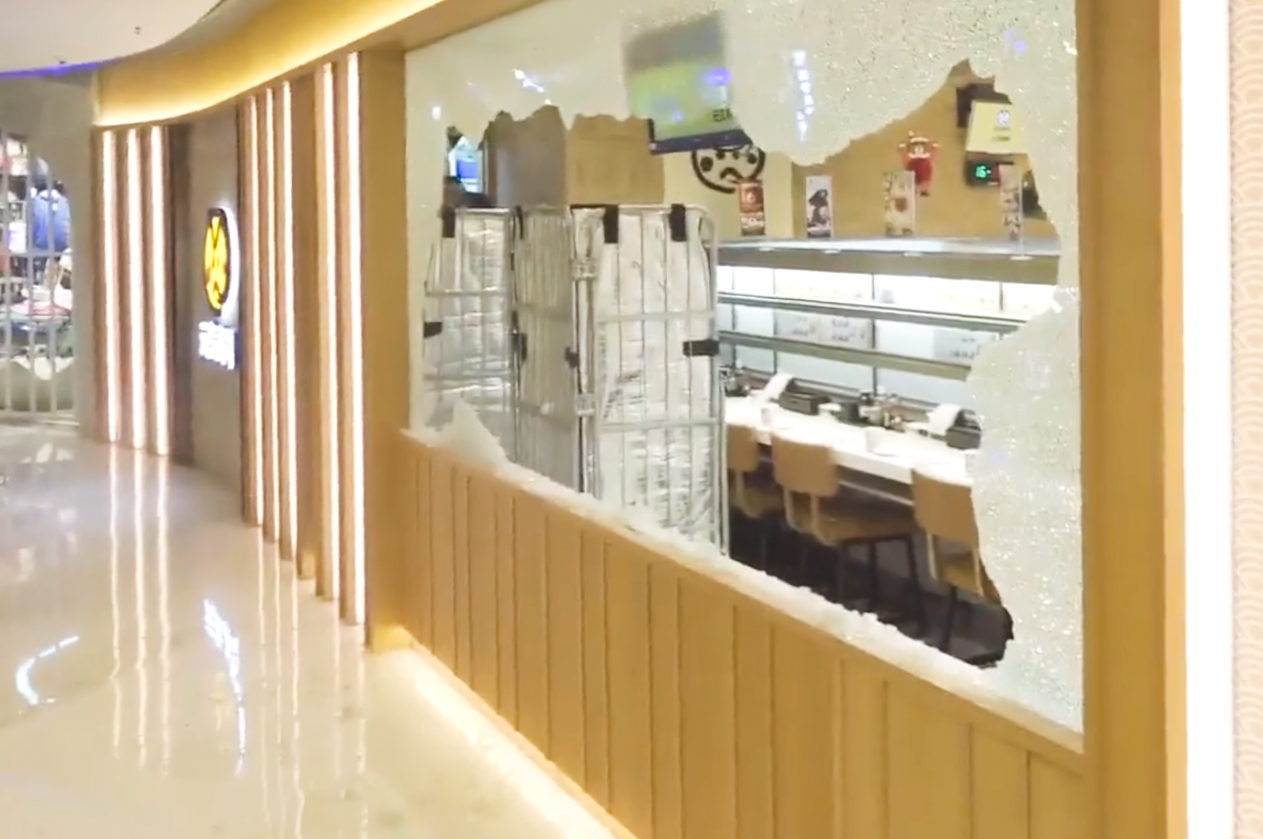
下午4時半，有黑衣人以鐵錘和電鑽破壞元氣壽司櫥窗玻璃
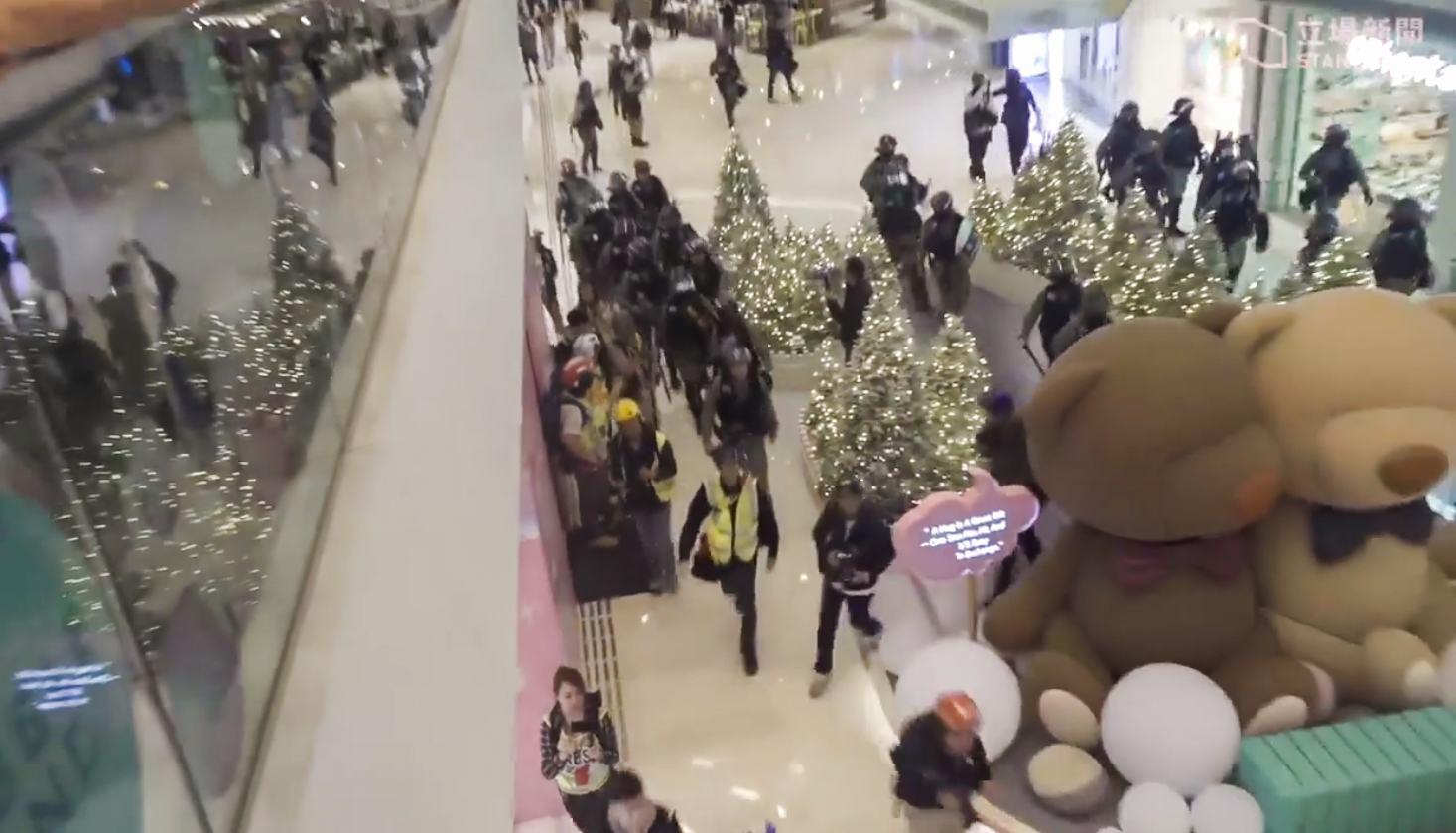
防暴警察從二期奔跑往商場一期
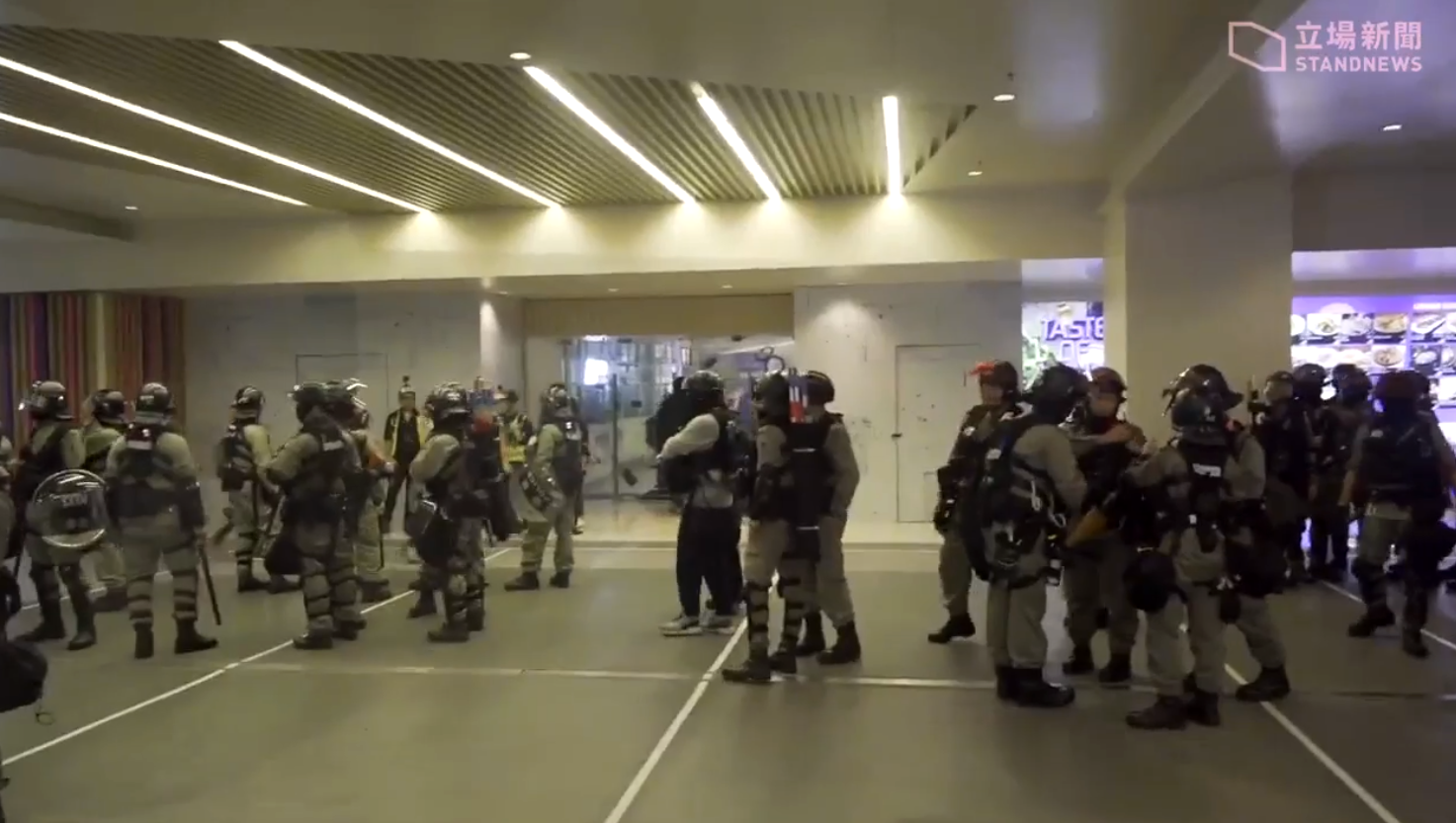
防暴警察封閉來往二期和一期的通道
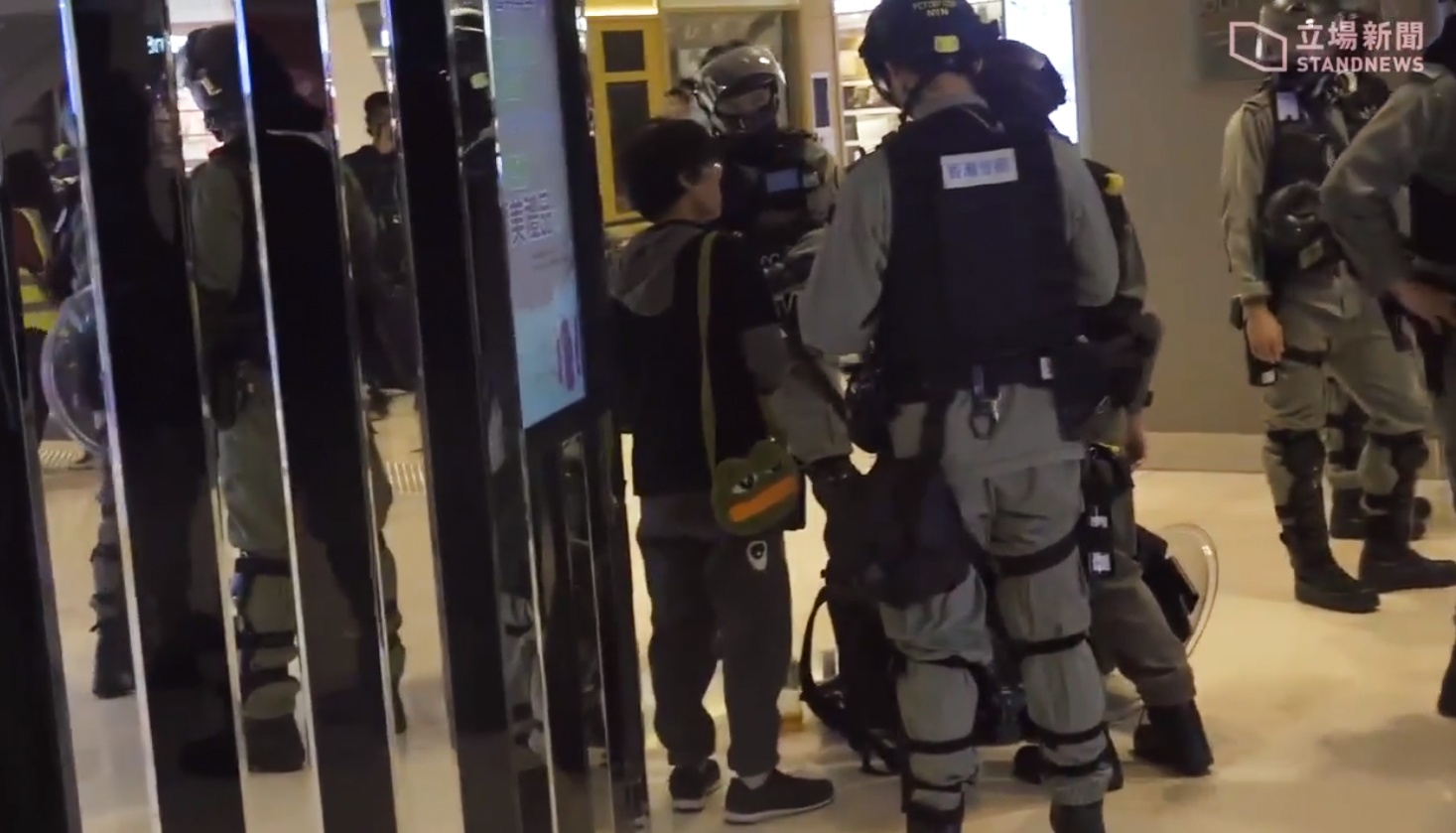
防暴警察截查市民
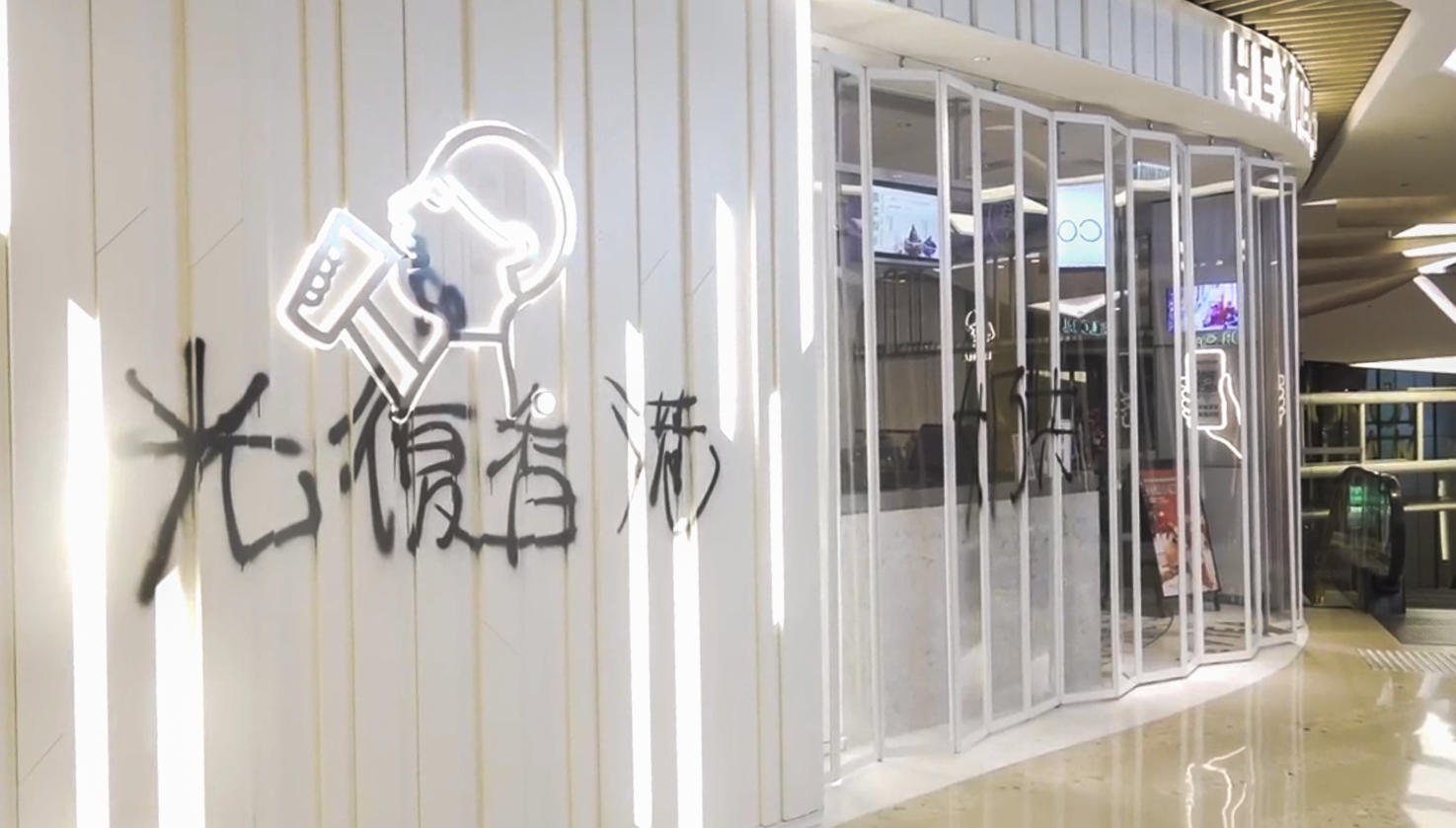
示威者在喜茶及麵包店門外噴漆
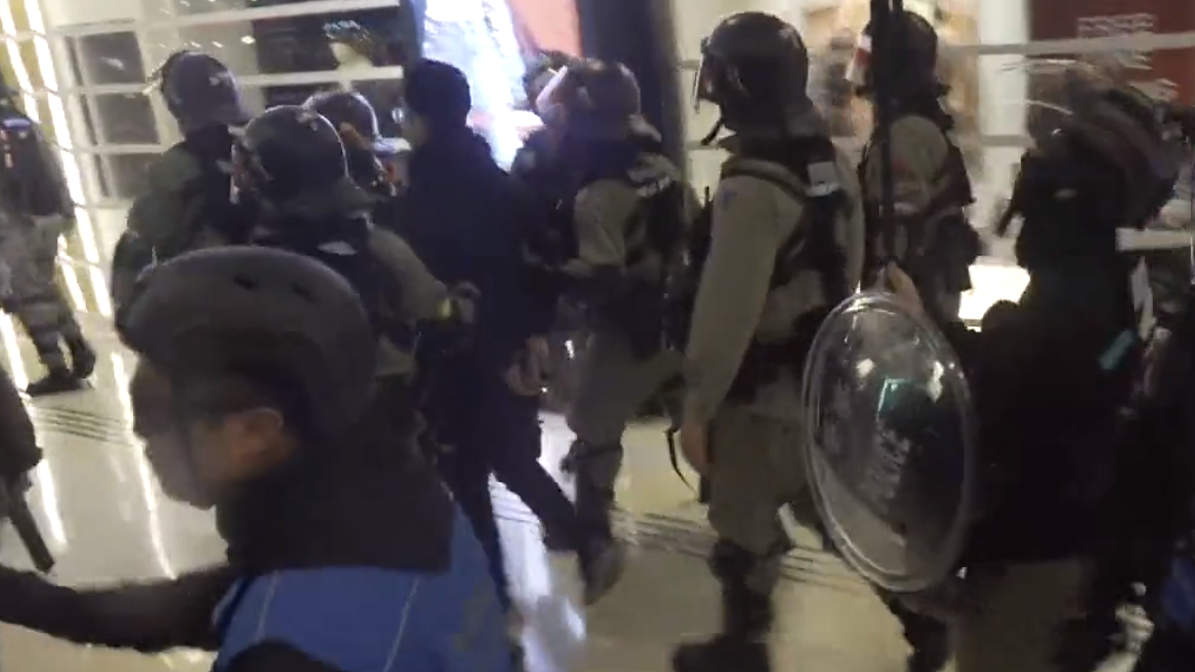
有年輕人被帶走
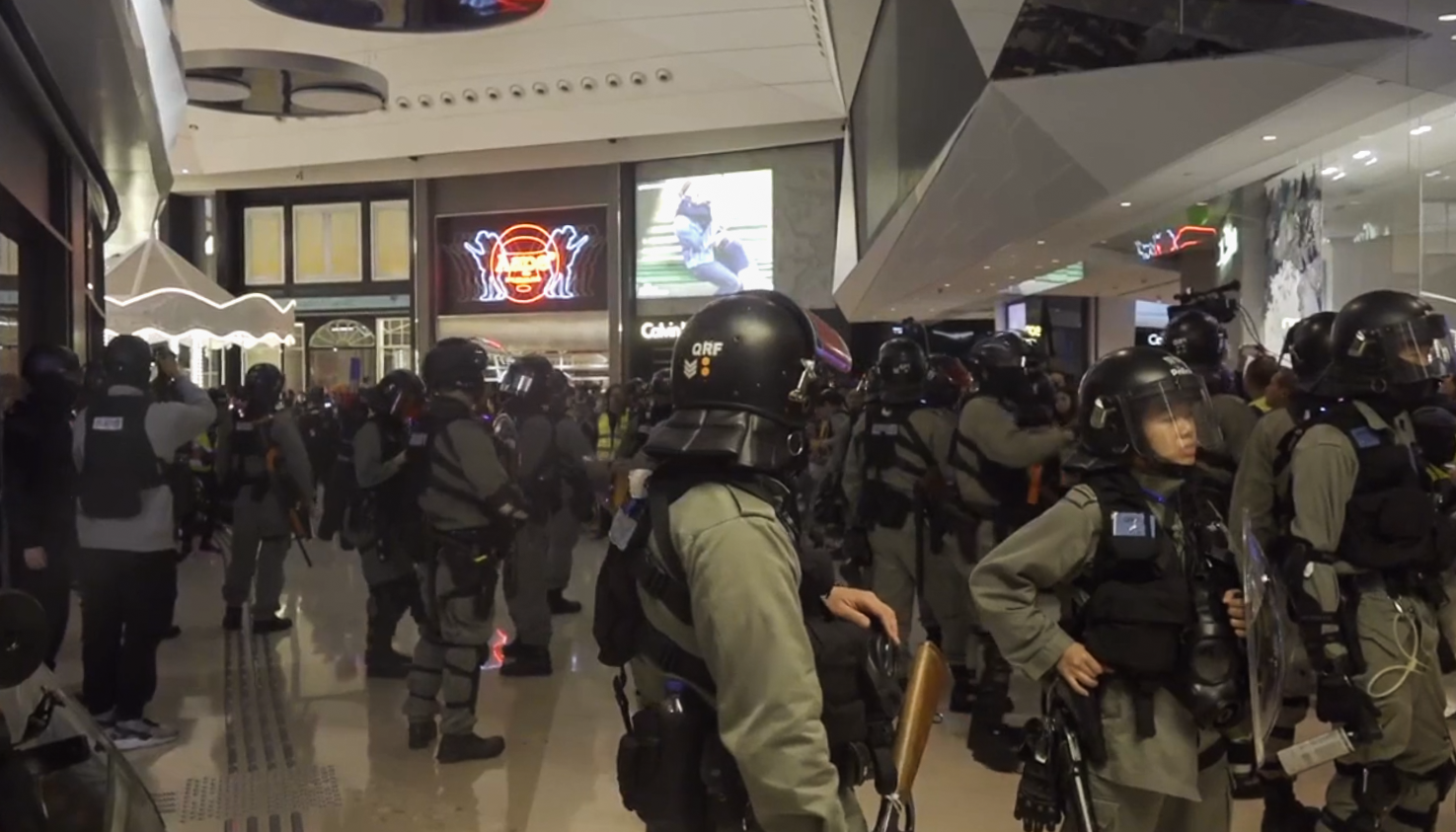
超過60名持盾防暴警員在YOHO MALL中庭

## 六個月

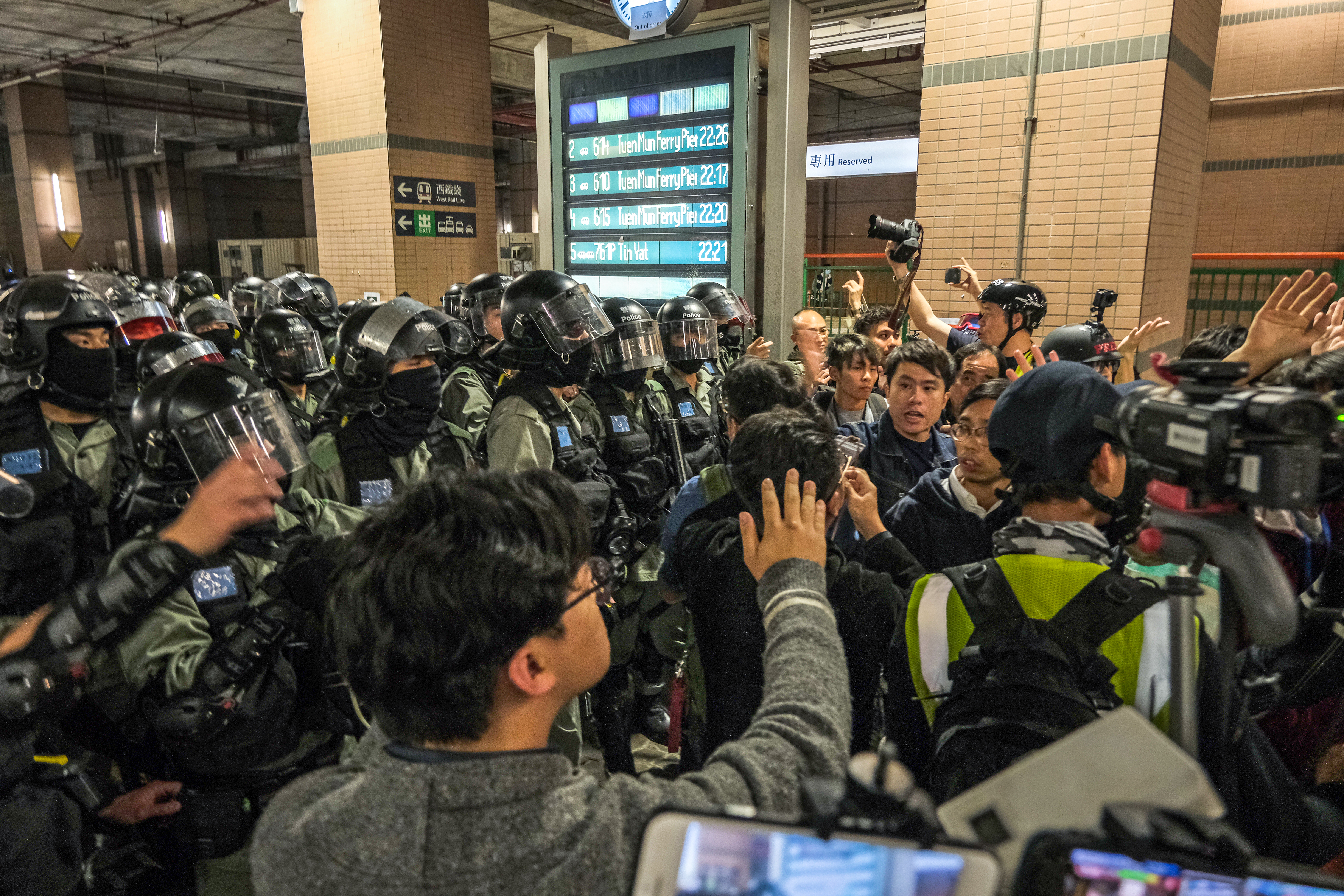
集會完結後，大批防暴警在輕鐵站驅趕聚集的人

2020年1月21日，有網民發起在多個港鐵站靜坐。其中在銅鑼灣站約50名市民聚集，他們大部分人都戴上口罩，不時高呼反修例口號，又播放反修例歌曲。在元朗，一批民主派議員在元朗站地下交匯處舉行放映會，並促請當局徹查721事件。集會在晚上9時許完結後，大批防暴警到場，在輕鐵站驅趕離開的人，並胡亂向市民施放胡椒噴霧。其中2名路過的少年被便衣警拉入公園噴椒及膝壓在地制服，兩人涉嫌刑事毀壞被捕，其中15歲男童亦同時涉嫌無牌管有無線電通訊器具被捕。
而天水圍嘉湖銀座廣場對開空地，也有由民間自發團體及元朗區學生組織等發起的集會，獲警方發出不反對通知書，有數百人出席。不過集會臨近尾聲時，一名男子被指用電話拍攝在場人士，之後被「私了」毆打。大批防暴警察進入集會現場，並在公園截查多名男子。

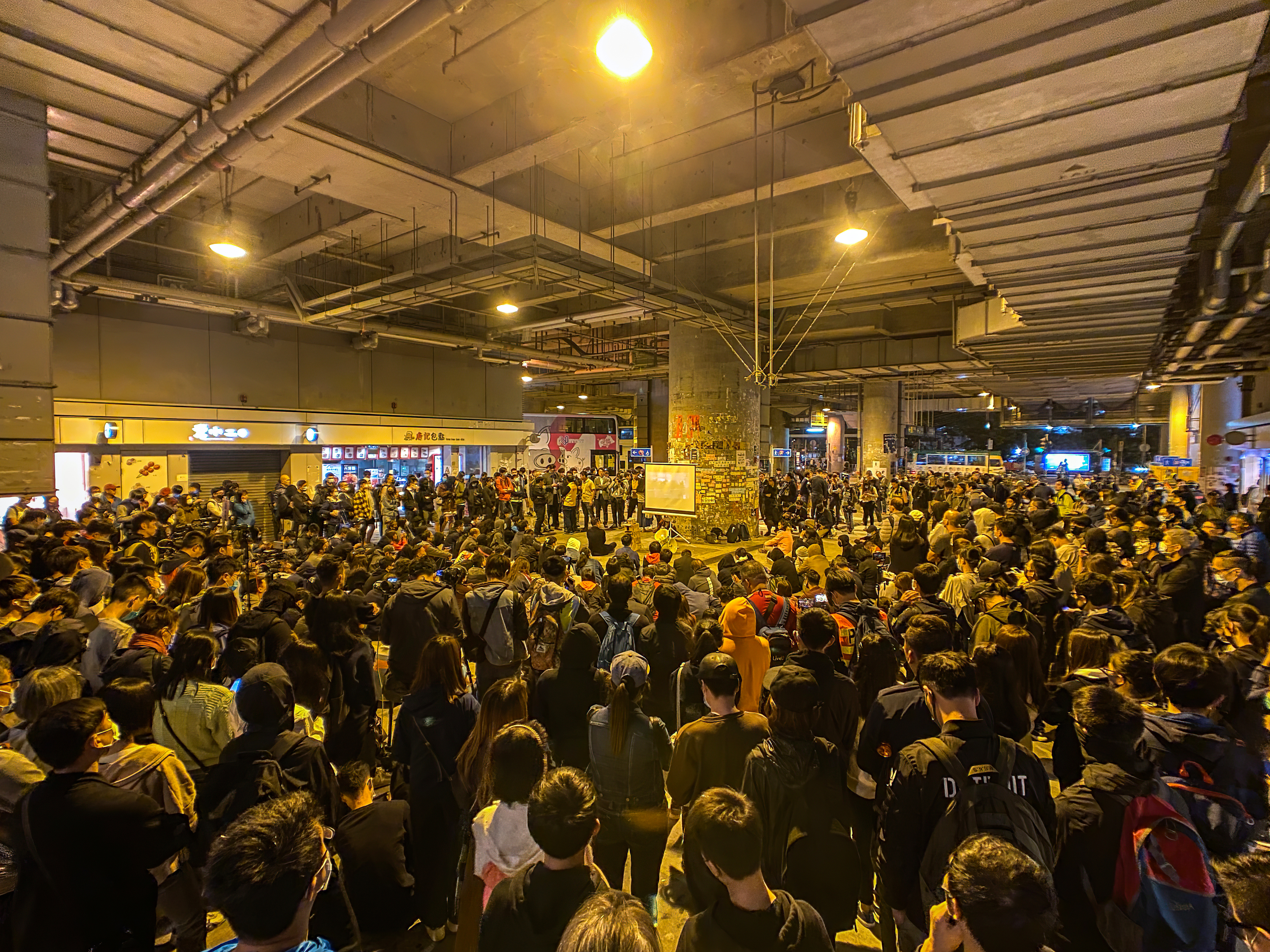
一批民主派議員在元朗站地下交匯處舉行放映會
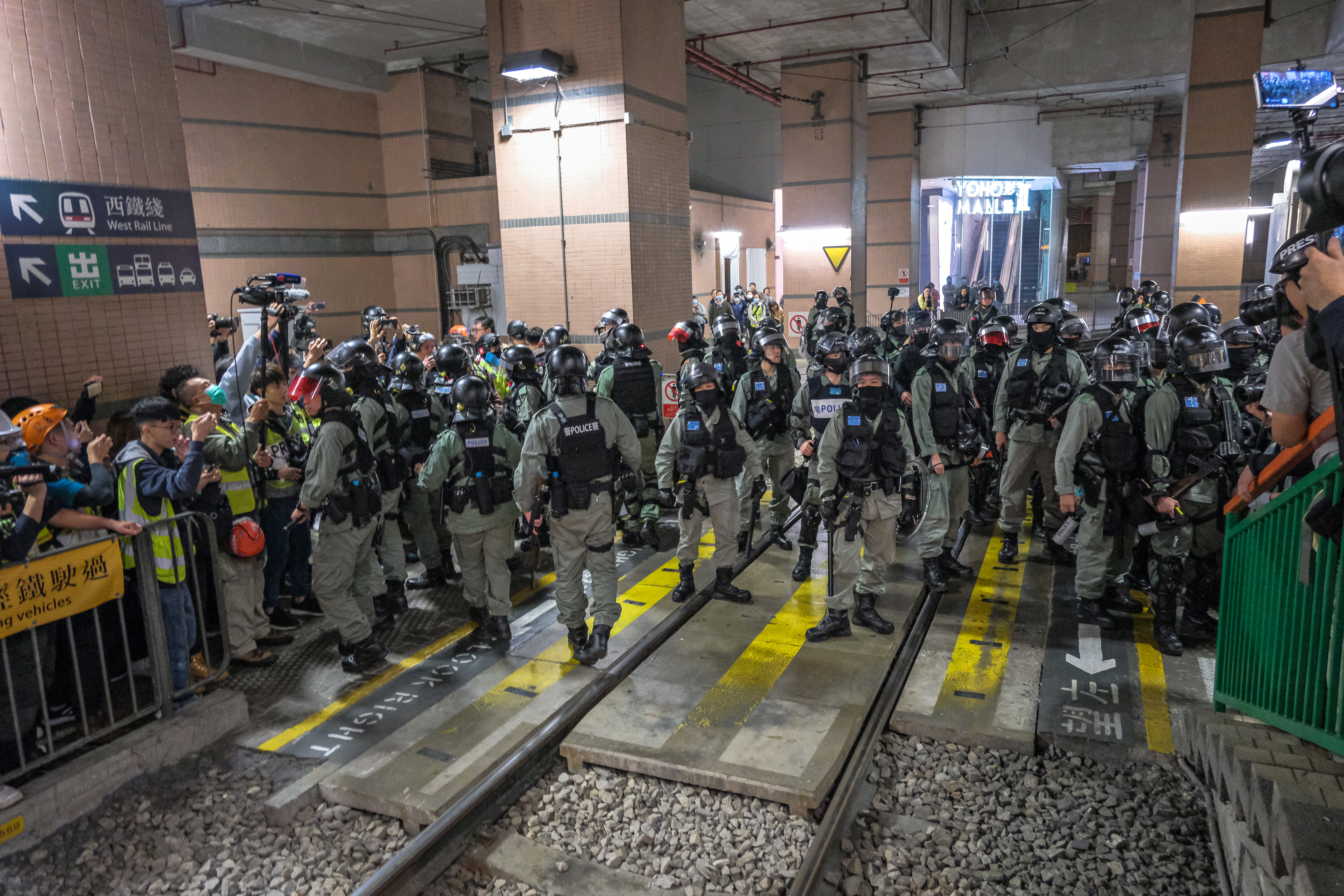
防暴警佔據輕鐵站路軌
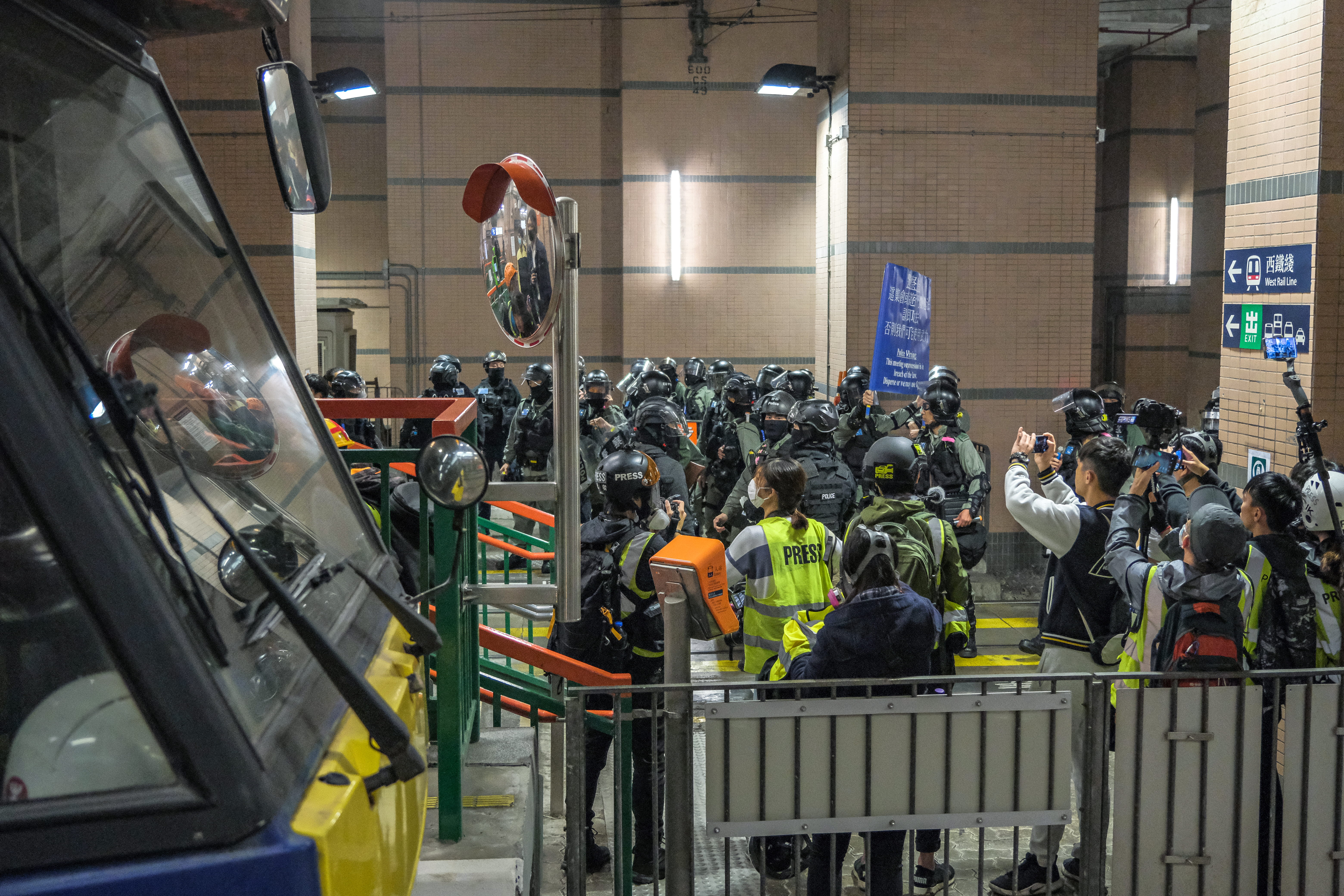
防暴警警告在輕鐵站等候的人士參與非法集結
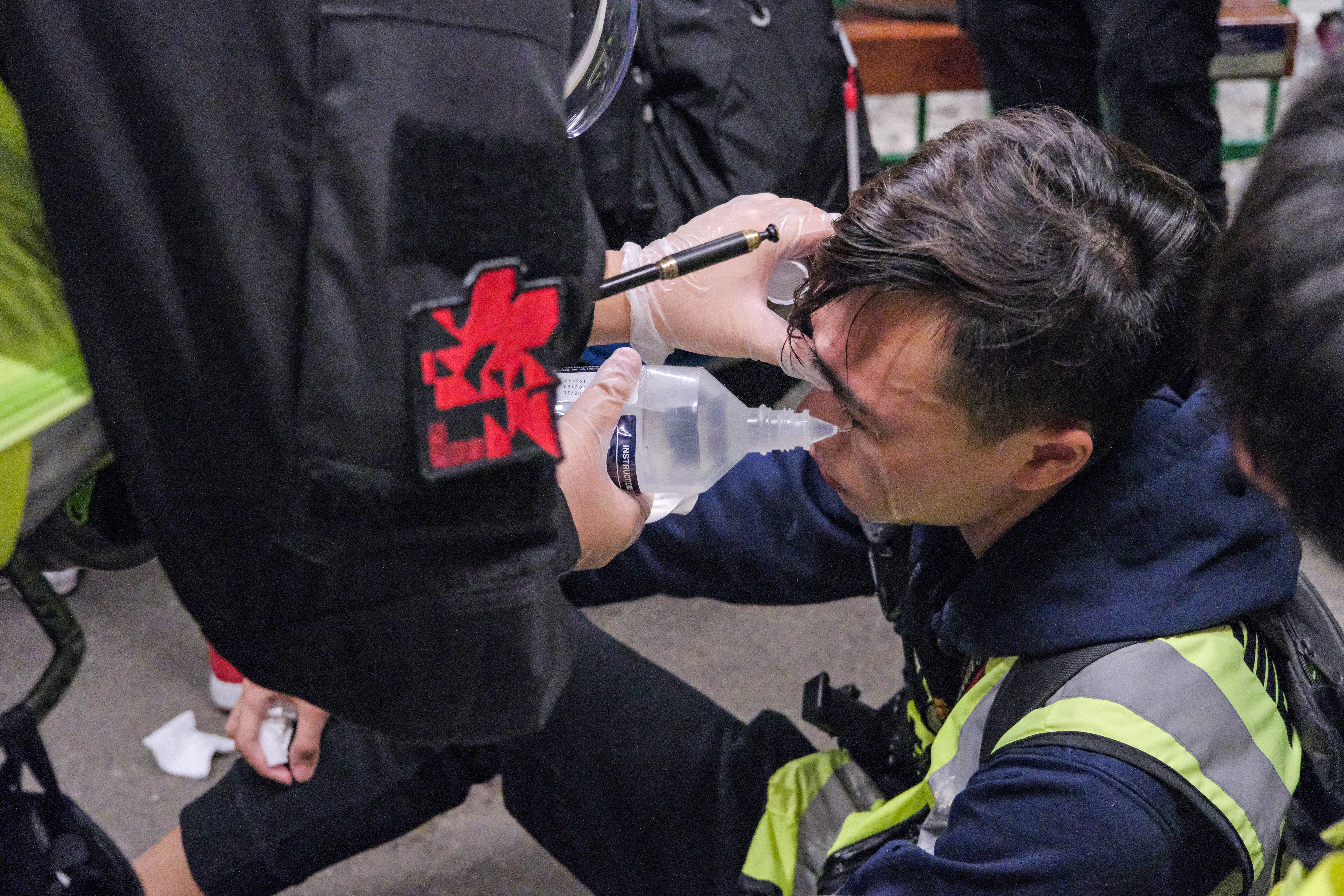
有記者被噴中，義務急救員協助洗眼

## 七個月

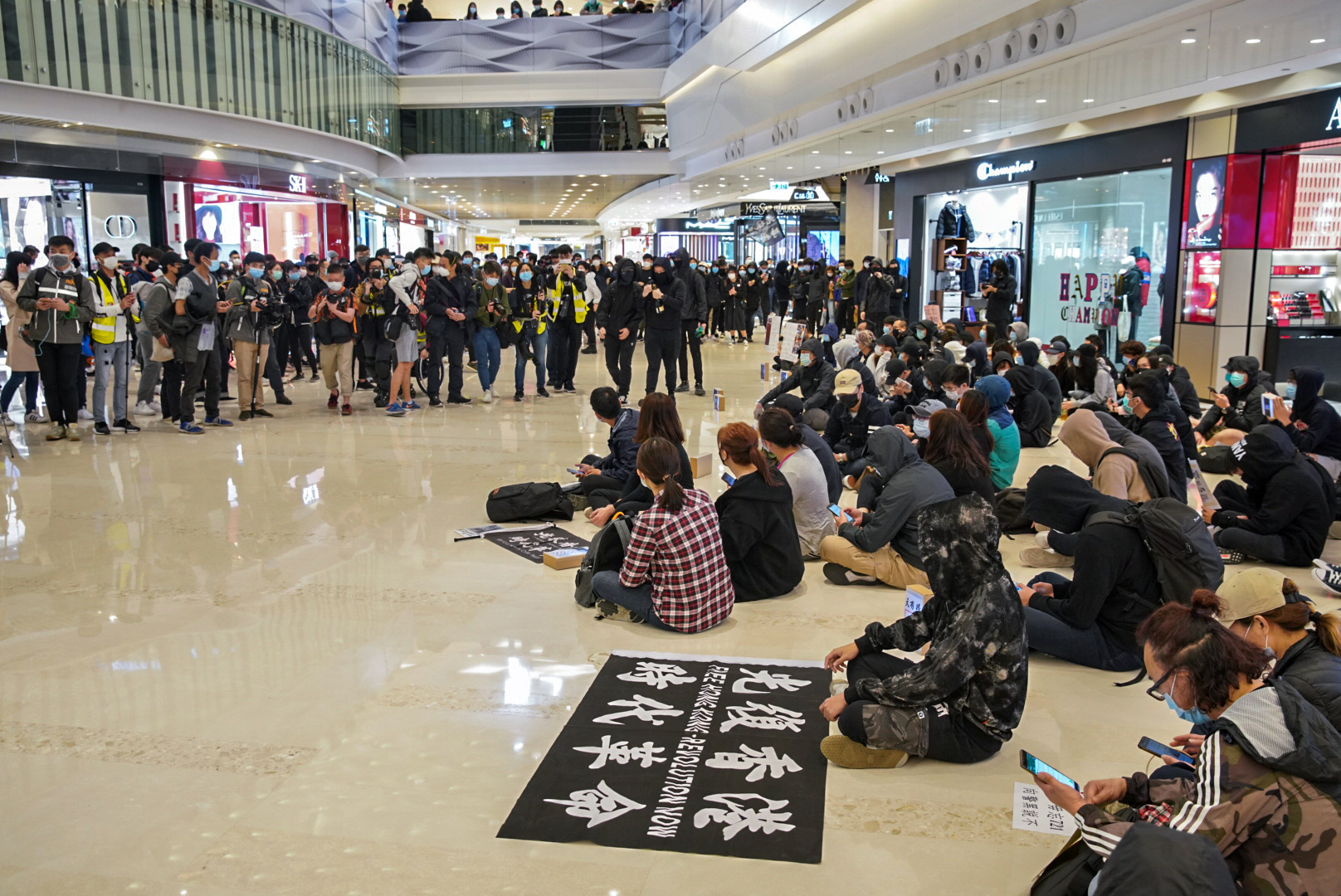
YOHO MALL 形點商場中庭位置有近百名市民聚集

2020年2月21日，大批市民昨晚響應網上號召，在元朗及銅鑼灣站和馬鞍山站集會。港鐵於下午5時提早關閉西鐵元朗站。晚上7時許，YOHO MALL 形點商場中庭位置有近百名市民聚集，其後參加者增至約300人。大部份集會人士坐在地上，高呼「7.21唔見人，8.31打死人」、「解散警隊，刻不容緩」等口號，又展示「光復香港時代革命」旗幟。另有市民開香檳，舉杯慶祝有警員確診COVID-19，更大叫：「黑警肺炎死！」至晚上8時許，超過100名防暴警察突然到場，在商場地下巴士站出口，形點I綠化空間Midtown Garden和青山公路－元朗段出入口戒備。大批市民得悉消息後陸續離開，場面一度混亂。元朗區議員伍健偉與防暴警察溝通後，表示警方將有機會進入商場。
到晚上10時有多名市民從地下巴士站出口離開時被防暴警員截查。晚上11時許，有人在元朗大馬路以膠箱及垃圾等雜物堵路，防暴警其後到場清理。
在銅鑼灣港鐵站，亦有近200名市民靜坐集會，有參與的少女下跪，向其他抗爭者致敬；亦有人痛斥警方在7.21後更放肆，誓必追究警暴，港鐵派職員及穿反光衣的保安員疏導人潮。大批便衣警及防暴警在銅鑼灣站不同出口附近戒備。至晚上約9時，參與靜坐人士陸續散去。

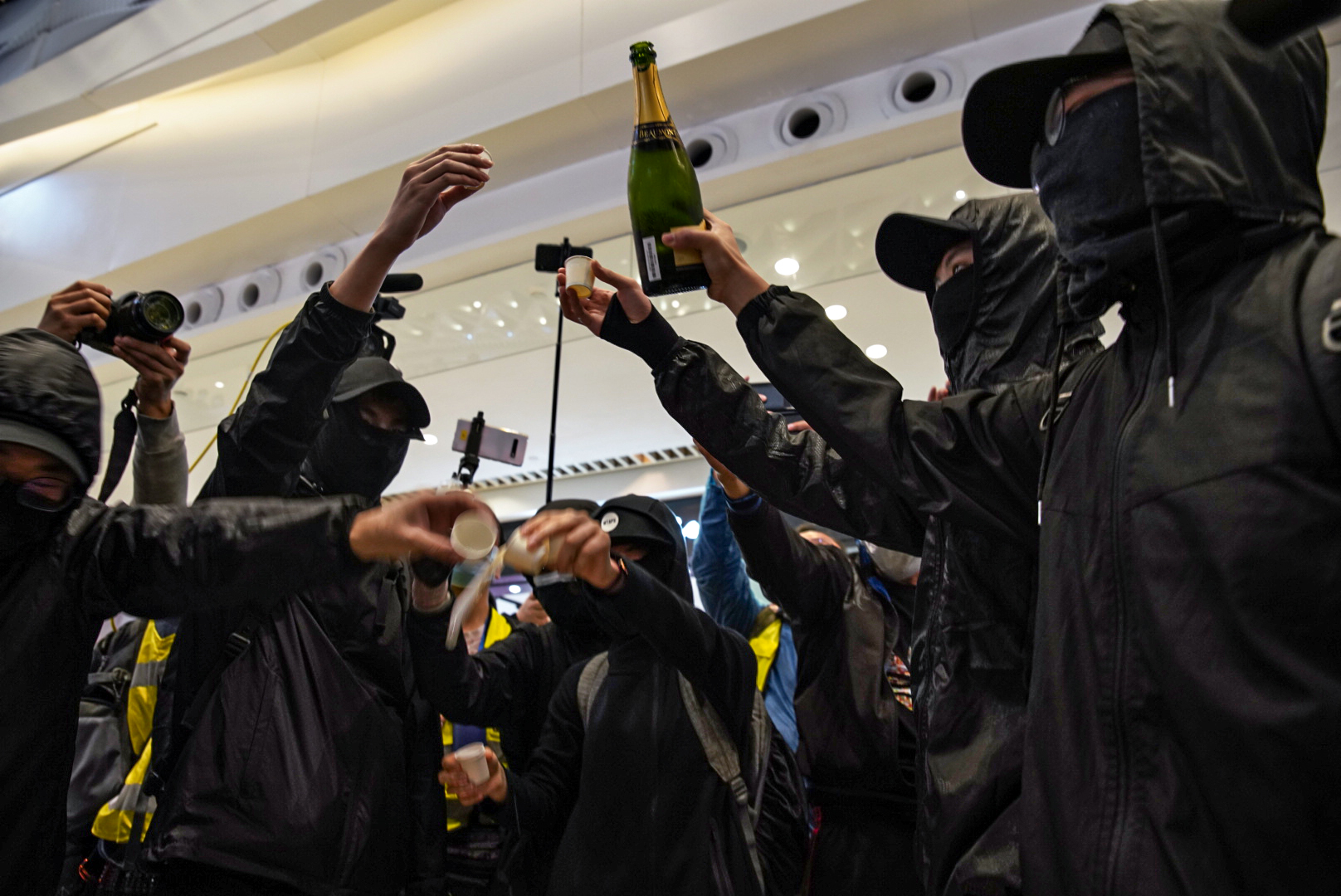
有市民開香檳，舉杯慶祝有警員確診COVID-19
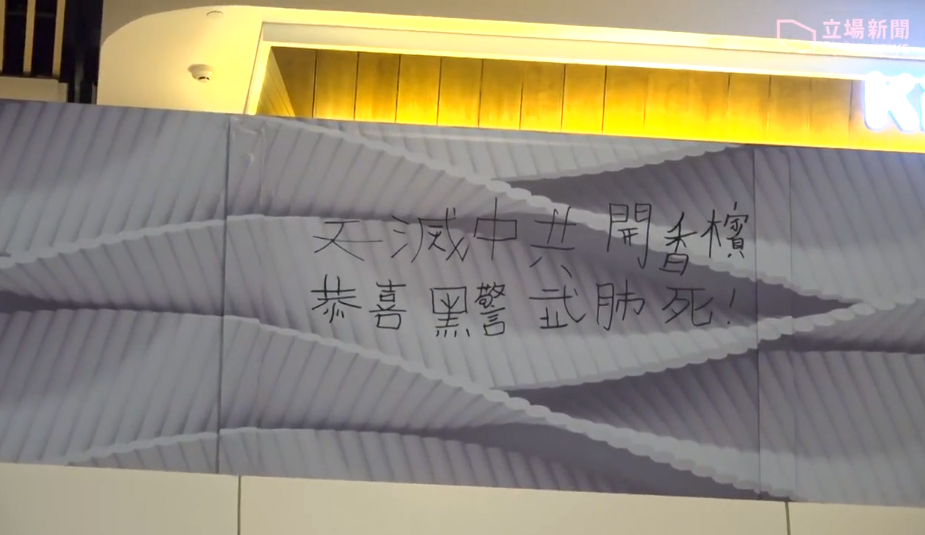
有人在商場欄杆上寫上「天滅中共開香檳，恭喜黑警武肺死」字句
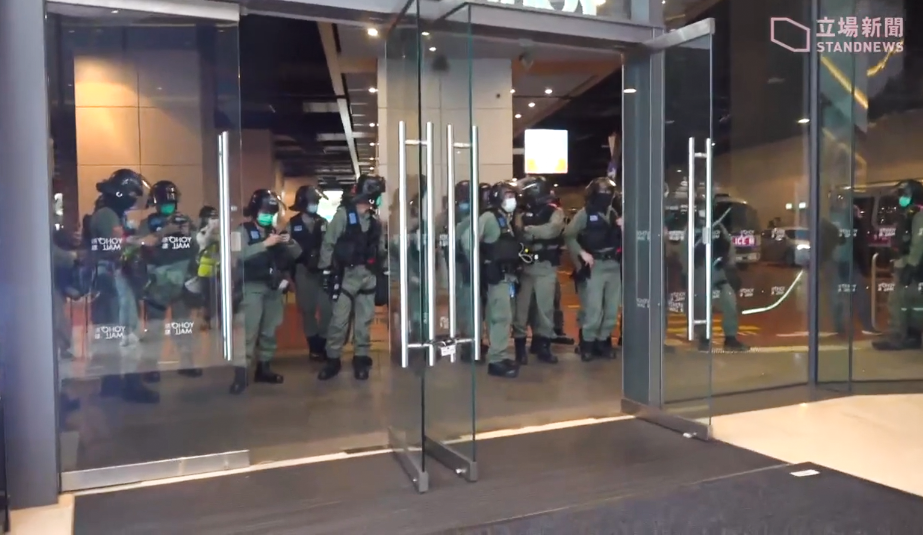
YOHO Mall商場地下巴士站出口有大量防暴警察到場
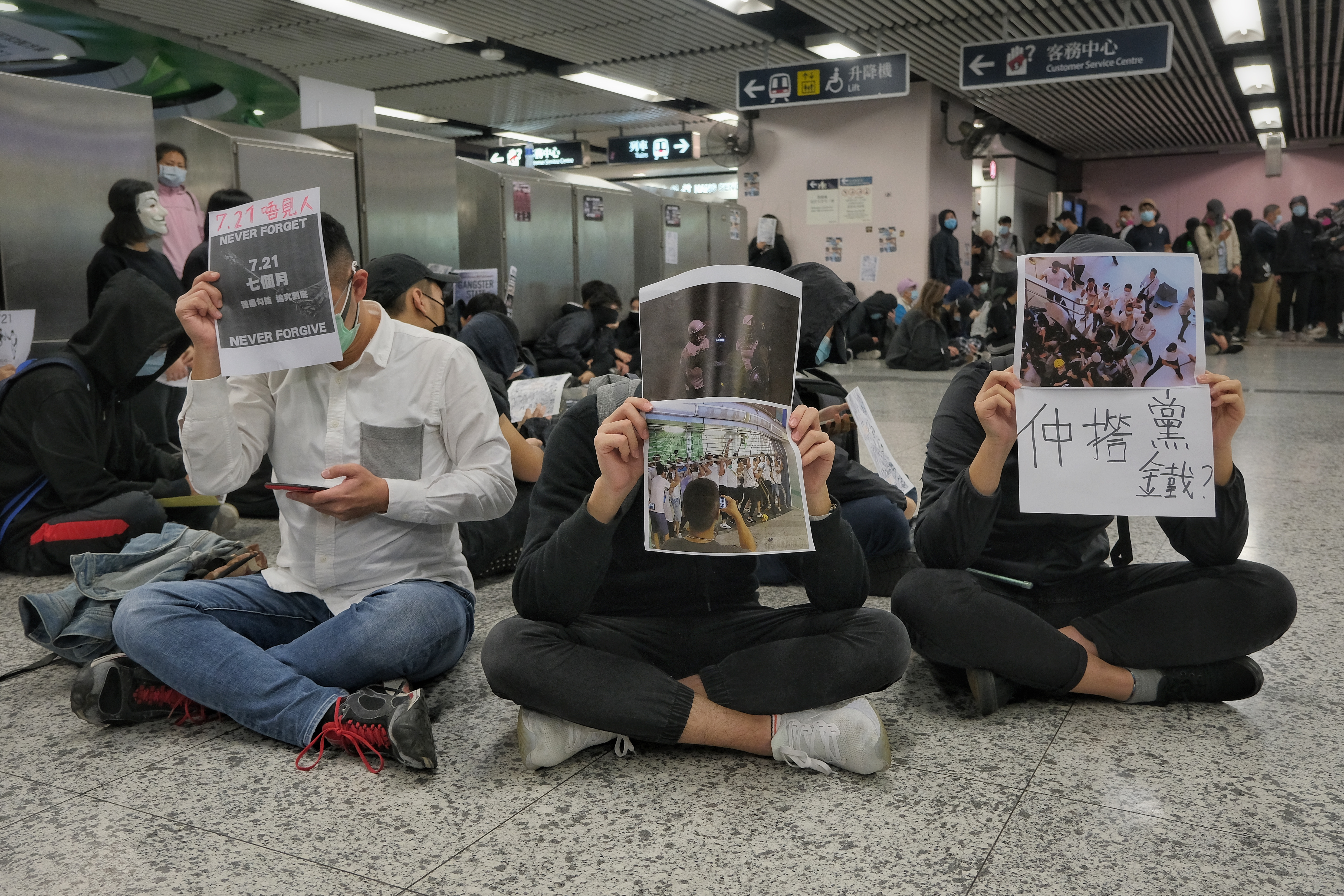
銅鑼灣港鐵站有近200名市民靜坐集會
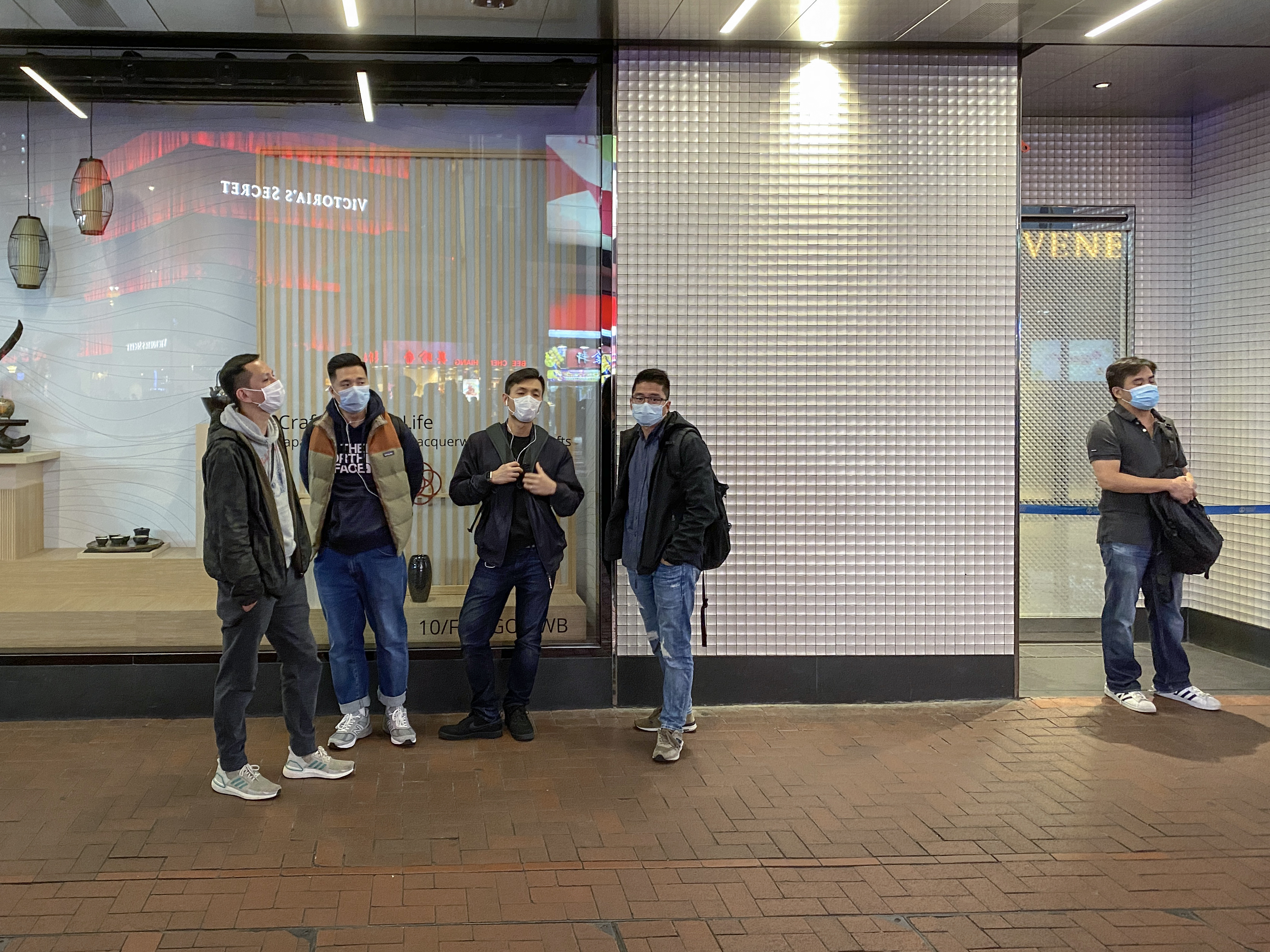
便衣警員在銅鑼灣SOGO外戒備

## 八個月

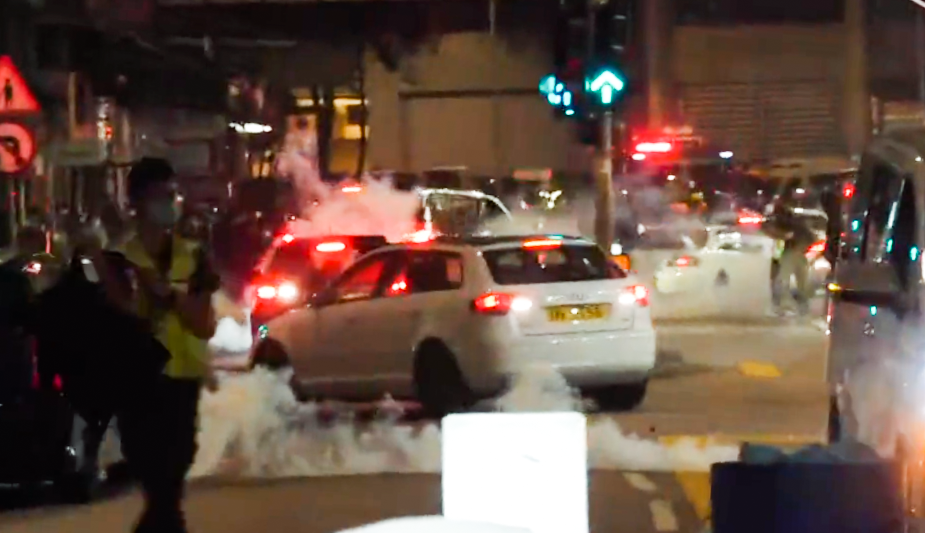
防暴警在沒有舉旗下，突然在元朗施放多枚催淚彈

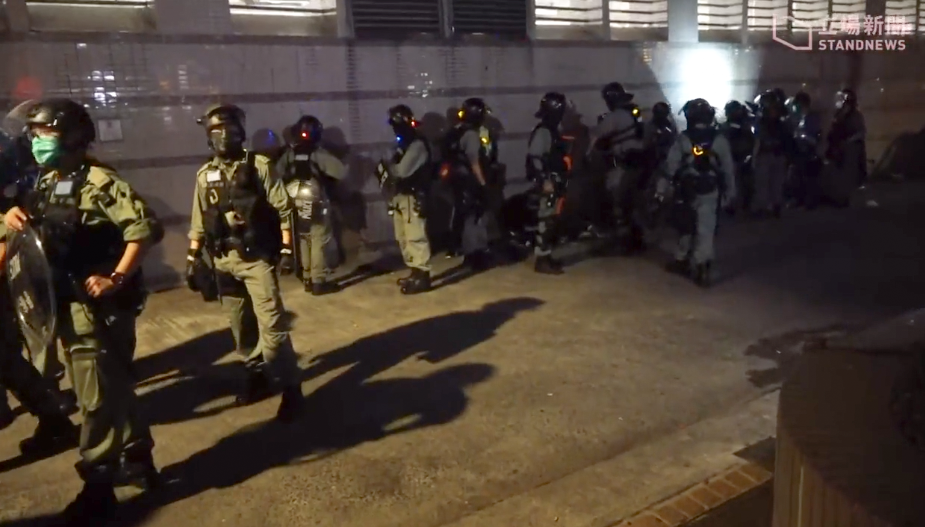
警員使用包抄和追捕方式截查及拘捕多名市民，並拍照記錄

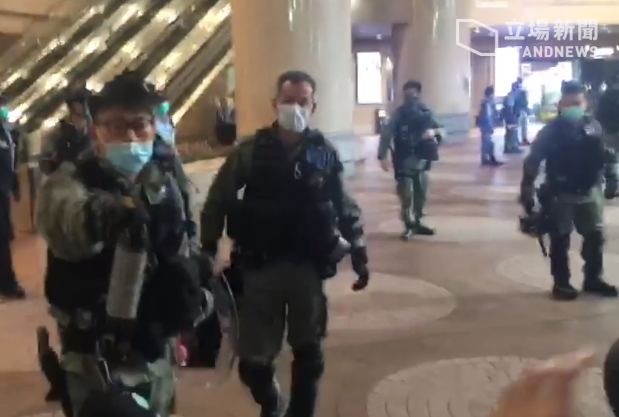
晚上9時30分，有數名年輕人離開時代廣場被截停搜查，有市民起閧，防暴警突然向在場人士噴胡椒噴霧

2020年3月21日，港鐵沒有封閉元朗站，大量警員在下午已經在站內戒備，而港鐵調配大量保安，於開工前更拍大合照。到下午近3時，一名年輕人在車站被捕。其後警方在青山公路元朗段設路障逐一檢查車輛。
晚上7時許，十多名市民到元朗站G出口連儂牆撕走「沒有林卓廷，沒有7.21」及寫上「暴徒」的海報，但不足15分鐘，多名防暴警察到場驅散聚集的市民和截查途經的人士。有警員更以強光直射兩名女子的面部，並要求脫去外套及口罩進行搜身，引起在場市民鼓噪。到晚上9時許，人群轉至元朗又新街一帶聚集，其間有人在大棠路千色廣場一帶堵路及投擲汽油彈後，防暴警在沒有舉旗下突然施放多枚催淚彈，其後約30名速龍小隊成員追趕聚集人士，多人被按地制服，警員其後分別在又新街，榴槤樂園食店，鳳翔路小巴站又使用包抄和追捕方式截查及拘捕多名市民，並拍照記錄。其中有10多名黑衣年輕人由又新街逃跑到建業街大排檔期間，40名速龍小隊及防暴警員為追捕而打翻石油氣爐，桌子和椅子。無視身旁有不少食客在大排檔內使用卡式石油氣爐進食火鍋。
拘捕行動期間，防暴警更多次向在場記者及市民施放大量胡椒噴劑，多名記者被噴中眼，而立法會議員許智峯、鄺俊宇及尹兆堅亦被噴中。全晚拘捕61人，元朗區議會主席黃偉賢一度被捕。
元朗區議會主席黃偉賢議員被捕後，17區區議會正副主席及離島民主派區代表聯席會議聯合聲明，批評警方持續濫捕，讓警民關係惡化都無可挽回的地步。
另外，社工呂智恆於港鐵元朗站G1出口高舉「毋忘721」紙牌，而被港鐵職員指控他違反第556B章《香港鐵路附例》 第32A條未經特准展示資料以作廣告等用途。案件在2020年12月31日於屯門法院審判，法庭指呂智恆當日雖然沒有張貼資料，但並不代表沒有展示，認為他是宣揚行動，裁定他罪名成立，罰款港幣$1000。呂智恆事後表示無悔當天所做的事情。

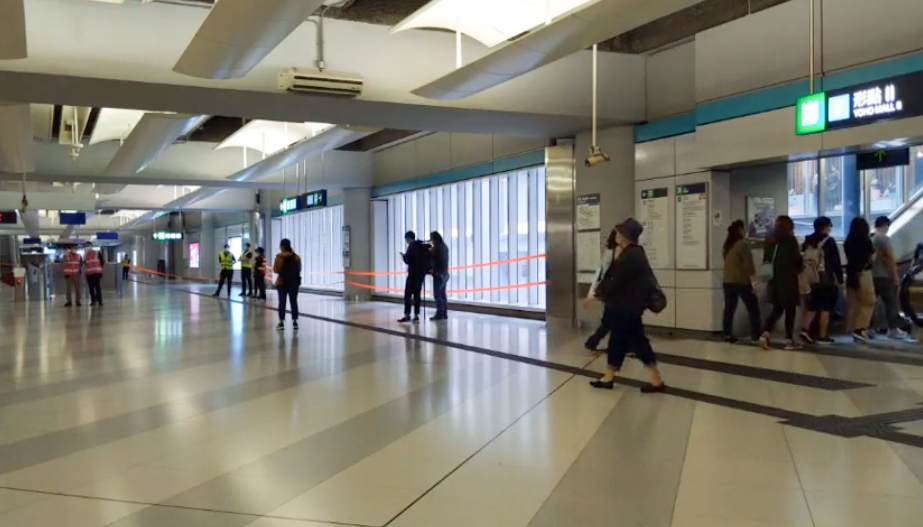
大量警員在下午已經在元朗站內戒備，而港鐵調配大量保安
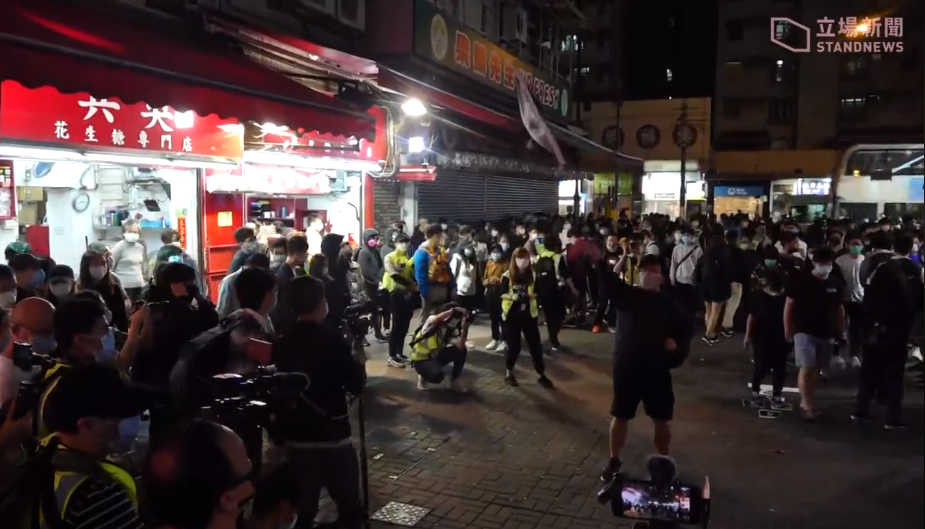
晚上9時許，人群轉至元朗又新街一帶聚集
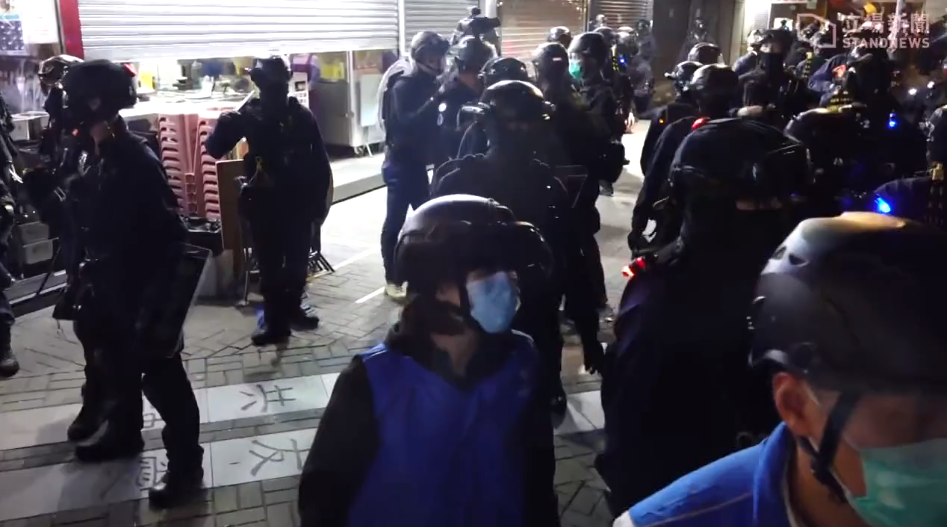
約30名速龍小隊成員追趕聚集人士，多人被按地制服
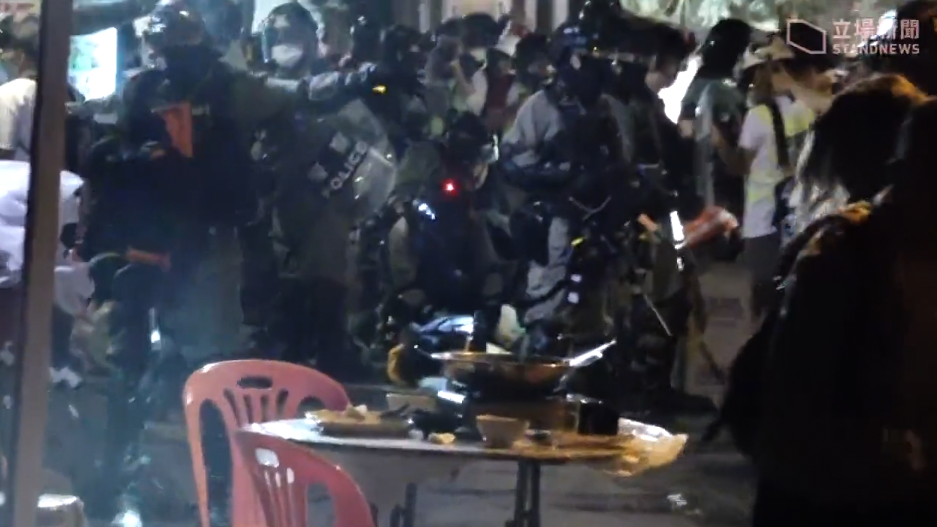
10多名黑衣年輕人由又新街逃跑到建業街大排檔期間，被速龍小隊及防暴警員追捕
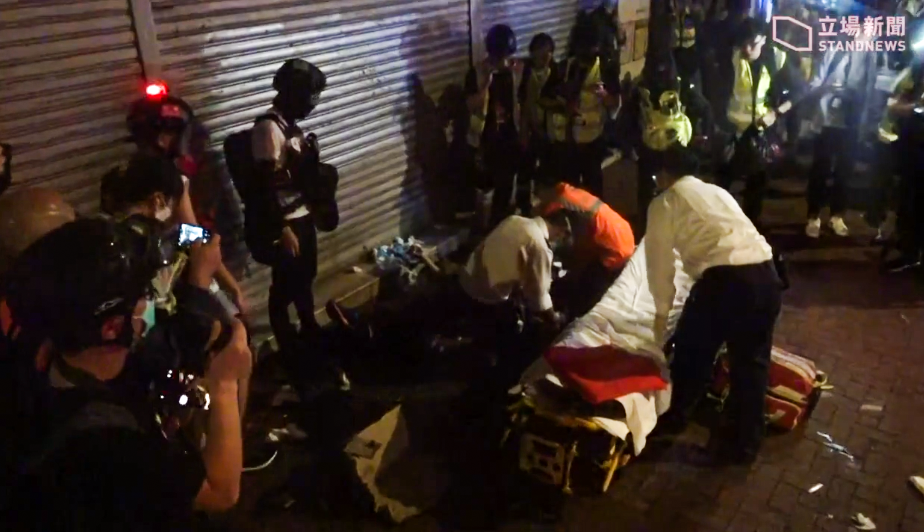
多名記者被防暴警噴中胡椒噴劑不適

另外，網民在銅鑼灣站、杏花邨站和柴灣站發起靜坐抗議，惟警方也進行嚴密部署，派出大批防暴警察和軍裝警駐守車站，更不時截查途經的年輕人。其中在銅鑼灣站，晚上7時未見有市民聚集，其後約50名市民轉移到時代廣場2樓中庭靜坐。到9時31分，示威者於時代廣場地面廣場聚集期間，多名防暴警察突然到場截查十數名市民並驅趕圍觀的市民，有在場市民對警察說「商場都未閂門，你哋憑乜嘢趕我走？」後。警員便推跌該位市民，並對他噴射胡椒噴霧。期後警察更向多名圍觀的市民和記者噴射胡椒噴霧，並拘捕該名男子，其後至少3人被帶走。警方也封閉商場，只准離開不准進入。

## 九個月

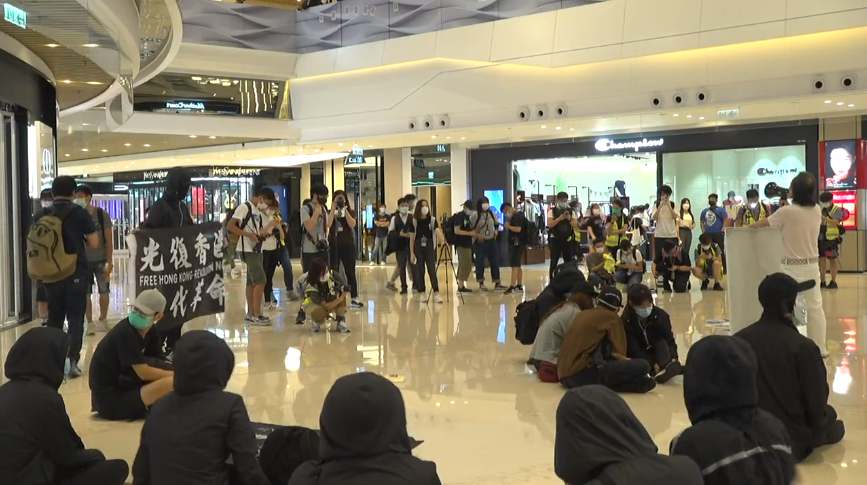
晚上8時，20多名市民YOHO MALL商場中庭靜坐

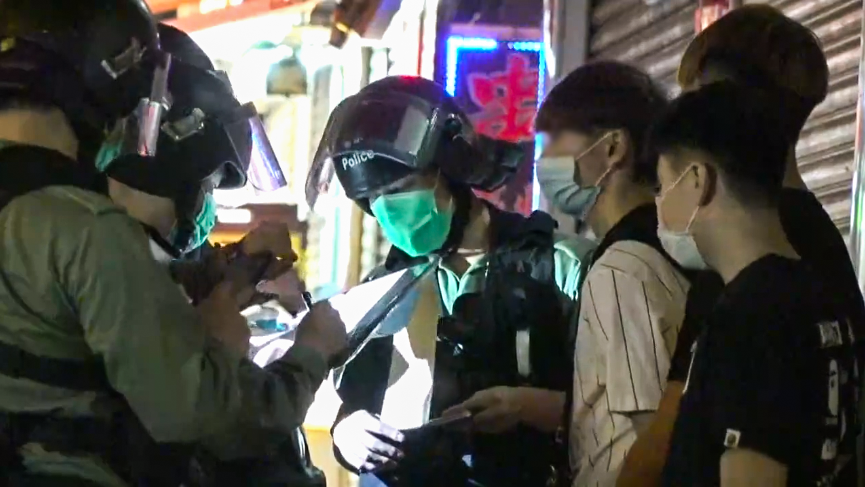
警員在建樂街截查3名少年，雖然限聚令禁止多於4人聚集，但也向他們發出告票

2020年4月21日，港鐵下午4時關閉元朗站A、B、H、J及K出口，大堂有數名軍裝警員駐守。在下午5時，大批防暴警員在西鐵元朗站和元朗市面多條街道戒備和嚴密佈防。晚上7時許，一名身穿社民連T恤的女子上前舉機拍攝期間，突然被防暴警員舉起胡椒噴霧對着其臉部，並驅趕她離開。晚上8時，20多名市民YOHO MALL商場中庭靜坐，有人舉起「光復香港 時代革命」旗幟，唱反修例歌曲及高叫口號。中庭欄河和地面擺放特首林鄭月娥、立法會議員何君堯和李家超等肖像。市民到晚上9時離開商場。
同一時間，大批防暴警員在又新街及阜財街交界戒備，並舉起藍旗，警告在場者非法集結。有警員在附近公園截查市民，查看其隨身攜帶的物品。
晚上近10時，大批防暴警員突然衝上青山公路行人天橋，截查多名路過的市民，有防暴警員更向兩名市民大叫勒令離開，之後施放胡椒噴劑，其中一名市民表情痛苦不能前行。有警員大叫一名南亞裔人士「呢條仆街」，其後以阻差辦公罪名將他拘捕。防暴警察封鎖天橋，阻止記者上天橋拍攝。而天橋上被截查的市民事後表示只是2個人一起行，加上路人都只有3個人，但警員卻指她們超過4人，懷疑她們違反限聚令。
10多分鐘後，警員在建樂街截查8名少年。有未成年人士的14歲小童事後批評警察態度惡劣，濫發告票，又拒絕出示委任證，並以「你唔好做埋啲戇X嘢」、「你唔夠我玩」等語言威脅他們兩人有非法集結。到晚上近11時，防暴警員在又新街舉起藍旗警告，同時在阜財街截查6名男女，指他們違反「限聚令」，向他們發出定額罰款告票。有單獨落街放狗的市民表示與其餘四人互不相識，表明會在法庭上抗辯。三名義務急救員亦被票控，他們表示自己剛巧路過現場，不相識其他人士。當日至少兩名男子被捕。有單獨落街放狗的市民在表示與其餘四人互不相識，表明會在法庭上抗辯。三名義務急救員亦被票控，他們表示自己剛巧路過現場，不相識其他人士，認為警員的指控是無理。當日至少兩名男子被捕。其中1人是元朗區議會主席黃偉賢。

## 十個月

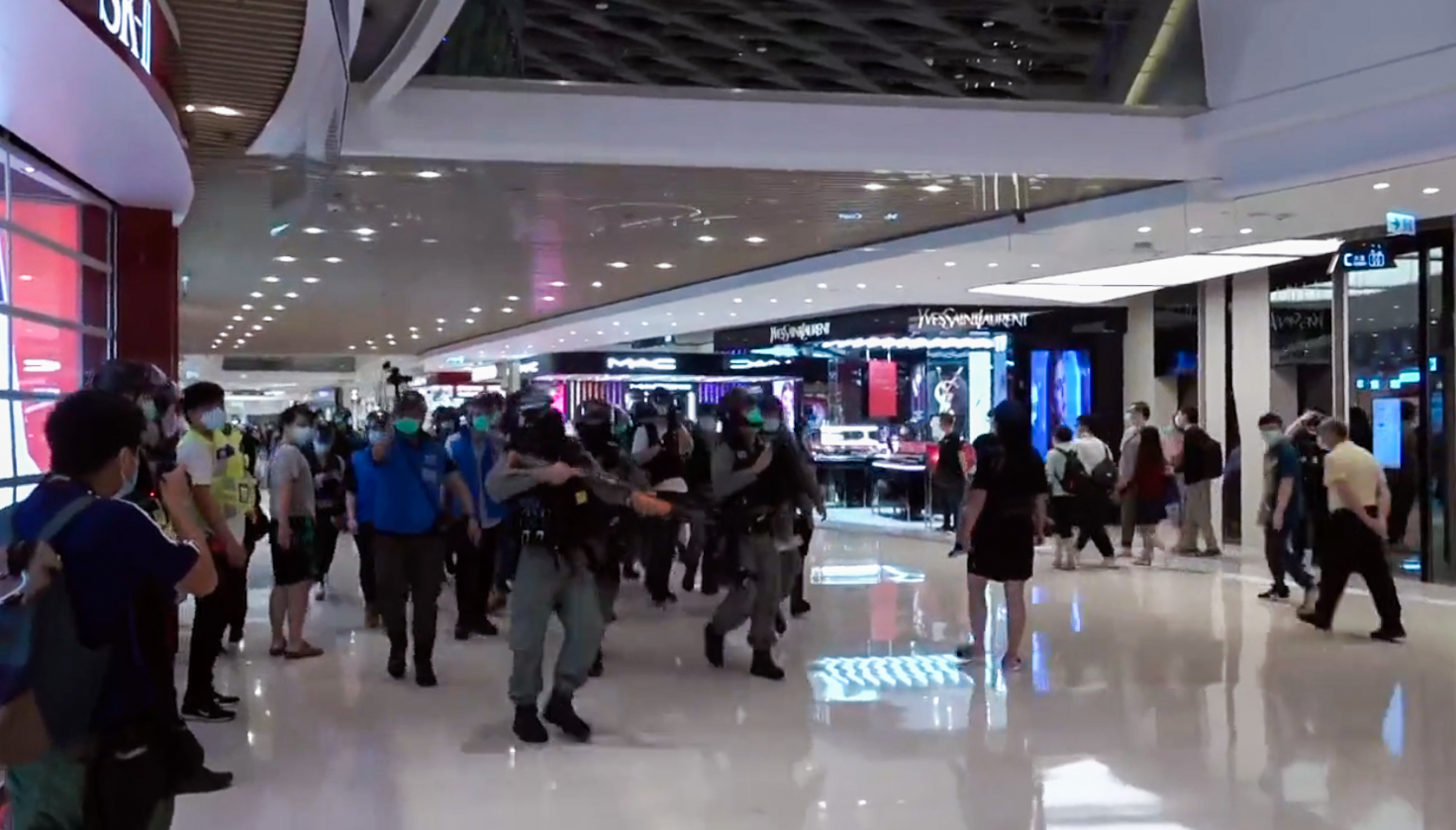
晚上8時10分，持槍的防暴警察進入YOHO MALL商場

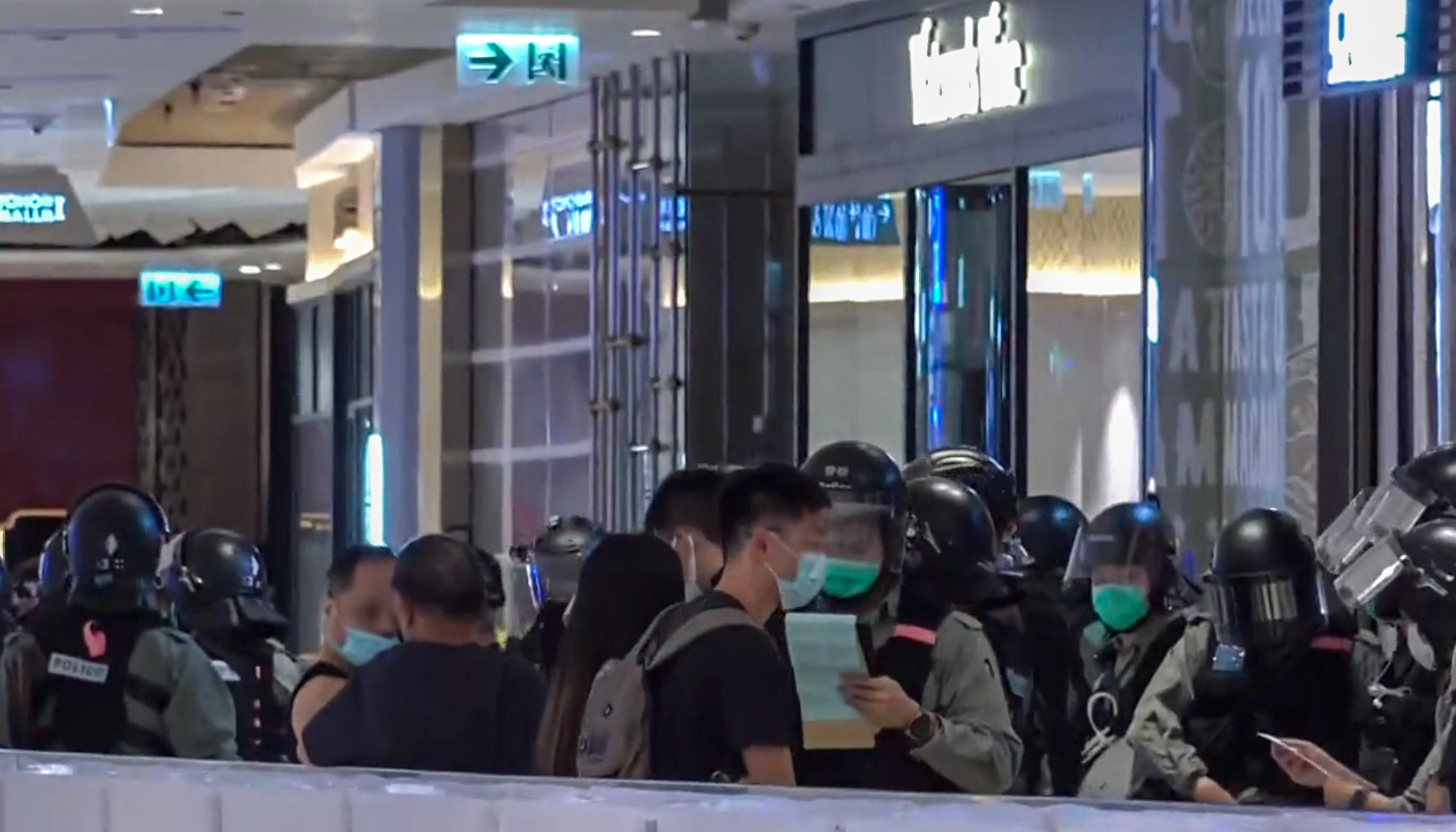
7名市民在2樓被截查後而票控

2020年5月21日，約50-60人在YOHO MALL 形點商場中庭聚集，到晚上8時10分，近100名防暴警員分兩路進入YOHO MALL商場，在中庭位置周邊拉起封鎖線，並一度舉黃旗警告。有警員開咪指收到市民報案，在場市民正進行「未經批准集結」，期間商場部分店舖落閘。而元朗區議員張秀賢和天水連線伍健偉被截查議員證件後獲放行。現場消息指共有7人被票控，有市民指7人不會違反限聚令。不過警員稱在場人士涉干犯非法集結，因此不足8人仍可發出告票。其中有兩名被票控的學生指警方截查他們時要解鎖手機，一旦發現有Telegram賬戶即票控。

## 十一個月
2020年6月21日，數十人在YOHO MALL 形點商場中庭聚集，有人揮動港英旗幟及叫口號。到晚上10時起，防暴警員在商場出口截查市民，鳳攸東街有一名男子被捕。

## 一週年

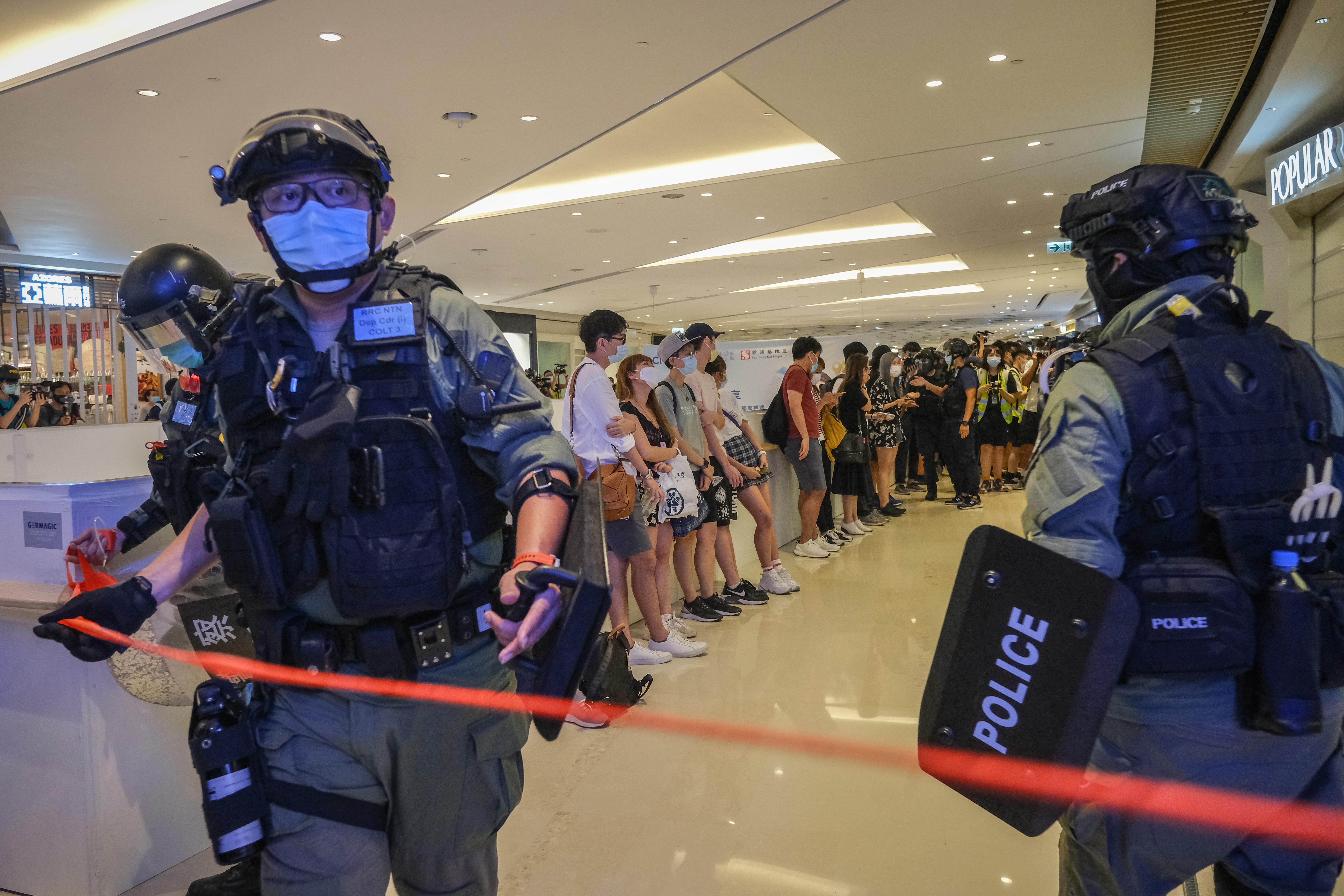
警方在YOHO MALL商場截查逗留的市民，並發出告票

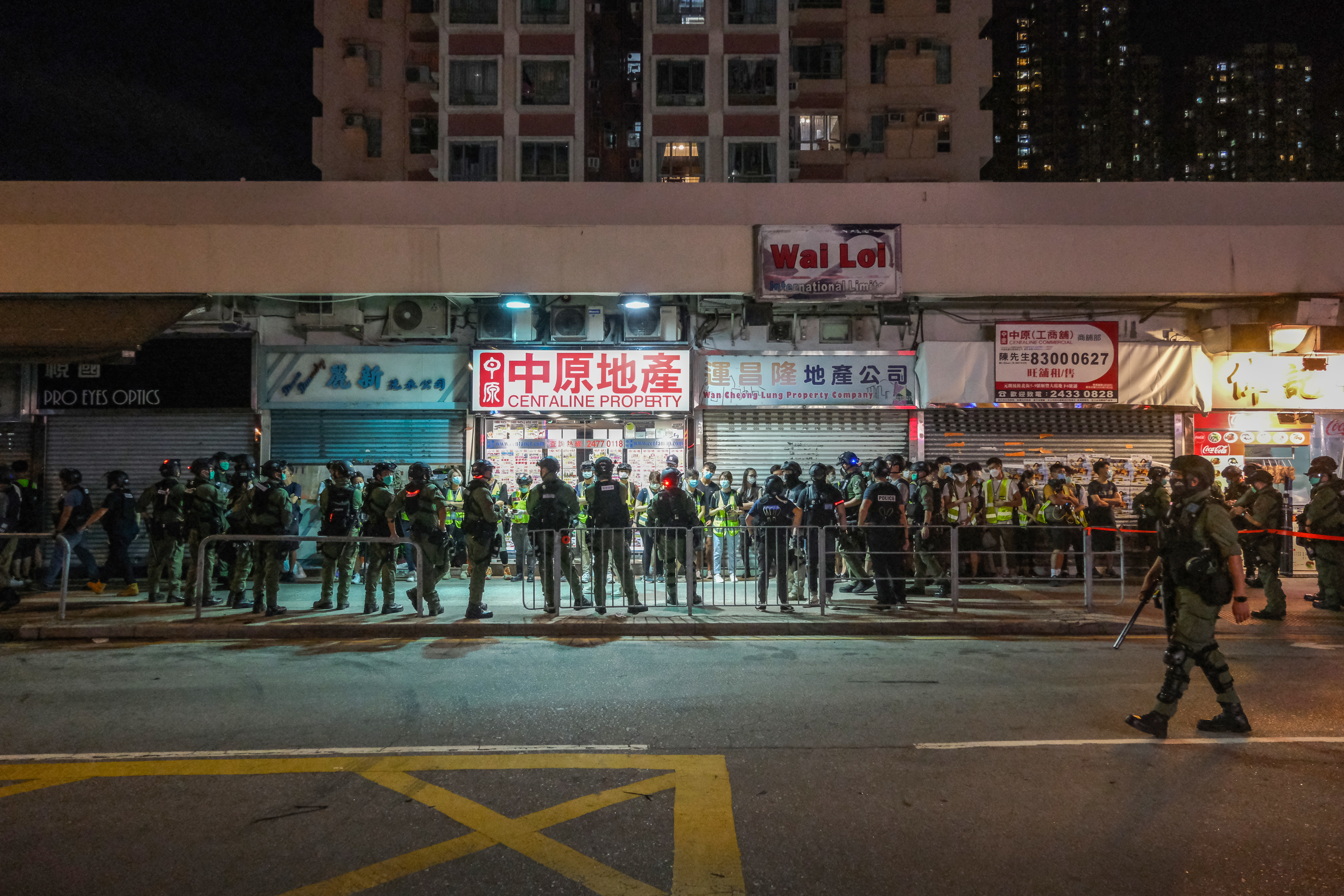
晚上11時許，30多名記者在鳳攸北街一帶被警員截查

2020年7月21日，正值襲事件發生一周年，有市民發起晚上到元朗YOHO MALL商場聚集，在6時許，過百市民在商場中庭叫口號，其中包括早前被政府稱違法的「光復香港，時代革命」，以及響應發起人呼籲舉起白紙示威。
不足數分鐘後，警方衝入商場驅散市民，警告在場人士或會違反限聚令及進行非法集結，隨後在商場各處巡邏和設下封鎖線。有路過市民質問警員，元朗指揮官是否在「721事件」發生當日要求不要理會報案電話，惟未獲回應。
警員後來舉起紫旗，警告在中庭展示「光復香港，時代革命」標語違反《港區國安法》，並將展示標語的人士拉入封鎖線，引起現場一片混亂。期間有警員施放胡椒噴劑，又有警員商場內截查大批人士，包括大批記者和區議員，其中記者被要求出示記協會員證或攝記協會員證，才可獲放行。有未能出示會員證的記者被帶到一旁，被票控違反限聚令。人群在晚上9時陸續離開，而警方一直佔據商場到凌晨。
警方同時亦在商場附近的鳳攸北街一帶巡邏，並在各處截查市民和多名記者亦被截查。警方要求他們在攝影機前舉起記者證或身份證，及讀出自己姓名。
事後，民主派初選候選人黃子悅在社交網站帖文中，指控警方疑在晚上11時，以「一個身位都無」的近距離直接向一位沒有裝備的男子頭部發射胡椒球槍，男子其後應聲倒地，唯事發突然，未有任何影片佐證。警方3小時後公開回應黃子悅，澄清絕無此事，斥其指控「煽動仇恨」，黃子悅凌晨再貼出聲稱為4名證人的描述，並指中槍者已出院並已聯絡大律師，今午將再到急症眼科求醫。而記協指目前法例無規定新聞工作者必須符合特定條件才承認為「記者」，指警方無權自行對『記者』的身份作出定義及進行篩選。要求警方停止濫用公權力，和阻礙記者採訪。浸大新聞系高級講師呂秉權認為，警方行動是違背新聞自由的原則，明顯打壓新聞自由。
最終全晚有159人涉嫌違反禁聚令被票控，並拘捕7人，涉嫌阻礙警務人員執行職務、盜竊、違反宵禁令及欠交交通罰款被捕。其中區議員周偉雄涉違法國安法被捕。
此外，因應2019冠狀病毒疫情而暫停5個月的六合彩原定於當日恢復攪珠，這被網民懷疑香港賽馬會選擇此日是有政治目的。然而，因疫情再度爆發，六合彩繼續暫停攪珠。

## 十三個月
2020年8月21日，下午1時許，網民發起西鐵元朗站舉行「和你LUNCH」行動。而車站近南邊圍的B出口，有30多名防暴警察戒備，期間只有「和你Lunch」常客David到場。其後警員突然拉起橙帶，並逐一檢查記者身份，引起在場記者不滿，網媒「熙熙直擊」記者被警方以違反限聚令而票控。而David表示想進入南邊圍，惟被防暴警察阻止，他其後步行前往元朗警署，要求向指揮官查詢禁止進入南邊圍的理由和投訴阻止他進入南邊圍的防暴警員。10分鐘後步出警署，指需要片段及人證，現場有一名記者表示願意作證。
晚上8時許，10多名市民在元朗形點商場集結，有高叫「光復香港，時代革命」等口號。約5分鐘後，近100名防暴警察突然衝入商場，並舉起違反《港區國安法》的紫旗。警員循多路包抄讓市民無法離開，至少11人收到限聚令告票。有收到告票的市民表示只是自己一個人行街，認為十分無辜。另一個收到告票的小姐表示，她和男友在商場逛街期間突然被警員包圍，並將附近的人拉在一起。她批評警方執法不公，無理票控市民，表明不會繳交罰款。

## 十四個月

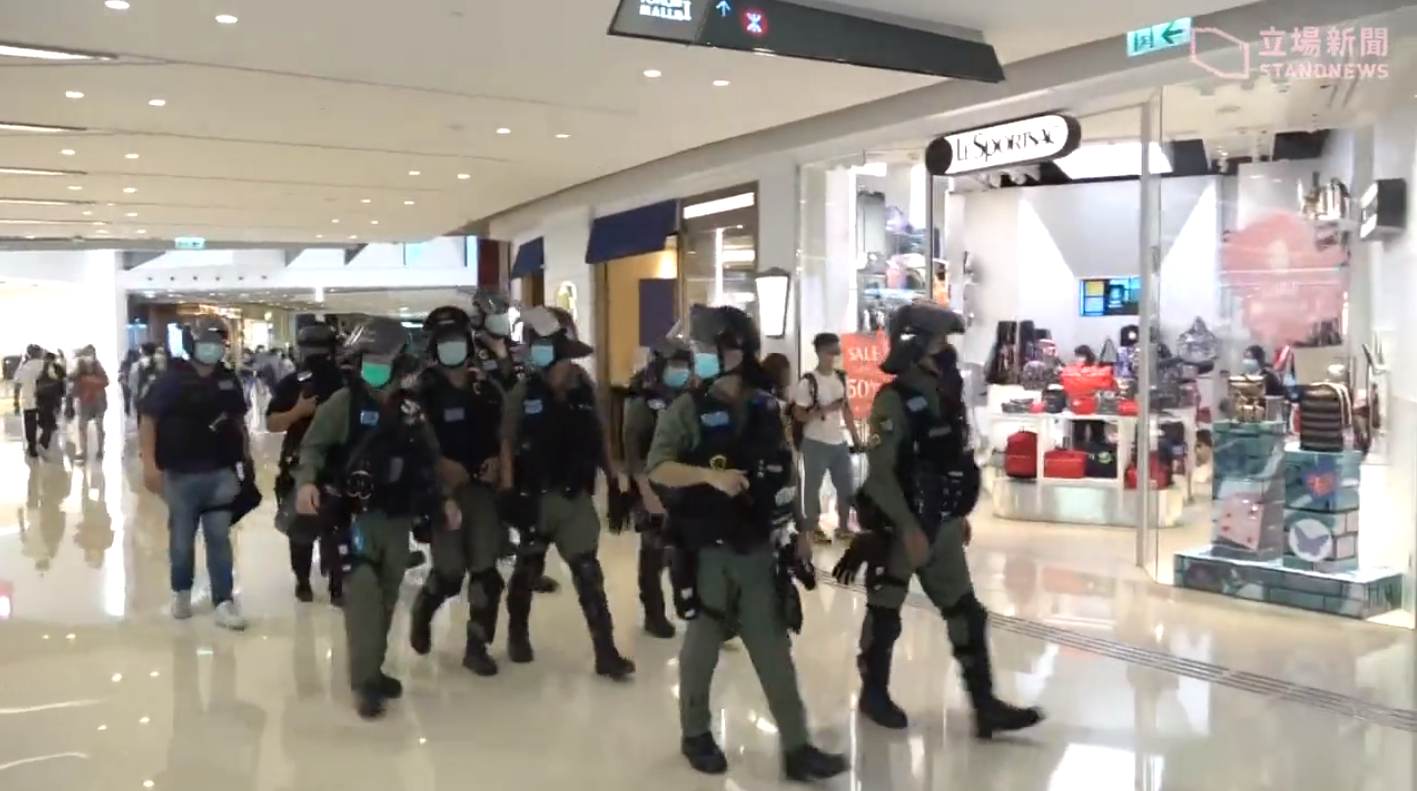
防暴警察在商場內巡邏

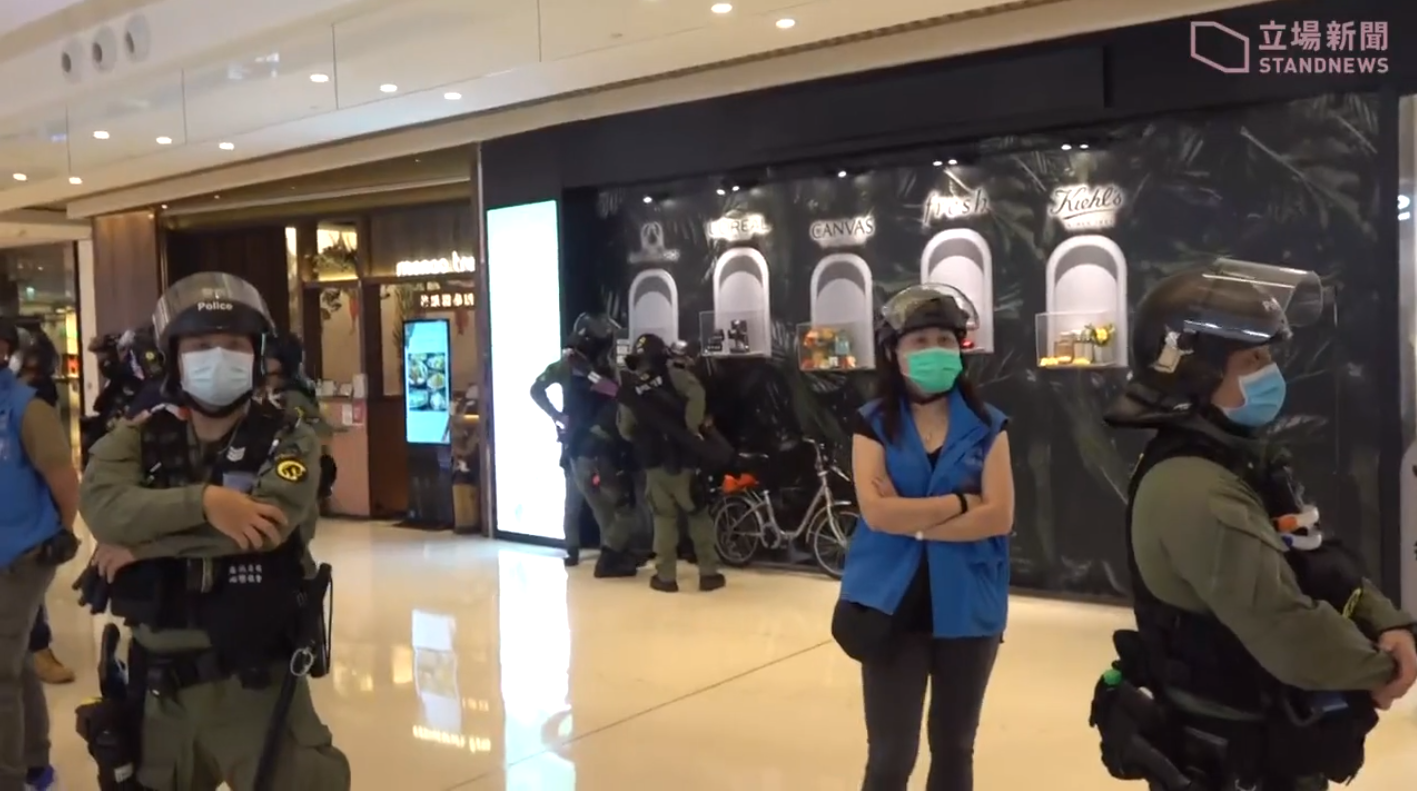
晚上9時許，一名攜同單車的黑衣男子被警員截查，其後獲得放行

2020年9月21日，網民在晚上6時45分，發起在元朗YOHO MALL 形點商場舉行「和你行」。「Lunch哥」David在商場中庭位置高舉五一手勢及叫口號，有人在樓上響應。不足5分鐘後，大批防暴警員從不同位置包抄商場，並拉起封鎖線。警員更一度舉起紫旗，警告在場人士或違反國安法。「Lunch哥」David、元朗區議員伍健偉等及數名男女一度被截查，之後獲得放行。其後警員一直在商場多處戒備，一名17歲網媒記者因不不在列表內，而被發限聚令告票。到晚上8時許，一名南亞裔男子大聲呼叫「我有單㗎」，其後被警員鎖上手銬帶走。據悉該名男子身上藏有電子煙，涉嫌管有第一部毒藥。到晚上9時許，警員1樓餐廳外起封鎖線，截查一名攜同單車的黑衣男子，其後獲得放行。大批警員到晚上10時，商場營業時間結束後才離開。

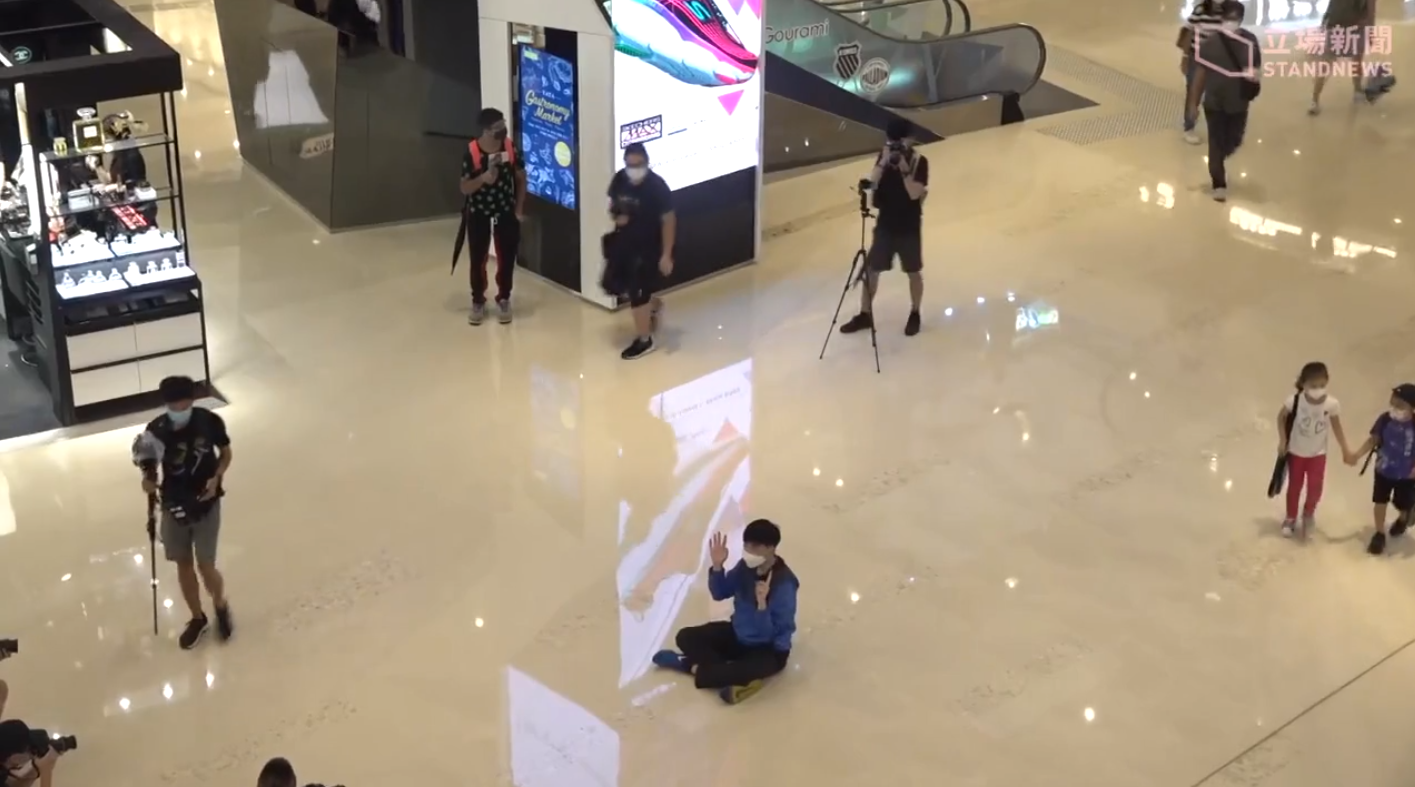
「Lunch哥」David在商場中庭位置高舉五一手勢
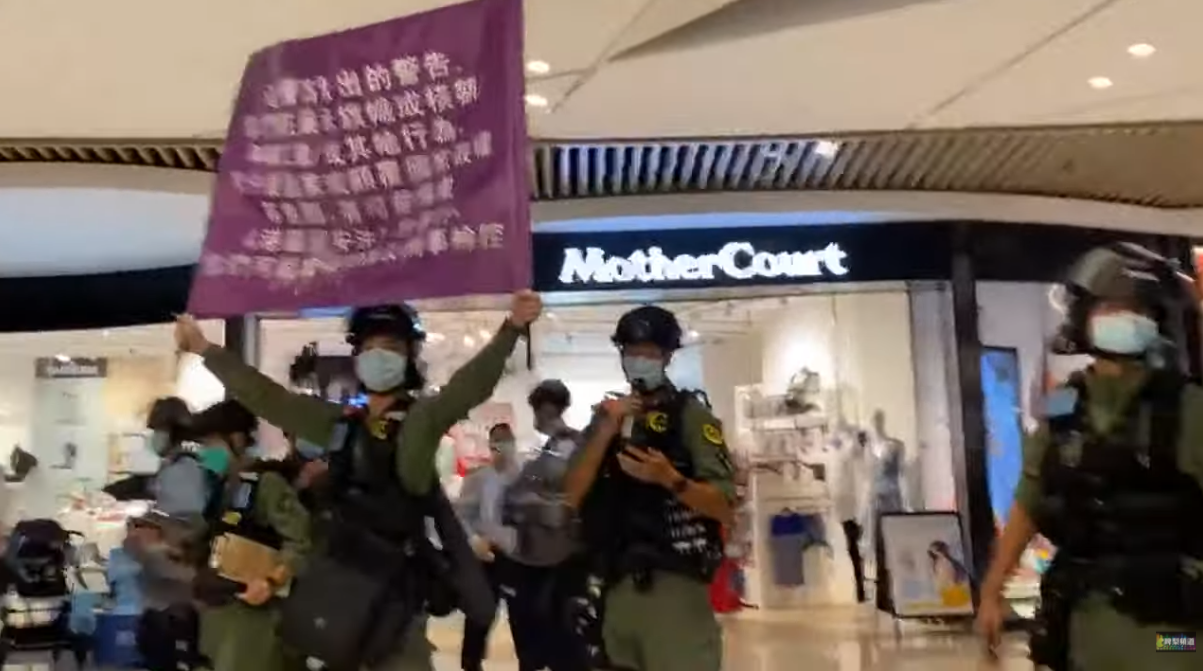
警員一度舉起紫旗，警告在場人士或違反國安法
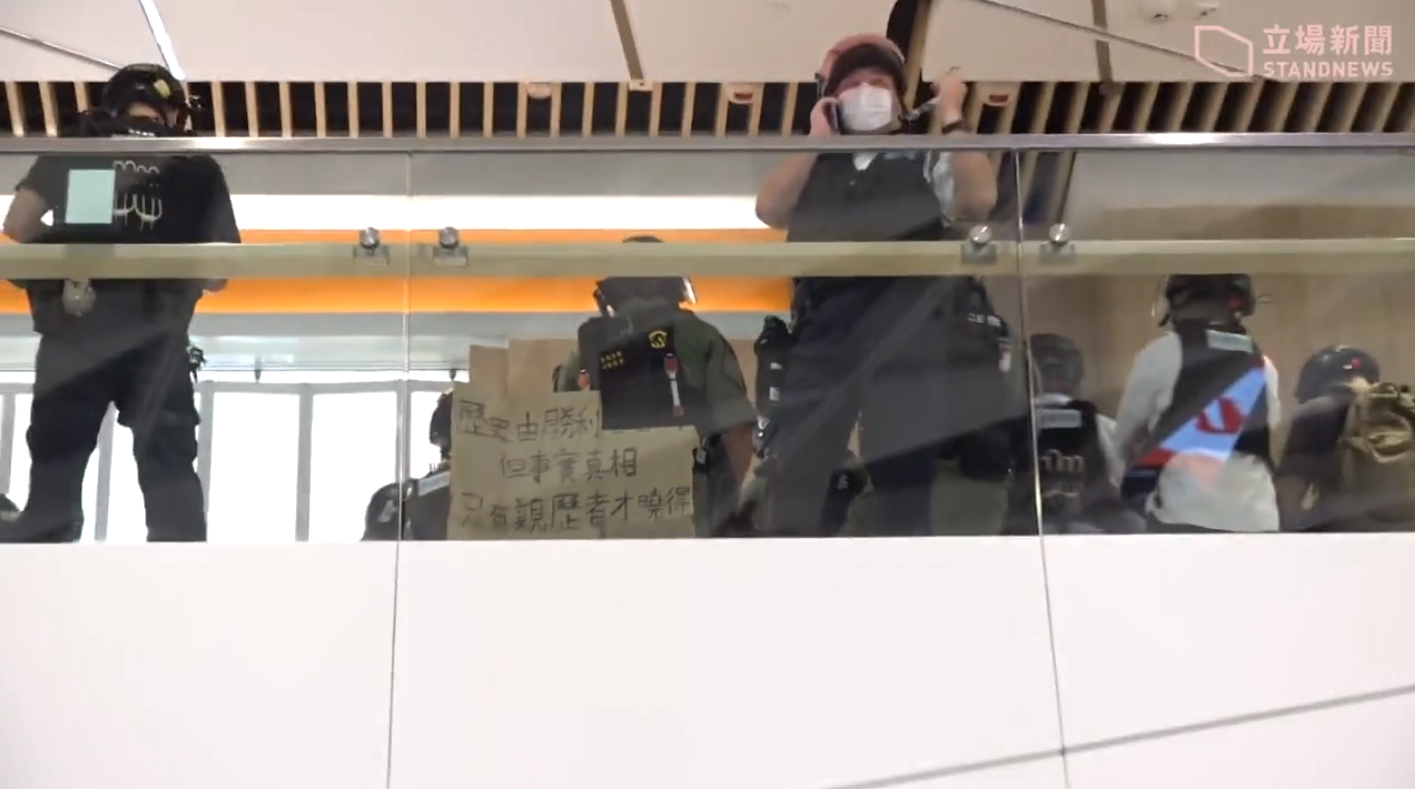
中庭擺放了示威者的標語
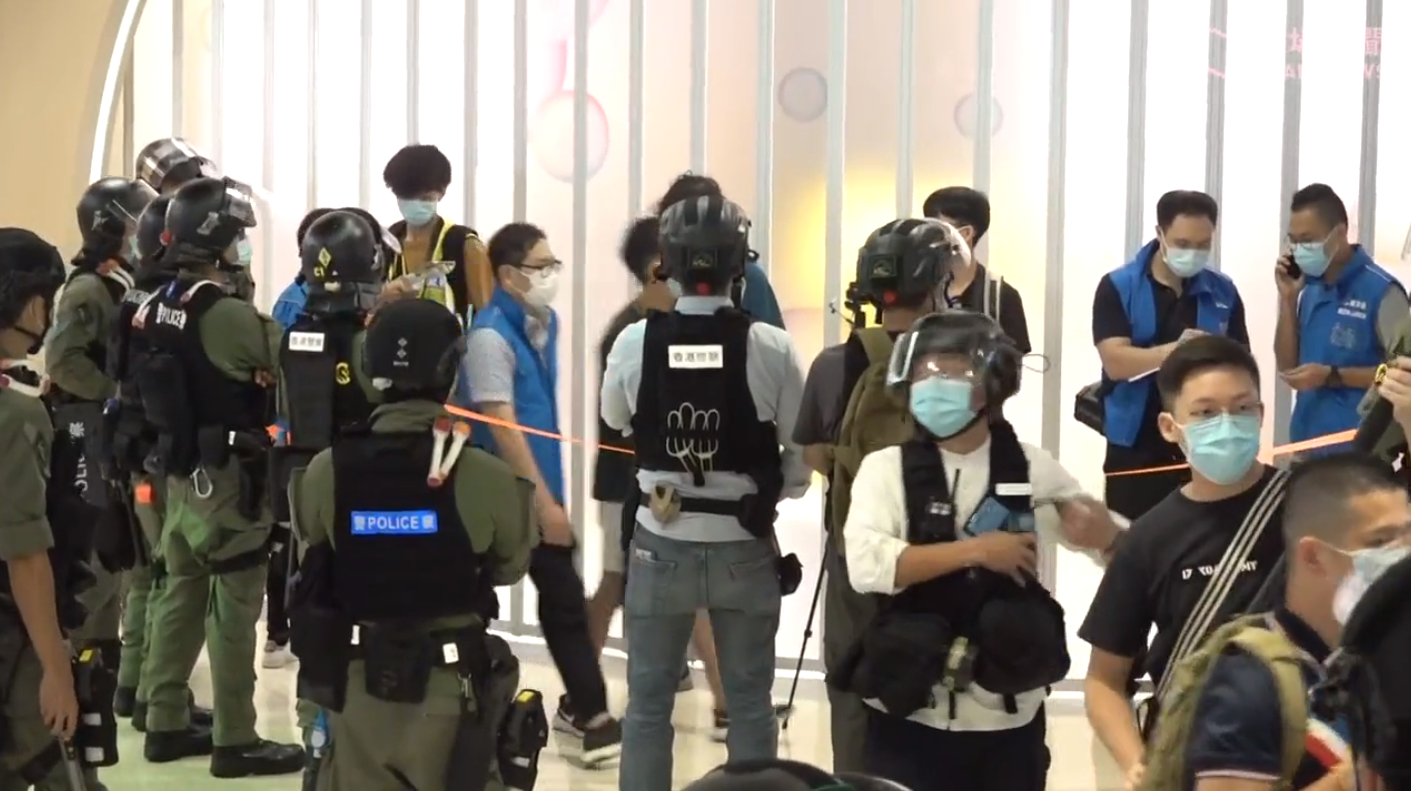
有記者一度被截查
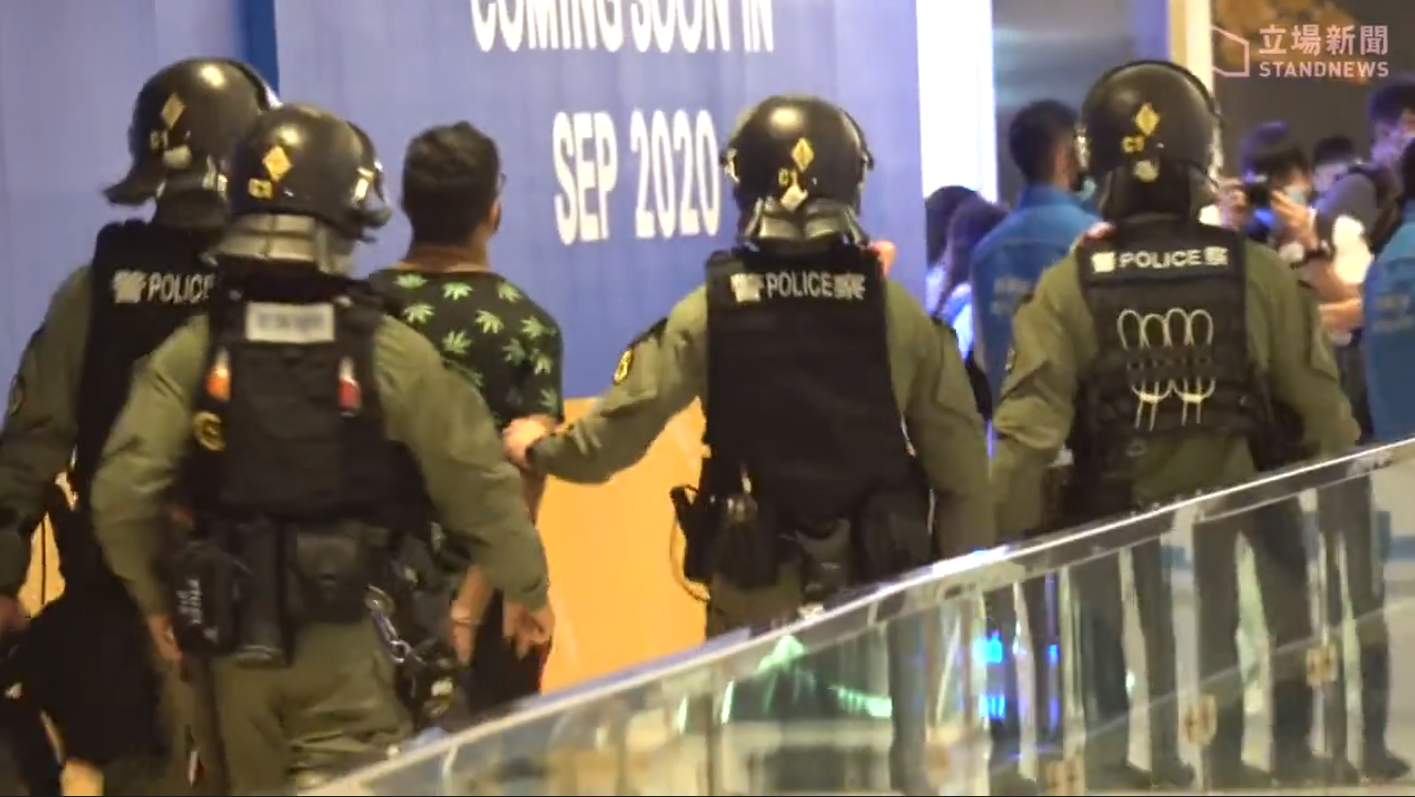
一名南亞裔男子因身上藏有電子煙而被警員鎖上手銬帶走
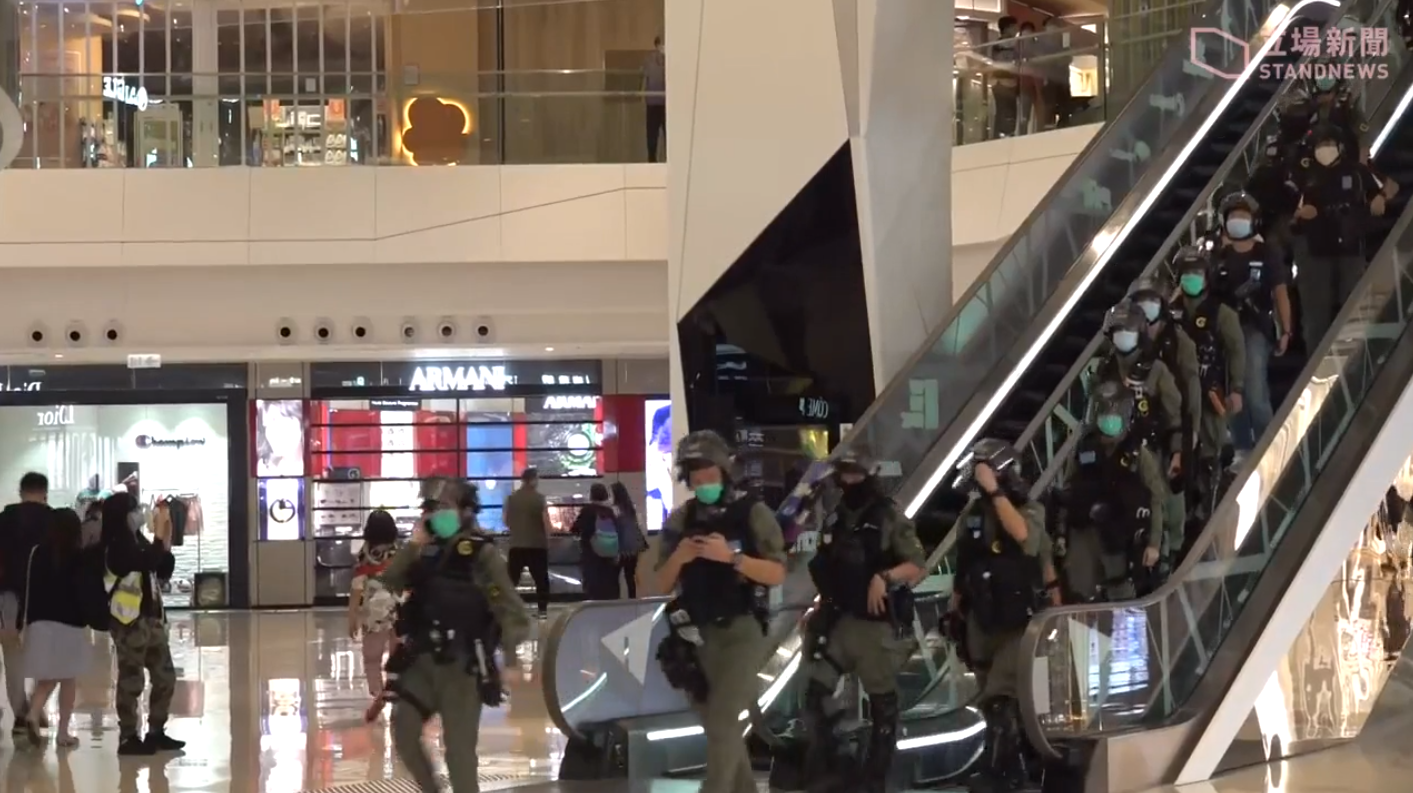
大批警員到晚上10時才離開商場

## 十五個月
2020年10月21日為721事件15個月，大批警員在元朗站和區內重兵佈防。一名男子在站內被帶走。到晚上近7時，30歲的第二代「美國隊長」到YOHO MALL中庭高叫「光復香港 時代革命」及「香港獨立」等口號，並唱《願榮光歸香港》。期間有少數市民和應。不足數分鐘，近100多名軍裝警員和便衣警員從多路走入商場，並在中庭範圍拉起大範圍封鎖線截查，一度引起市民不滿。警員開咪警告，稱在場人士涉嫌違反限聚令需立即離開，部分警員更手持胡椒球槍。第二代美國隊長雙手被鎖上索帶拘捕，涉嫌違反「煽動意圖罪」。之後大批警員繼續在商場內巡邏和截查市民。到晚上8時許，警員才陸續收隊離開。

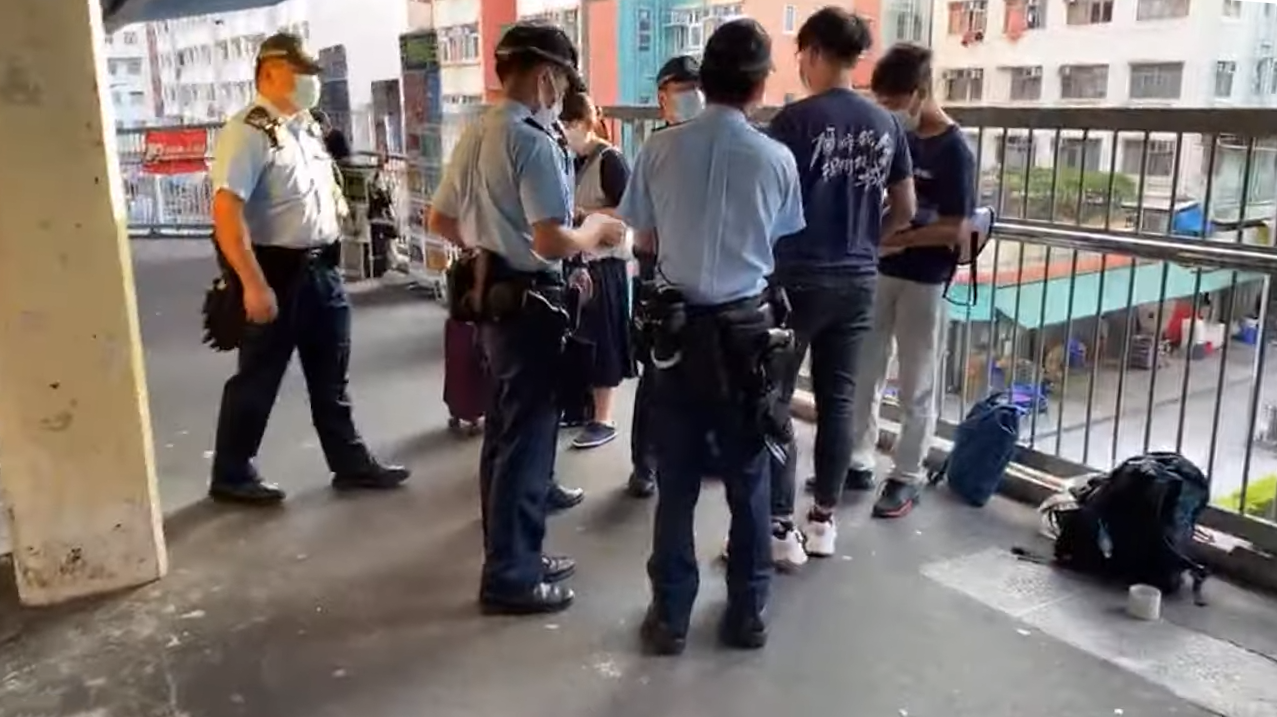
天水連線於西鐵朗屏站外擺設街站，有警員進行截查
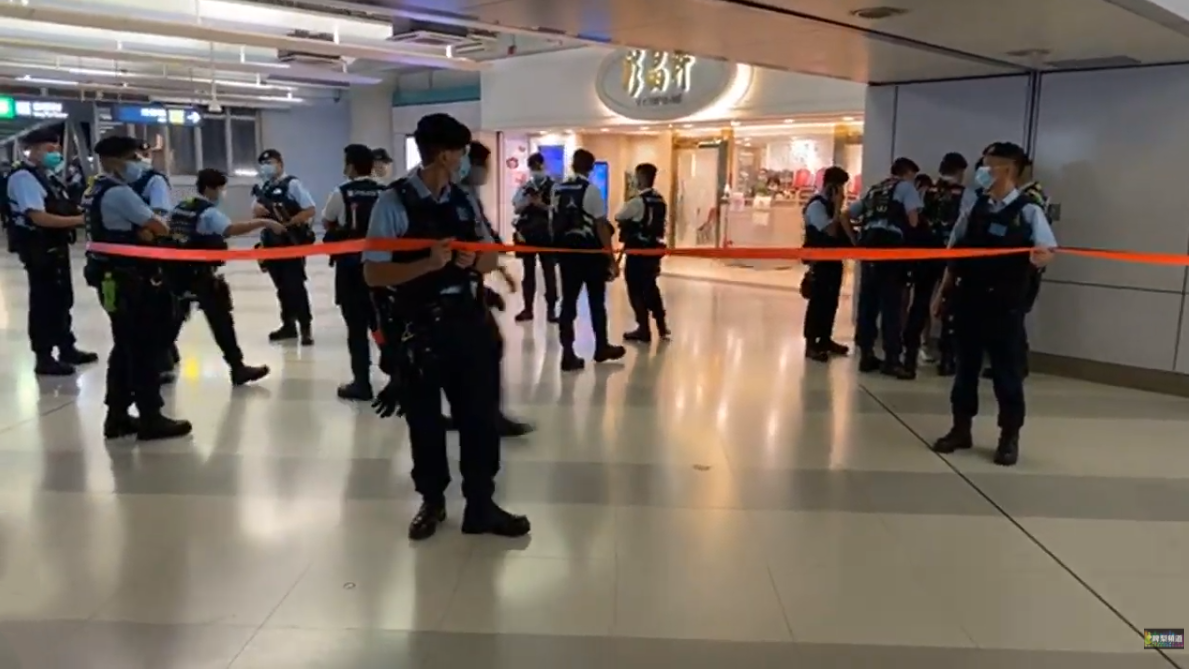
大批警員在元朗站大堂重兵佈防。一名男子在站內被帶走
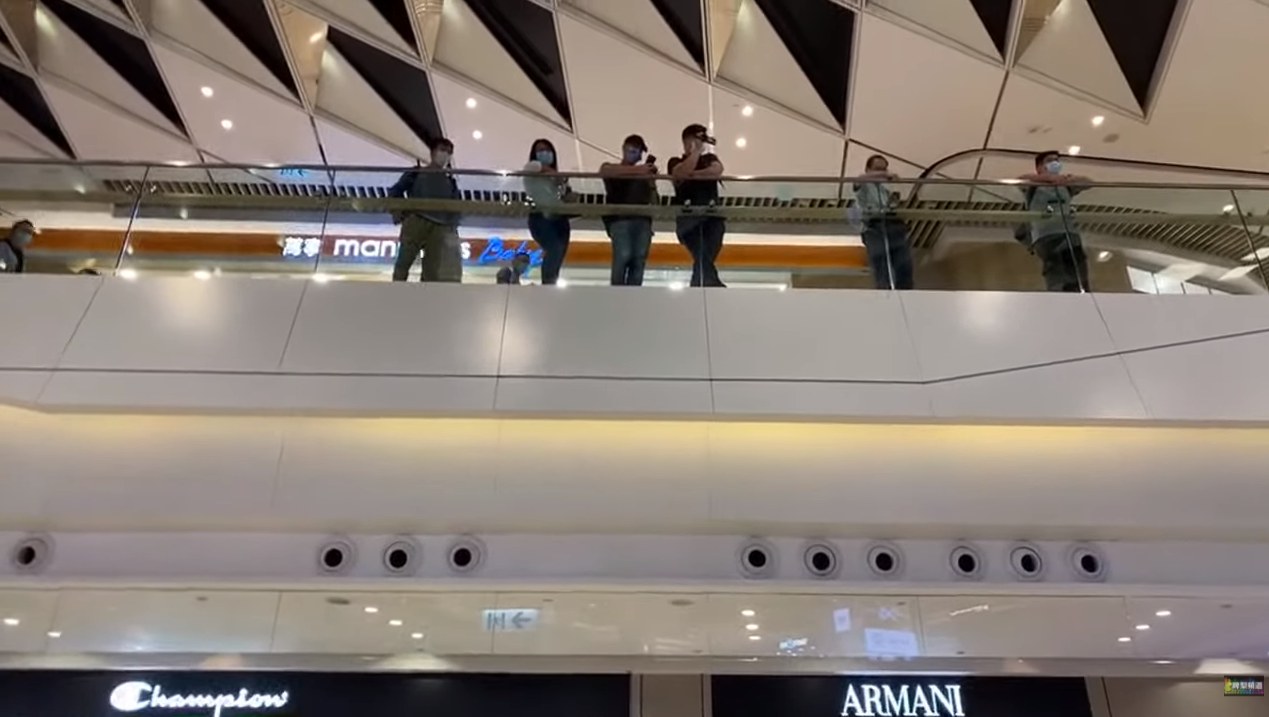
第二代美國隊長在YOHO MALL中庭高叫口號時，多名便衣警員在樓上攝錄
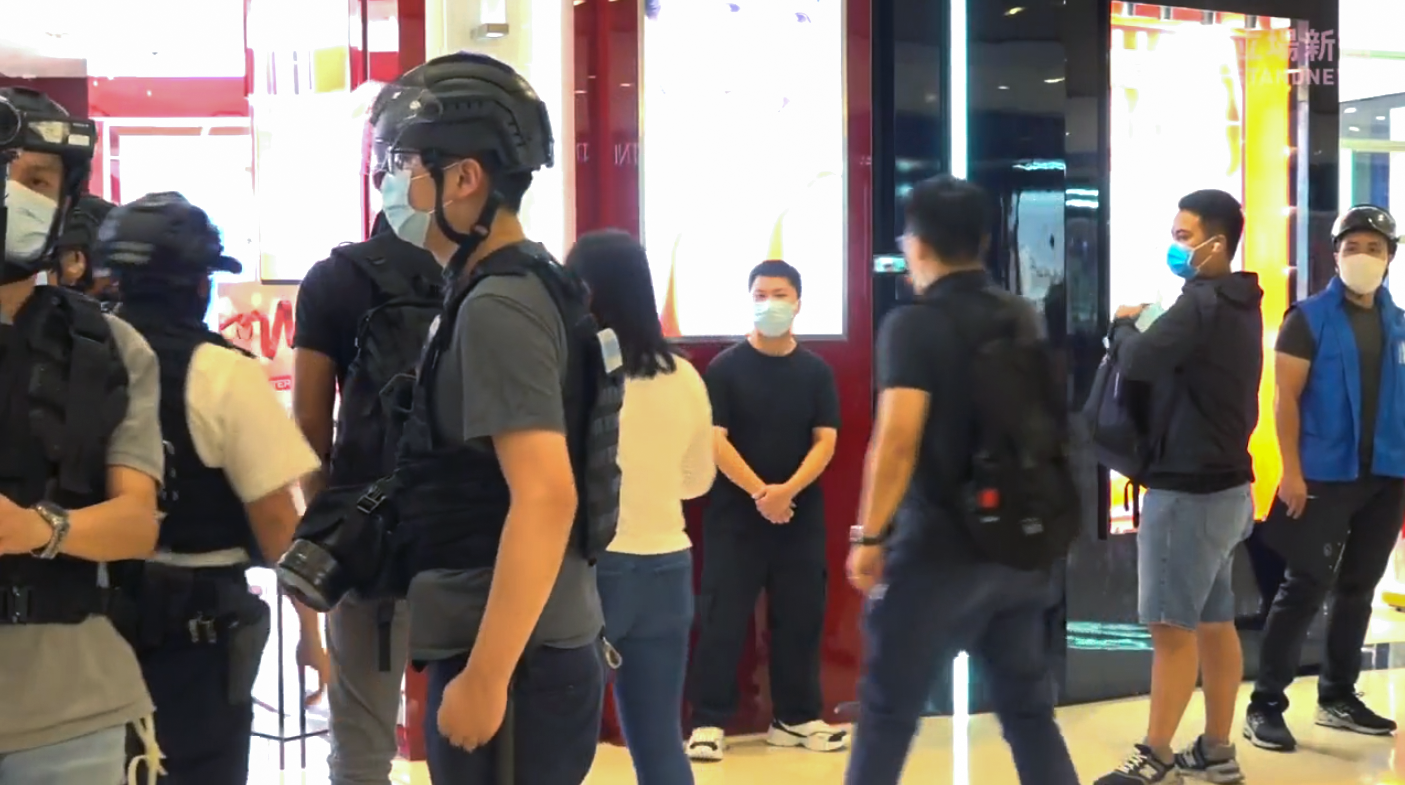
第二代美國隊長再度被捕
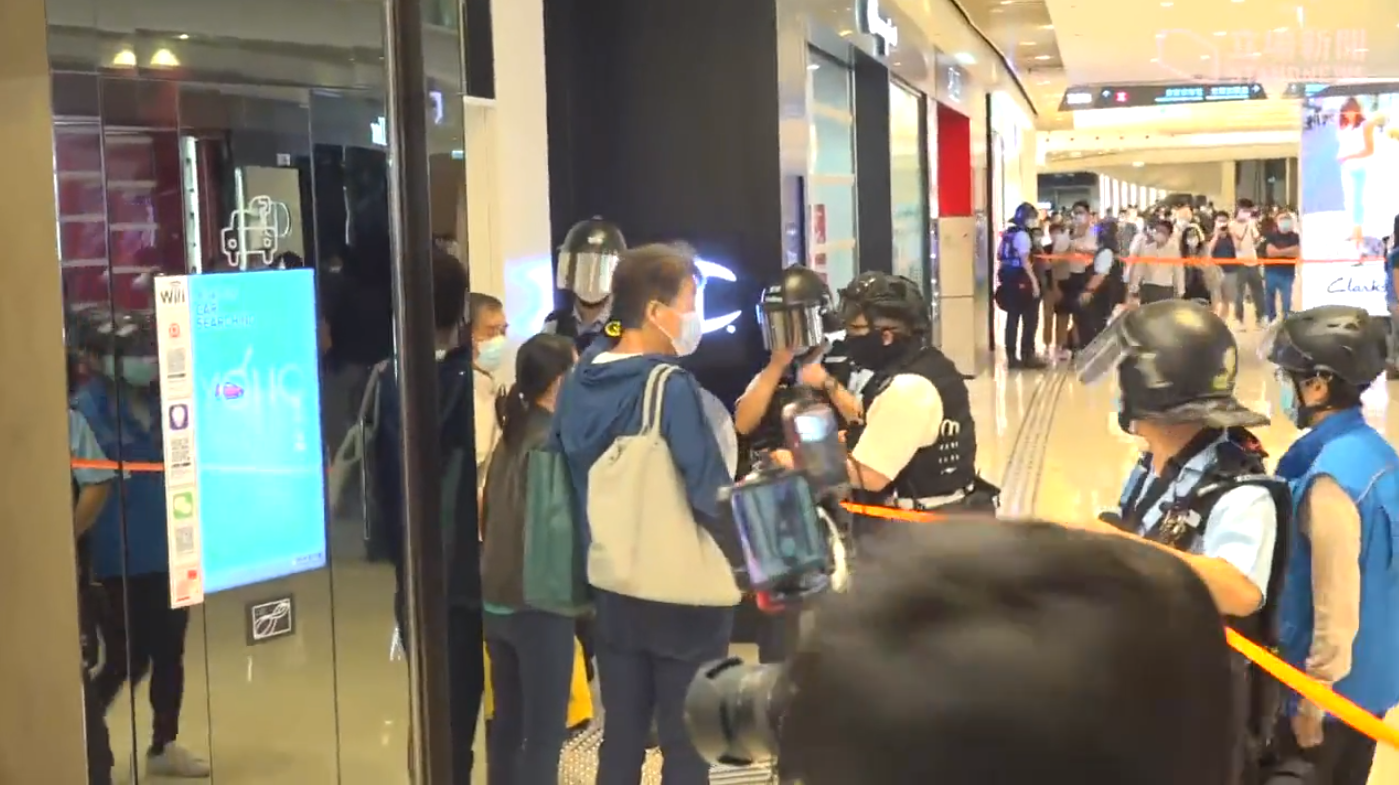
警員在中庭範圍拉起大範圍封鎖線截查，一度引起市民不滿無法出入
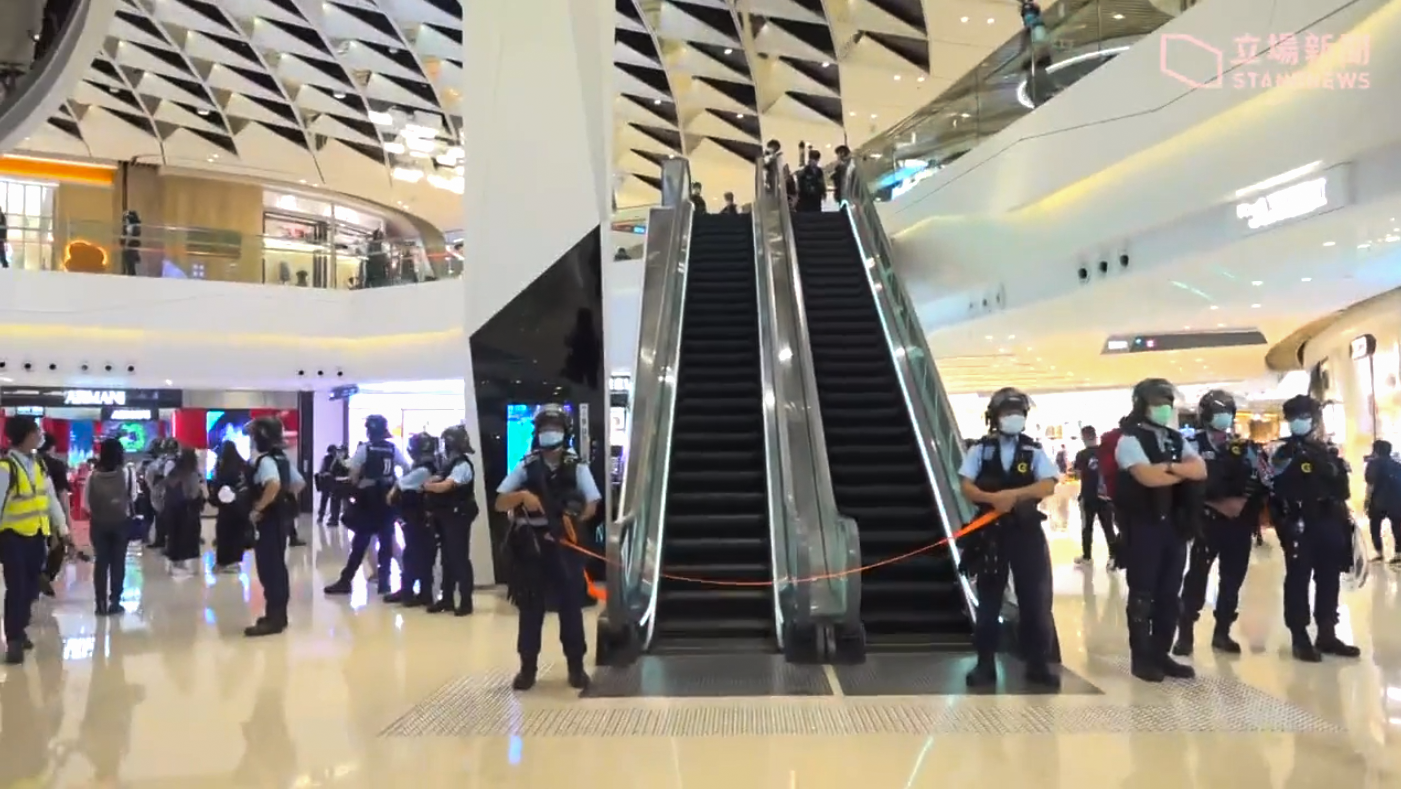
大批警員繼續在商場內巡邏，並封閉往2樓的扶手電梯

## 十六個月
2020年11月21日為721事件16個月，大批警員在元朗站和區內重兵佈防。傍晚時份，「美國隊長2.0」再次於YOHO MALL中庭現身，高叫「光復香港 時代革命」及「香港獨立」等口號，並三次唱出《願榮光歸香港》，期間有人在2樓懸掛寫有「721唔見人第16個月」直幅。多名便衣警員分為三隊在周邊舉機拍攝。不足十分鐘，逾30名戴頭盔的軍裝警員分多路走入商場，舉起紫旗並在中庭範圍拉起大範圍封鎖線截查「美國隊長2.0」。他最後到乘搭港鐵離去。而警員大批警員繼續在商場內巡邏，之後一度再舉紫旗。到晚上約7時離開商場。
另外，社工呂智恆於元朗站連儂牆播放《鏗鏘集：7.21誰主真相》，準備期間有20多名軍裝警員及傳媒聯絡隊到場，警方稱有人投訴他阻街，要求他收拾物件離開。呂智恆其後轉到鳳攸北街休憩處舉行放映會，警員在外圍監察。

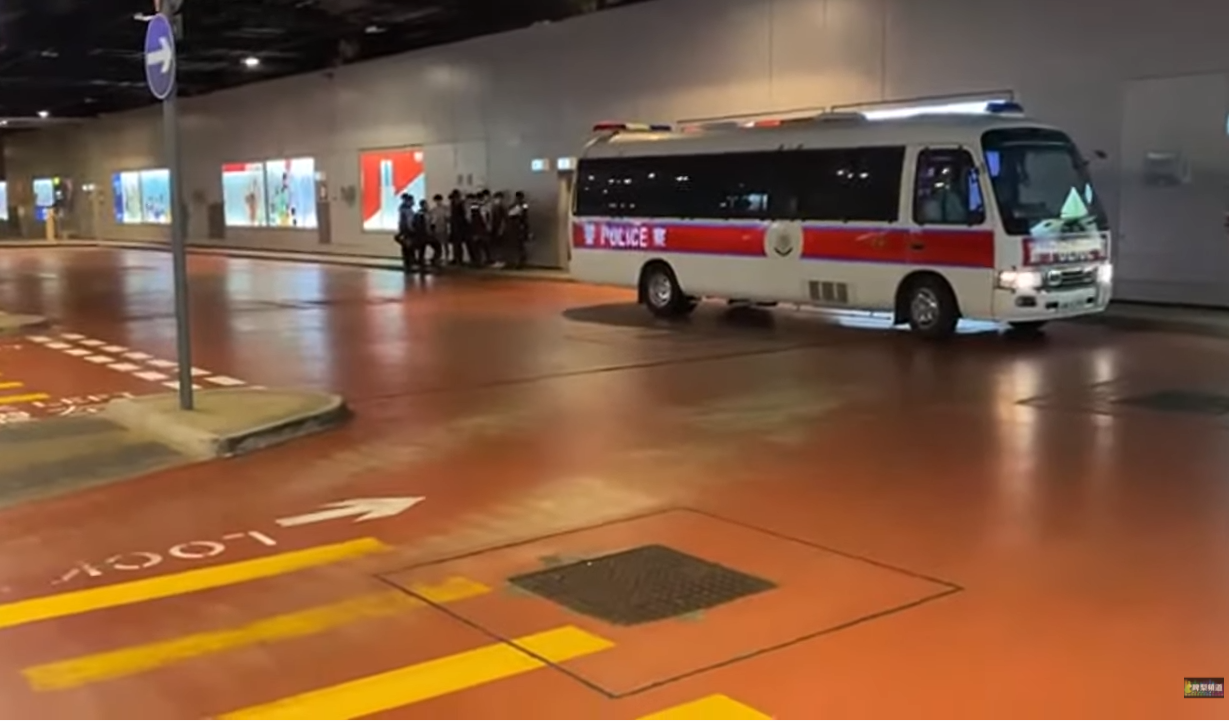
警車在YOHO Mall商場地下巴士站停泊，多名警員截查年輕人
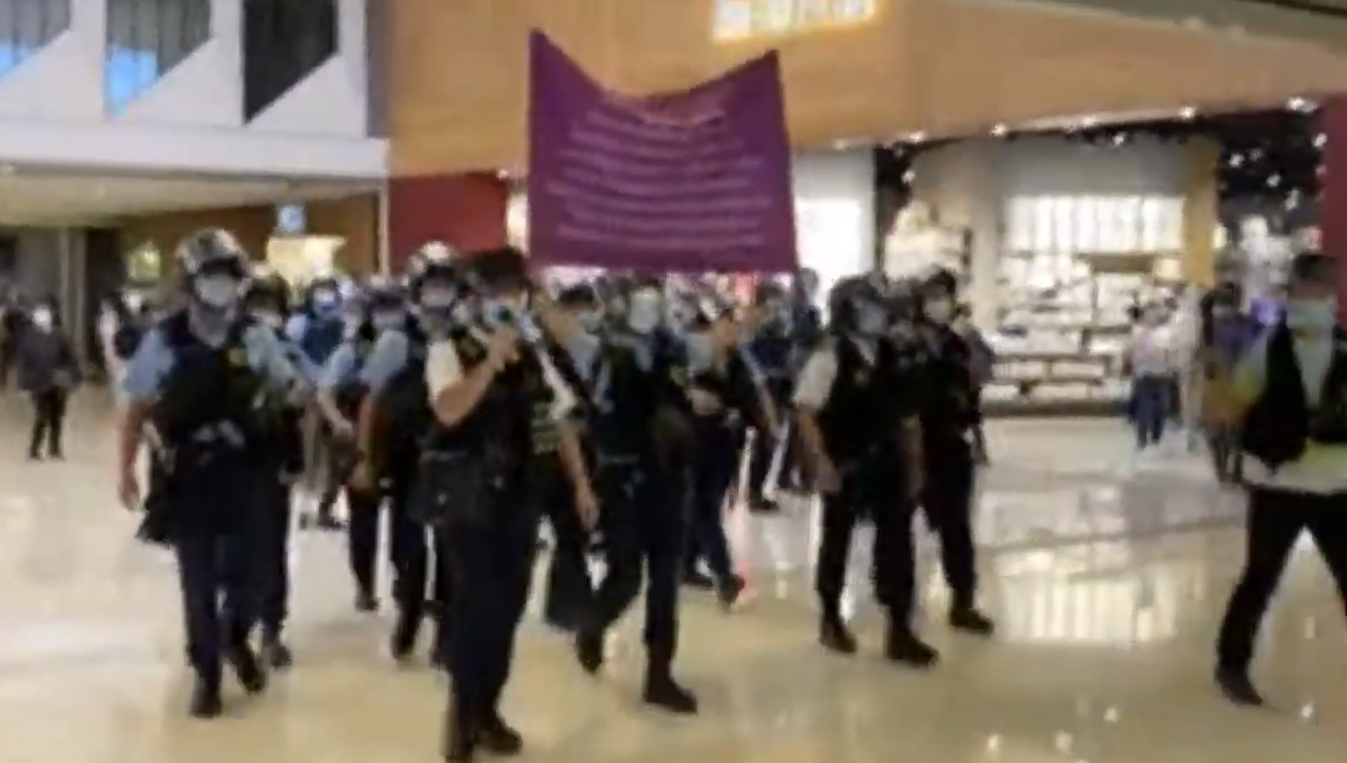
不足十分鐘，逾30名戴頭盔的軍裝警員走入商場，並舉起紫旗，指有人違反國安法
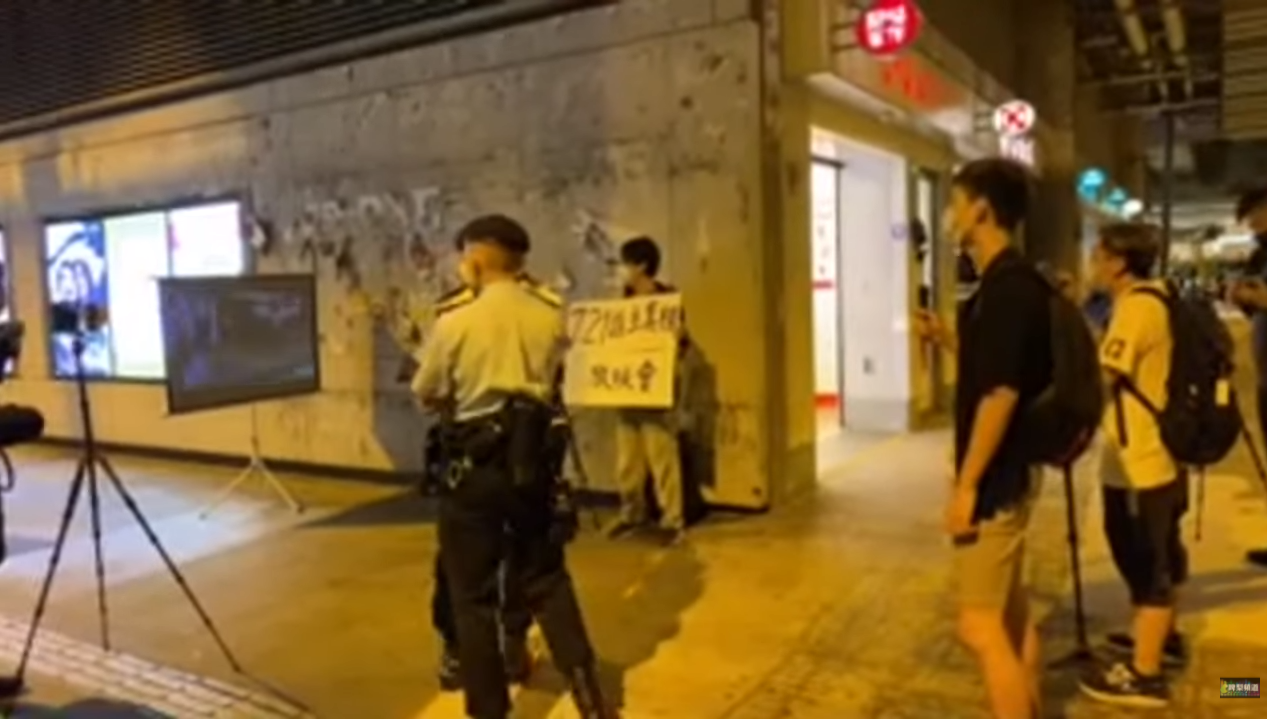
社工呂智恆於西鐵元朗站連儂牆播放《鏗鏘集：7.21誰主真相》，被警員要求收拾物件離開
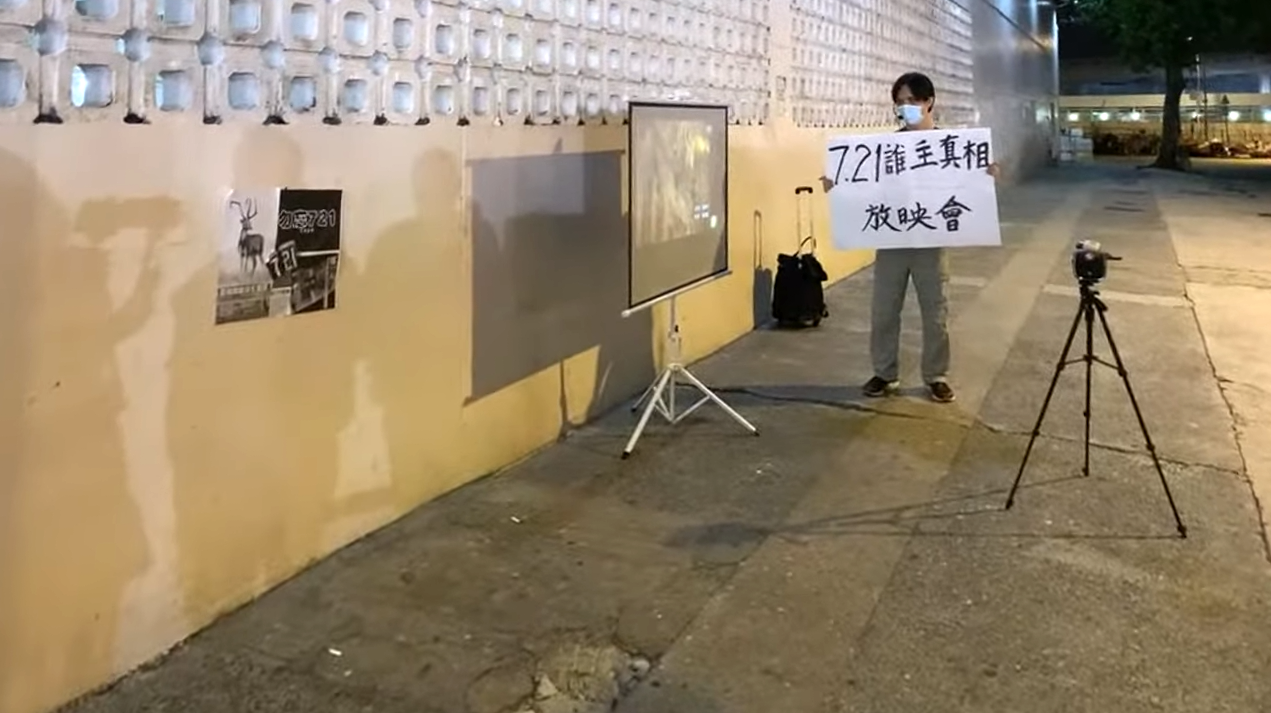
呂智恆其後轉到鳳攸北街休憩處舉行放映會

## 十七個月
2020年12月21日為721事件17個月，大批警員在元朗站和區內重兵佈防。天水連線在元朗站地面設街站，警員警告市民不可逗留，以免違反限聚令。而警員一度拉起橙色封鎖線截查多人。

## 十八個月
2021年1月21日，元朗襲擊事件發生18個月，天水連線成員伍健偉在元朗站地面設街站，經常參與「反修例示威」的王婆婆亦有到場。大批警員在西鐵站周邊駐守，多次截查途人。

## 十九個月
2021年2月21日，元朗襲擊事件發生19個月，元朗站地面交通交匯處和各出口繼續有大批警員戒備，無人聚集。天水連線設置街站及張貼海報。經常參與「反修例示威」的王婆婆亦有到場。

## 二十個月

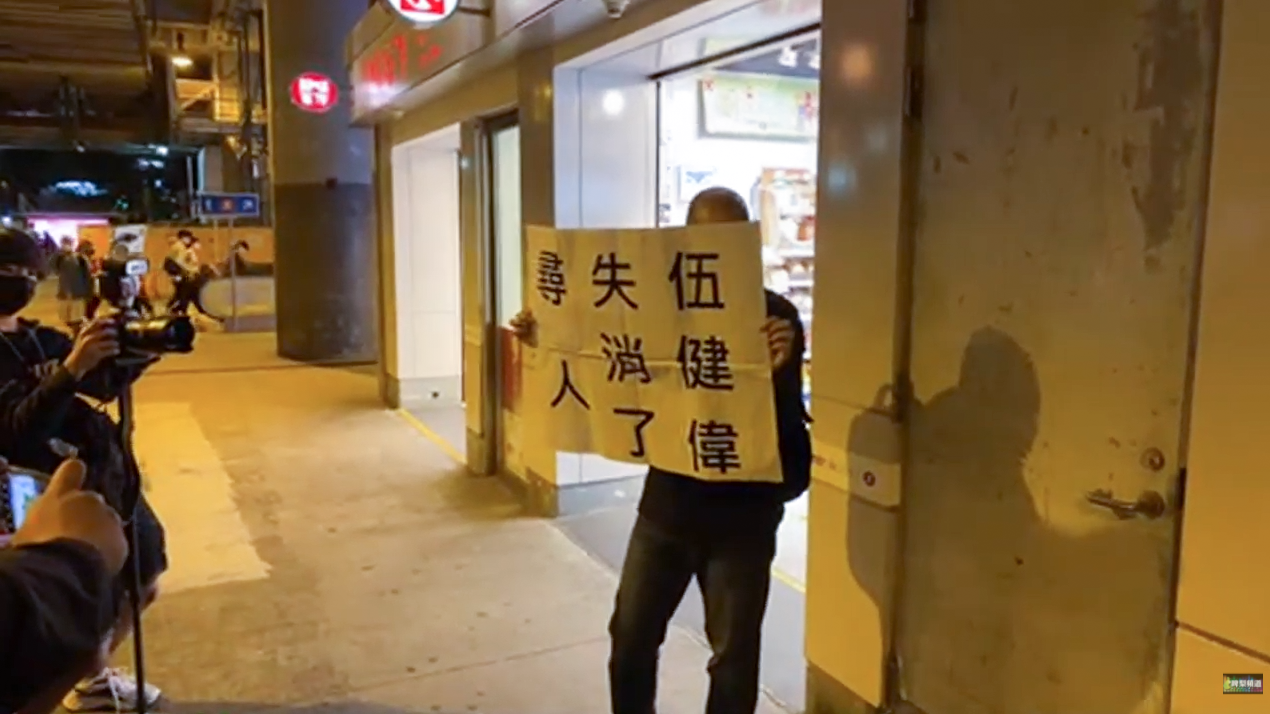
一名男子手持“尋人 失消了伍健偉”標語到場，10多秒後離開

2021年3月21日，元朗襲擊事件發生20個月，元朗站地面交通交匯處繼續有至少30多名警員戒備，無人聚集。期間有一名男子手持“尋人 失消了伍健偉”標語到場，很快便自行離開。

## 二週年

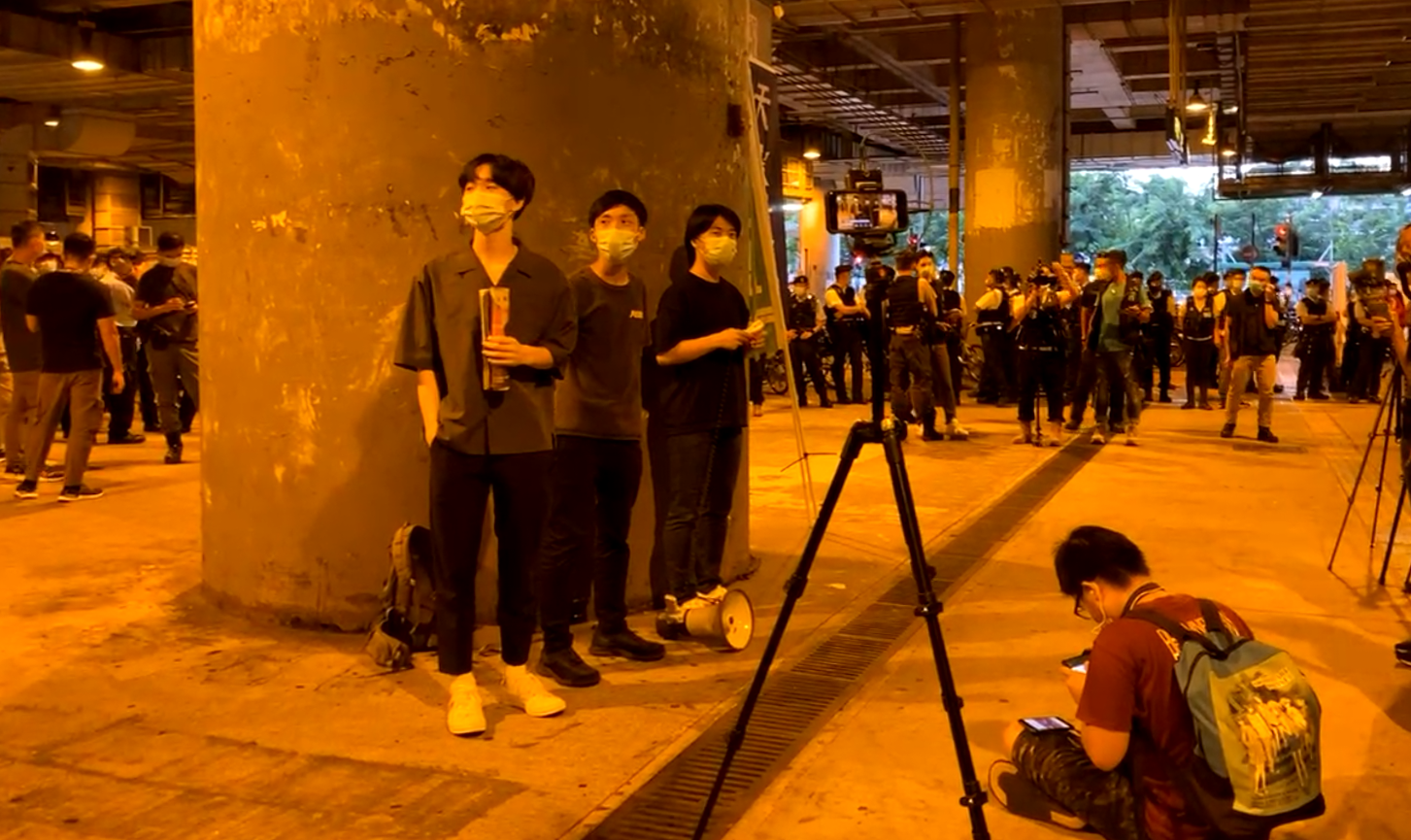
下午時份有團體擺設街站，並派發單張

在事件發生二週年當日，警方在元朗一帶嚴密布防，截查身穿黑衣的人士或年輕人。機動部隊警員均穿著防刺背心，並攜同警犬戒備。下午時份有團體擺設街站，並派發單張。不過現場警員警告單張內容或違反《香港國安法》，警告若繼續派發和不離開會召喚國安處人員到場，其後團體的成員離開。

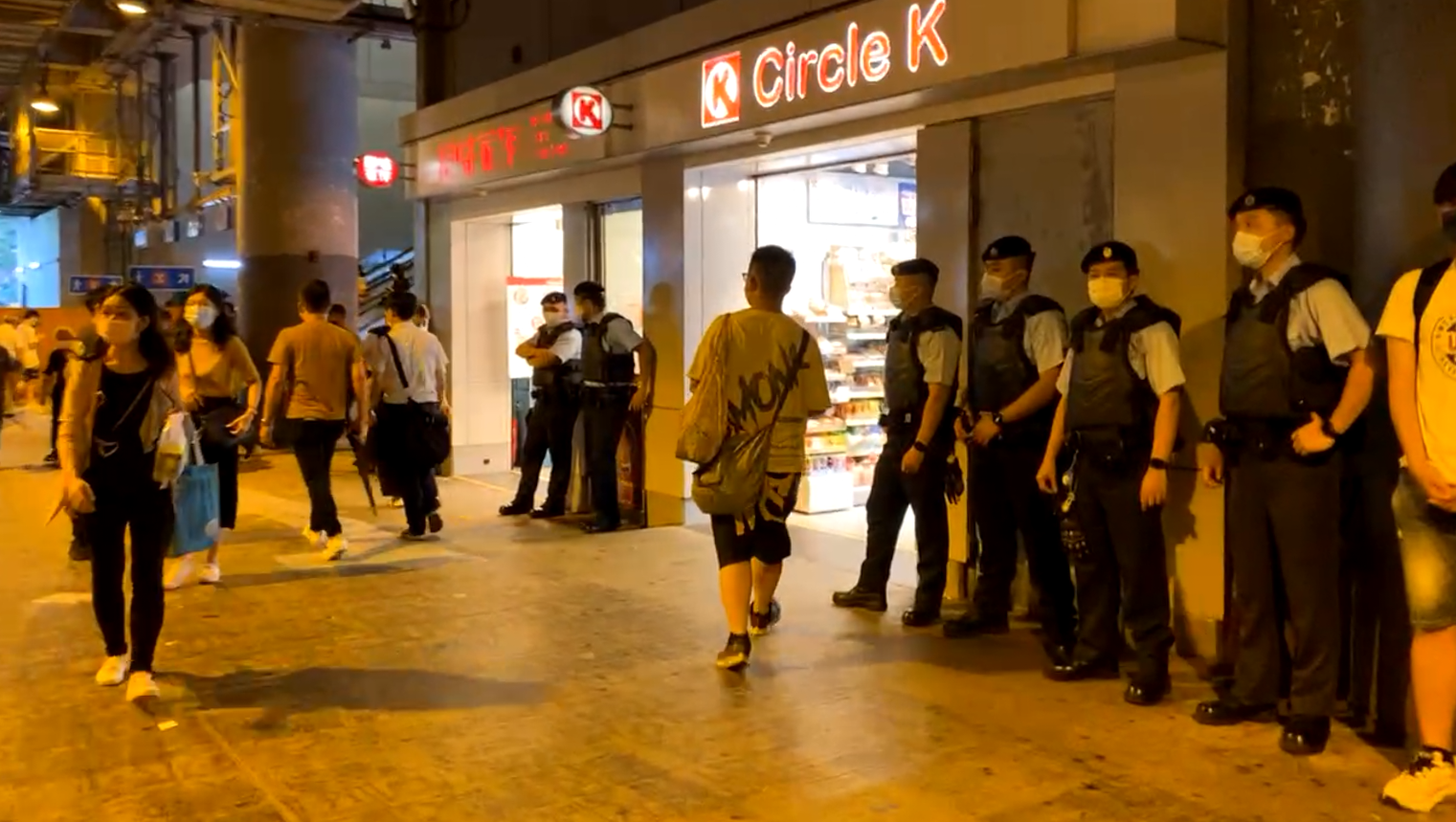
大批機動部隊警員在便利店外戒備
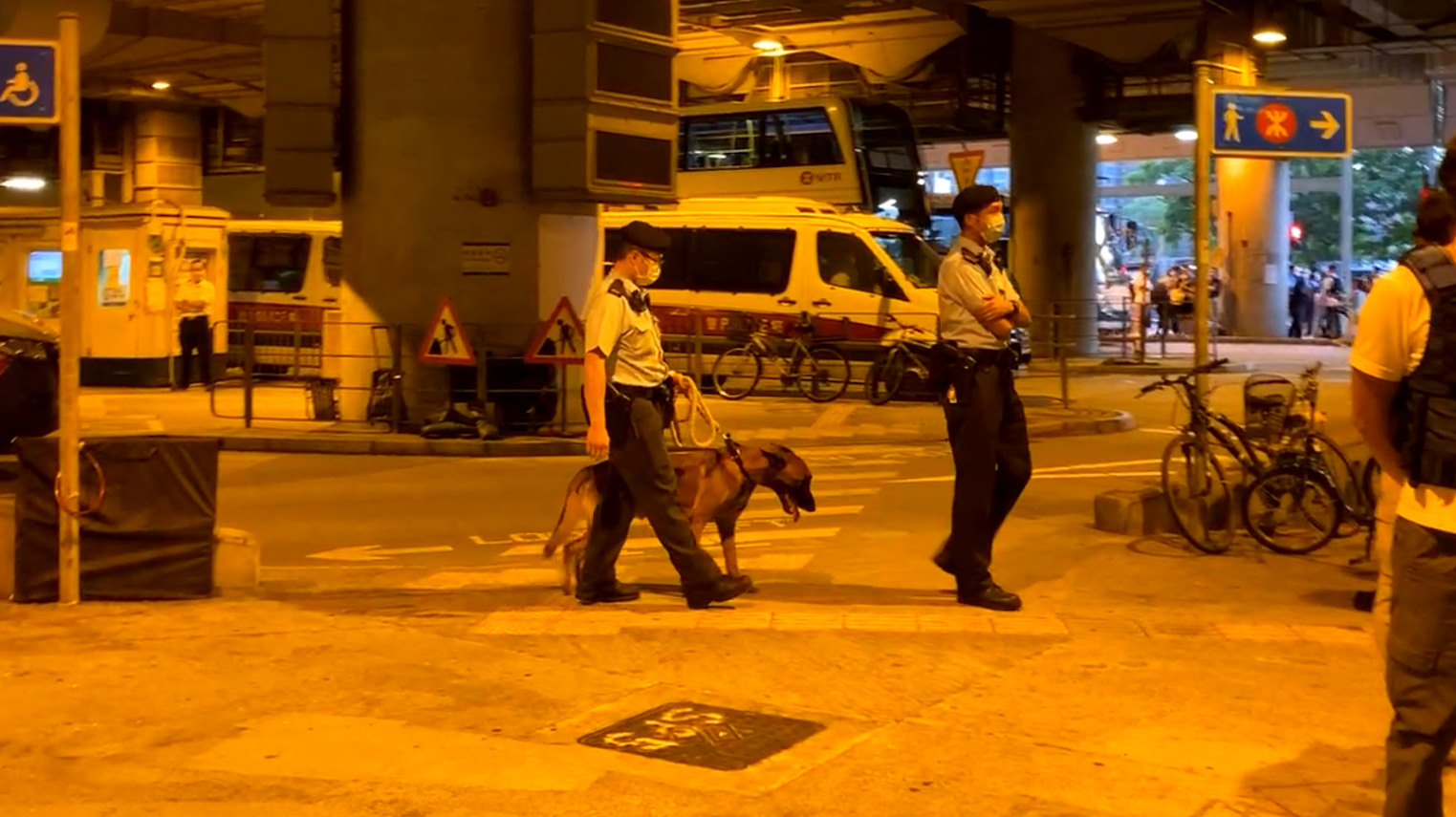
警員攜同警犬戒備
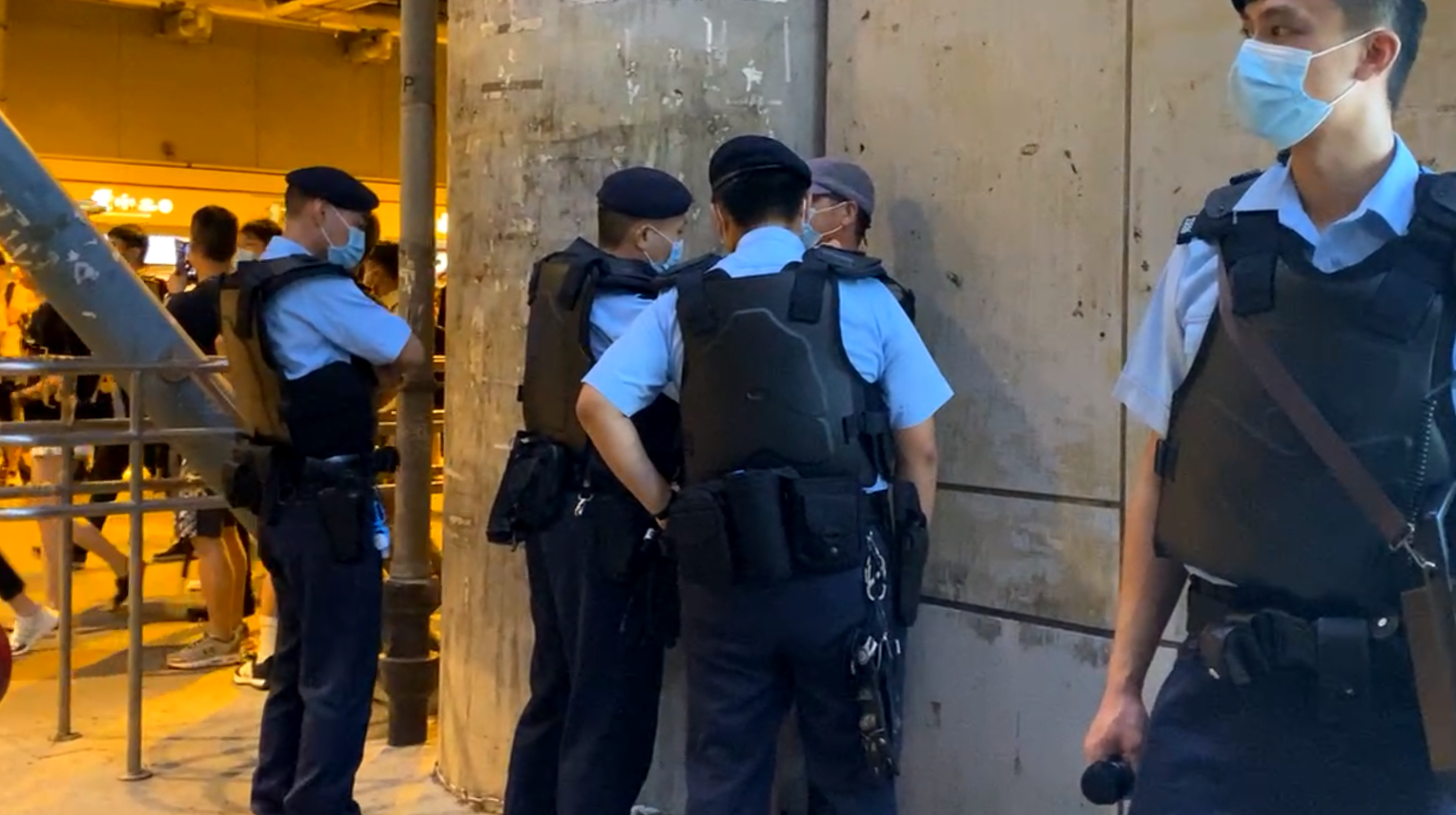
有市民被截查

## 三週年

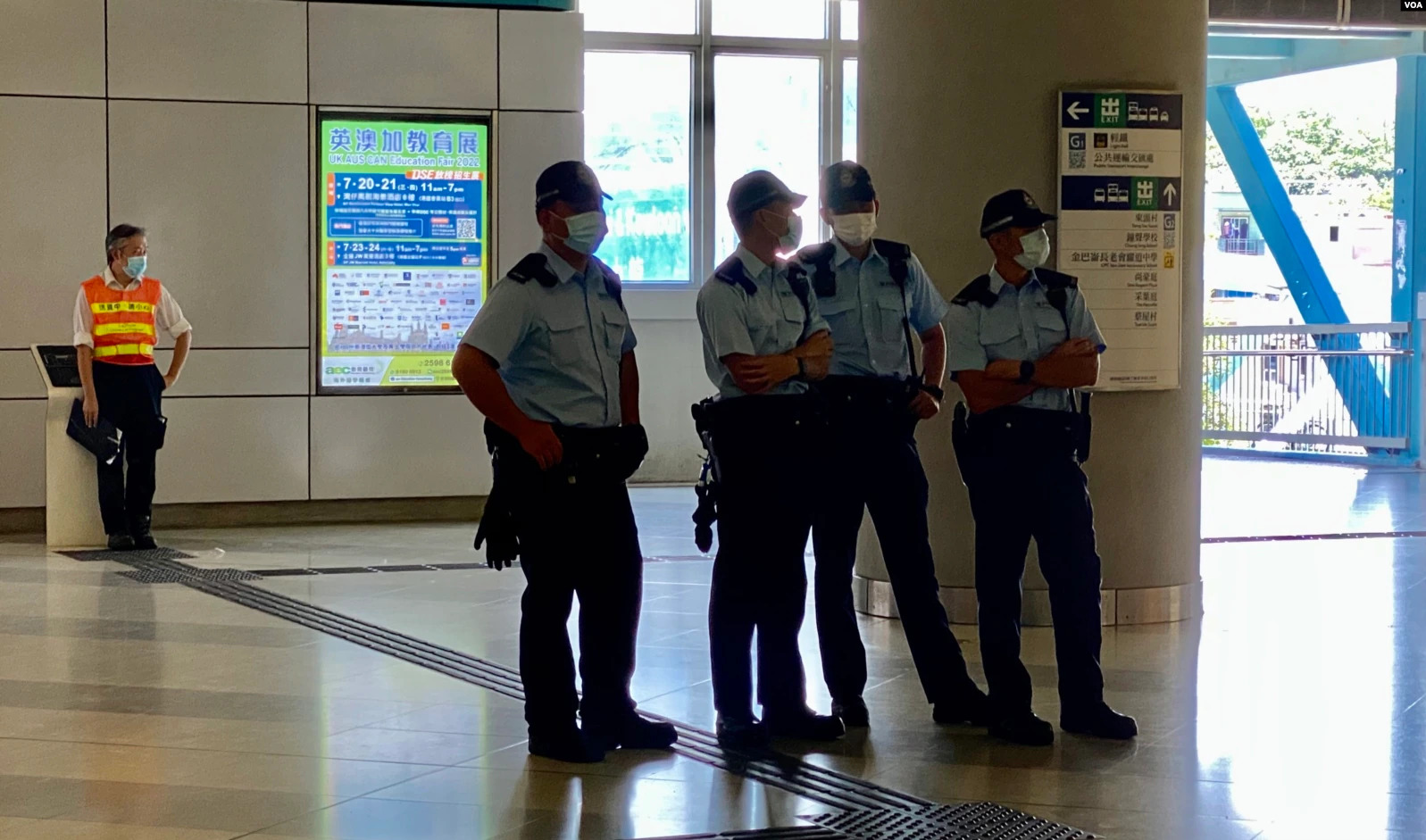
警方在元朗西铁站大堂派驻军装警员戒備

在事件發生三週年當日，元朗站大堂有4至5組機動部隊人員巡邏，每組2至3人，警員不時截查在大堂逗留的市民，包括搜查隨身物品，甚至查問到元朗站目的和是否居住該處等。而元朗站南邊圍地面出口公共運輸交匯處有約20名警員在場戒備，只有記者逗留。獨立媒體拍攝到一名13歲小童攜「毋忘721」紙張而遭警員截查，他表示當晚的畫面迄今猶新，指即使家人反對下，自己仍想親身到場記念。亦有市民在膠樽擺放一朵花，放在車站出口「悼念」。
而停車場停泊了兩部機動部隊小巴及一輛衝鋒車。警方亦在元朗站附近的博愛迴旋處設置路障，導致該處交通出現擠塞。
英国有至少11个城市举办了纪念活动。

## 四週年

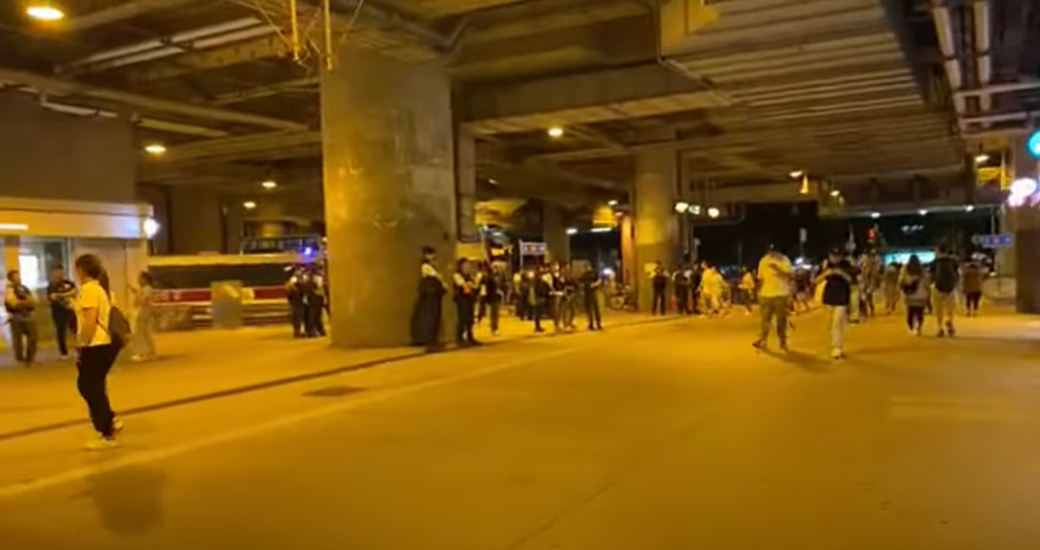
2023年7月21日，元朗站外戒備的警察

在事件發生四週年當日，警方派出身穿戰術背心的大批機動部隊警員於港鐵元朗站一帶戒備，不時截查途經市民。一名中年女子被警員截查後，接受傳媒訪問期間展示一張寫有「堅持到底」標語被警員包圍，之後與另一名同行女子被帶上警車。警方表示截至晚上9時，於港鐵天水圍站，港鐵元朗站及元朗市中心一帶共拘捕8男2女，年齡介乎21至65歲，涉嫌公眾地方行為不檢，在公眾地方管有攻擊性武器，管有第一部毒藥，非法入境及欠交罰款而被通緝等罪行。